# ドラえもんの登場人物一覧
- 藤子不二雄（連載） > 藤子・F・不二雄（著作） > ドラえもん > ドラえもんの登場人物一覧

ドラえもんの登場人物一覧（ドラえもんのとうじょうじんぶついちらん）では、藤子・F・不二雄の漫画『ドラえもん』および、それを原作としたアニメ作品に登場する人物を記述する。藤本が執筆した短編漫画に登場する人物を基本とし、アニメにのみ登場する人物はアニメのセクションに区別して記述する。
テレビアニメの時期区分はドラえもん#アニメを参照。映画の登場人物は映画作品のページに掲載（漫画『大長編ドラえもん』に登場する人物も同様）。
また、アナウンサー、動物、少年、少女など、クレジットでは役割名が表示されていない、もしくは各人物のクレジットが表記されていないことも稀にあるため、役割名、声優については、判明しているもののみを掲載する。

## 一覧
主要人物などの一部を記す。
- ドラえもん（→ガールフレンドなど）
- のび太（→子孫、親戚、関連人物など）
  - のび助（パパ）（→野比家の先祖、親戚、のび助の関連人物など）
  - 玉子（ママ）（→片岡家の親戚、玉子の関連人物など）
- 静香（しずちゃん）（→家族、関連人物など）
- ジャイアン（剛田 武）（→家族、関連人物など）
- スネ夫（→家族、関連人物など）
- 出木杉（→家族、関連人物など）
- ドラミ / セワシ / ミニドラ / おばあちゃん

## 主要人物

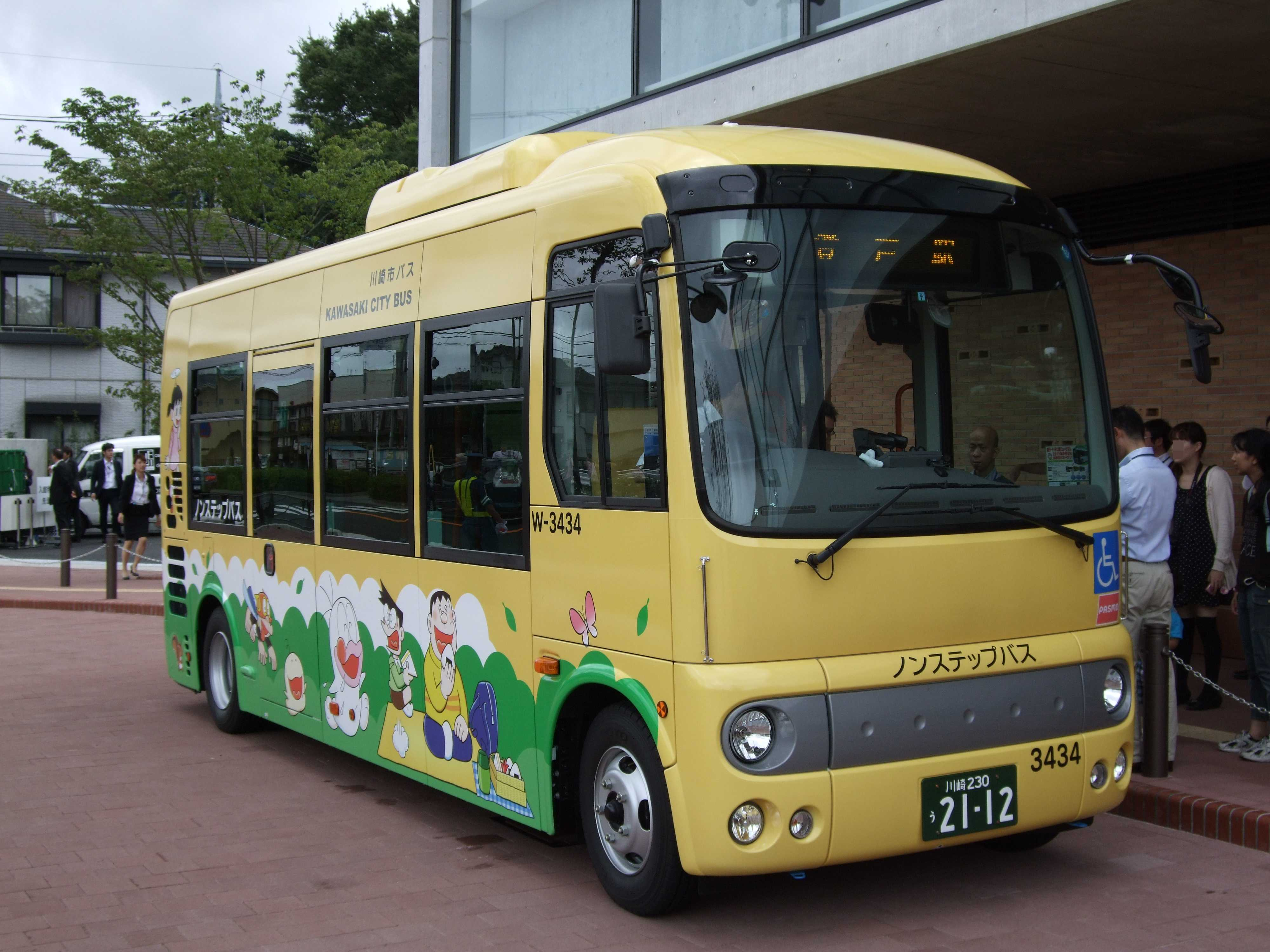
藤子・F・不二雄ミュージアム発着バスに使用されているジャイアン（右端）とスネ夫（右2番目）のイラスト

ここでは、本作の主要人物を記す。
ドラえもん
（詳細は「ドラえもん (キャラクター)」を参照。ドラえもんのガールフレンドは「ドラえもん (キャラクター)#恋愛関係」に、声優と俳優は「ドラえもん (キャラクター)#配役」に記載）
9月3日生まれ。22世紀の未来から来たネコ型ロボット。
野比 のび太（のび のびた）
（詳細は「野比のび太」を参照。のび太の子孫、親戚などの関連人物は「野比のび太#関連人物」に、声優と俳優は「野比のび太#配役」に記載）
8月7日生まれ。勉強も運動も苦手なうえ、それらを克服する努力を怠るなど作中でも駄目な人間扱いをされがちだが、実際は「やればできる」タイプの人間。
ドラえもんとの出会いや協力、周囲の人々の関わりを経て少しずつ人として成長していく。
源 静香（みなもと しずか）
（詳細は「源静香」を参照。家族・親戚などは「源静香#関連人物」に、声優と俳優は「源静香#配役」に記載）
のび太が思いを寄せるクラスメイトの少女。通称「しずちゃん」（アニメでは「しずかちゃん」）。
成績は良く、真面目で優しい性格。よくお風呂に入っている。ヴァイオリンを嗜むが演奏は非常に下手。
5月生まれという設定。
剛田 武（ごうだ たけし）
（詳細は「剛田武」を参照。家族・親戚などは「剛田武#関連人物」に、声優と俳優は「剛田武#配役」に記載）
通称「ジャイアン」。6月15日生まれ。のび太のクラスメイトの友達。近所の「ガキ大将」。
自己中心的で乱暴だが、いざという時は妹やのび太ら友人を思いやる男気の持ち主である。また、友情や愛情といった他人を思いやる行為に弱く、涙もろい一面も持つ。
母親と妹には頭が上がらず、騒動や成績不振を叱られることは日常茶飯事となっている。
骨川 スネ夫（ほねかわ スネお）
（詳細は「骨川スネ夫」を参照。家族・親戚などは「骨川スネ夫#関連人物」に、声優と俳優は「骨川スネ夫#配役」に記載）
のび太のクラスメイトの友達。ジャイアンの腰巾着的存在で一緒にのび太を馬鹿にしているが、身長が低いのをコンプレックスにしている。性格は自己顕示欲旺盛なナルシスト。
家は非常に裕福で、父親は会社をいくつも経営する社長。ドラえもんやのび太たちによく自慢話をしている。
2月生まれという設定。

## 野比家

### 人物
野比 玉子（のび たまこ）
（詳細は「野比玉子」を参照。片岡家の親戚、玉子の友人などは「野比玉子#関連人物」に、声優と俳優は「野比玉子#配役」に記載）
のび太の母。44巻「恐竜の足あと発見」（『小学二年生』1985年7月号）においては38歳。専業主婦。結婚前の旧姓は「片岡」。
野比 のび助（のび のびすけ）
（詳細は「野比のび助」を参照。野比家の親戚、先祖、のび助の友人などは「野比のび助#関連人物」に、声優と俳優は「野比のび助#配役」に記載）
のび太の父。会社員。のび太やドラえもんからは「パパ」と呼ばれている。
セワシ
（詳細は「セワシ」を参照。声優は「セワシ#声優」に記載）
のび太の玄孫。2115年生まれ。ドラえもんをのび太の元へ送り込んだ張本人。
ノビスケ
（詳細は「野比のび太#ノビスケ」を参照）
のび太としずかの子。現在から約15年後に誕生する。勉強が苦手で、気性は荒い。
のび太のおばあちゃん
（詳細は「のび太のおばあちゃん」を参照。声優は「のび太のおばあちゃん#声優」に記載）
のび太の父方の祖母。のび助の母にあたる。のび太の小学校入学前に病没。
のび太の幼少期のエピソードによく登場する。
のび太の父方の祖父
（詳細は「野比のび助#父」を参照）
のび助の父。のび太が生まれる前に死去している。
野比 のび郎（のび のびろう）
（詳細は「野比のび助#のび郎」を参照）
のび助の弟。
この他の野比家の人物は「野比のび太#関連人物」および「野比のび助#関連人物」を参照。

### ロボット
ドラミ
（詳細は「ドラミ」を参照。声優と俳優は「ドラミ#配役」に記載）
2114年12月2日生まれ。ドラえもんの妹のロボット。22世紀の野比家に在住。
しっかり者で、のび太には道具を貸すよりも、なるべく自力で解決する方向に導くべきと考えている。
ミニドラえもん（ミニドラ）
（詳細は「ミニドラ」を参照。声優は「ミニドラ#声優」をに記載）
ドラえもんのミニチュア版。普段はドラえもんのひみつ道具として、四次元ポケットの中に隠れている。
ガチャ子
声 - 堀絢子（1973）
漫画では1970年にのみ登場するアヒル型のロボット。性別は女性。白い体に大きな黄色いくちばしを持ち、ワンピースを着て後頭部にリボンを結んでいる。くちばしの先端には、上下とも四角い歯が一つずつ生えている。人間の言葉を話せるが、鳴き声も上げたりするなど半動物的な習性も持つ。ドラえもんと同じくひみつ道具を所持しているが、ポケットではなく口から吐き出して使う。鳴き声は「ガース」。
連載開始から間もない1970年に描かれた5話のみに登場。ドラえもんの頼りなさを危惧したセワシが、急遽助っ人として送り込んだが、ドラえもんと「のび太の手助け合戦」を行っては滅茶苦茶にしてしまうというスラップスティック的な路線を繰り返した末、離別エピソードも特に描かれないまま唐突に作中から姿を消した。これに関して藤子・F・不二雄は後年、「ライバルキャラがいたほうがいいという軽い思い付きで登場させたが、ちっともよくなかった。焦点が分裂して全く違った性格の漫画になってしまうため、ガチャコはいなかったことになった」と語っている。
テレビアニメ第1作（1973年）
第25話から登場。野比家ではなく源家の居候という設定に変更されている。アニメでは登場の経緯も異なり、成果を上げられないドラえもん（アニメ第1作ではドラえもんがやってきた理由はのび太を助けるためではなく勉強をやり直すため）をサポートするために新たに送られた。卵型小型爆弾を産む能力があり、ドラえもんがそれを非常に恐れているために機嫌を損ねると必ず「卵産むわよ」という脅し文句をドラえもんに対して吐き、お仕置きとして使用したことも何度かあった。
チーフディレクターの上梨満雄は「みんなで話して、ドラえもんだけだとやはりおとなしいので「変わった」という感じを出すために、インパクトのあるキャラクターということで登場させました。」と2006年の電話インタビューで語っている。

テレビアニメ第2作（1979年〜）
正規のキャラクターとしては登場しない。
第1期
1980年8月放送の「分身かがみ」（「まほうのかがみ」のアニメ化作品）ではゲストキャラクターのイジオ（のび助の会社の部長の息子）がガチャ子の役回りを担当している。
同年9月放送の「雨男はだれだ!?」（「ロボットのガチャ子」のアニメ化作品）では大幅にストーリーが変更され、ガチャ子の役回りはドラミなどの他のキャラクターに変更されている。
第2期
2006年6月2日放送の「クリスチーネ剛田大先生! ジャイ子の新作マンガ」に、作品世界のTVアニメに登場するキャラクター（原作漫画ではオバケのQ太郎が描かれていた）として一度だけ登場した。

## 片岡家
片岡 玉夫（かたおか たまお）
玉子の弟。のび太の叔父にあたる。
のび太の母方の祖母
玉子の母。

## 源家
しずかの母
基本的には優しいが、しつけ面では厳しい。下の名は原作に記載がない。
源 義雄（みなもと よしお）
しずかの父。3巻「ペロ!生きかえって」、22巻「無事故でけがをした話」、25巻「のび太の結婚前夜」、36巻「貸切チップ」などに登場する。

## 剛田家
ジャイ子（ジャイこ）
（詳細は「ジャイ子」を参照）
ジャイアンの妹。ドラえもんが来なかった場合の将来ののび太の結婚相手。
ジャイアンの母ちゃん
剛田商店を経営しているジャイアンの母親。
ジャイアンの父ちゃん
登場時は店や家にいるが、妻に比べると原作・アニメ共に登場回数は少ない。
ムク
ジャイアンの飼い犬。雑種犬。

## 骨川家
スネ夫の母
息子と同様、自慢が好きな性格。スネ夫を「スネちゃま」と呼び溺愛する。
スネ夫の父
実業家だが業種は不明。複数の会社を経営しており、顔が広く、財界に多くの友人を持つ。

スネツグ
スネ夫の弟。髪型以外の外観は兄とよく似ている。
初期は普通に登場し、兄同様に意地悪なキャラクターだったが、連載が進むにつれて全く登場しなくなった。
40巻収録「スネ夫は理想のお兄さん」で久々に登場、ニューヨーク在住のおじの養子になっていた。
スネ吉（スネきち）
スネ夫の従兄。プラモデル・ラジコン・ジオラマの製作、ヨット・スーパーカーの運転からサーフィン、スキューバ・ダイビングといったアウトドアもこなす多趣味な大学生（『小学四年生』1996年3月号より）。
チルチル
骨川家の飼い猫。
アンナ
　骨川家の血統書付きの飼い猫。種類はシャムネコ。原作ではスネ夫の母のダイヤを見つけた。
エカテリーナ
　スネ夫のセリフに出てきた飼い猫。血統書付き。

## 近所の少年少女
のび太たちが通う小学校のクラスメイトや、近所の小学生以下の少年少女について記す。

### レギュラー
出木杉 英才（できすぎ ひでとし、えいさい）
（詳細は「出木杉英才」を参照。家族・親戚などは「出木杉英才#関連人物」に、声優と俳優は「出木杉英才#配役」に記載）
のび太のクラスメイトの少年。プラス4巻「ドラえもんとドラミちゃん」で初登場。頭脳明晰でスポーツ万能とその名の通りの秀才で、のび太とは対極の存在。しずかと仲が良いためのび太に妬まれているが、出木杉はのび太の誠実な人柄や努力を認めており、基本的には友好な関係を築いている。
名前の読みは「えいさい」と「ひでとし」の2つの説がある。また「太郎（たろう）」という名前になっている場合もある。初登場時の1話のみ「明智」という名前だったという話は事実誤認の風説（詳細は出木杉英才#名前の変化を参照）。
4月生まれ。
安雄（やすお）
声 - 肝付兼太（1979.10）→松岡洋子（1980.9）→白川澄子（1981.10 - ?）、高田由美（1983.3）→千々松幸子（?）→真柴摩利（1988.4 - 1992.10）→佐藤智恵（1992.10 - 1996）→松本さち（? - 1998.8）ほか→佐藤ゆうこ（1999.4 - 2005.3）→まるたまり（2005.4 - 2008.12）→大本眞基子（2009.11 - 2010.4）→樹元オリエ（2010.4 - 8）→新井里美（2012.2）→高木礼子（2014.1）→不明（2014.6）→池田果奈子（2014.6）→慶長佑香（2014.8 - ）
のび太のクラスメイト。いつも赤と黄色の帽子をかぶっている。
怖いものは「オバケ」。趣味は漫画を読むこと、はる夫とキャッチボールすること。塾に通っているが、時々サボって本屋で立ち読みをする。
ジャイアン率いる野球チーム「ジャイアンズ」のメンバーで、しばしばのび太やスネ夫やはる夫らとともにジャイアンにしごかれている。ジャイアンやスネ夫同様にのび太をバカにすることもある。その一方でスネ夫やジャイアンをバカにすることもあるため、のび太を特別見下しているというわけでもないらしい。
母親（声 - 横沢啓子〈1979.10〉→タルタエリ〈2009.11〉→岡田栄美〈2017.1 - 2018.8〉→神田みか〈2019.6〉）が登場したことがある。名前は9巻「トレーサーバッジ」で登場する。アニメにも出演するが長らく名前は設定されておらず、「少年A」という表記にされていたが、リニューアル前の最後の放送では「田中」と呼ばれていた。リニューアル後の「恐怖のジャイアンディナーショー」では、「浅間」と呼ばれ、その後、「ピノキオの花」（2007年11月2日放送）で公式に名前が呼称された。
テレビアニメ第2作第1期の最終話、オールスター登場「ドラえもんに休日を?!」では2度登場している。ゲーム『ドラえもん どこでもウォーカー』でも登場し、彼のセリフから弟がいることが判明した。ゲーム『ドラえもん のび太と緑の巨人伝DS』でも数箇所登場している。
はる夫（はるお）
声 - 三田ゆう子（1980.9）→青木和代（1981.10 - ?）、高田由美（1983.3）、真柴摩利（?）→佐藤智恵（1988.4 - ?）、佐藤ゆうこ（? - 1998.8）ほか→松本さち（1999.4 - 2005.3）→高木礼子（2005.5）→山下亜矢香（2005.6 - 2007.1）→まるたまり（2008.6）→大本眞基子（2009.11）→梅田貴公美（2010.4 - 2014.1）、中司ゆう花（2010.8）→不明（2014.6）→福井美樹（2014.8 - 2018.9）→矢口アサミ（2018.10 - ）
のび太のクラスメイト。ジャイアンより小柄だが、太っている。髪型はのび太に似ている時と、より短く刈り込んでいる時がある。怖いものはクモ。かなりの大食らいである。趣味は懸賞応募、キャッチボール。鼻クソを集めてボールを作ったことがある。
野球チーム「ジャイアンズ」のメンバー。安雄とともにしばしばジャイアンにしごかれている。
ジャイアンやスネ夫や安雄同様にのび太をバカにすることもあるが、のび太と一緒に遊んだり、ジャイアンとスネ夫をバカにしている。また、町内一周マラソンの結果によると、安雄より持久力は劣り、スネ夫よりは上である。
母親（声 - 橘U子〈2009.11〉→川島悠美〈2017.1 - 〉）が登場したことがある。また、「ブク」という名前の犬を飼っている。
名前は17巻「ドラ焼き・映画・予約ずみ」で登場する。テレビアニメ第2作第1期にも出演するが、当初は「少年B」などという表記にされていた。2006年11月3日放送の「税金鳥」以降は、テロップに名前が表記されている。
1996年の大長編映画『ドラえもん のび太と銀河超特急』に登場したドンは彼に顔が似ており、終盤で彼の子孫であることが示唆された。

### 複数回登場
片倉 サブロー（かたくら サブロー）
声 - 井上和彦（1979.6）→本多知恵子（2011.8）
連載初期の原作によく登場していたのび太の同級生で、坊主頭の男の子。
名字は1巻「かげがり」、名前は7巻「ねこの手もかりたい」で確認することができる。父親は学者（専門分野は不明。4巻「ソノウソホント」）。幼い弟がいる。好物は柏餅（ただし、おやつで出てきただけであり、柏餅が好きと言ったのはのび太である）。また、新オバケのQ太郎の「詐欺師とドロンパ」などでは彼が登場する他、伸ちゃんが憧れる河伊伊奈子の予定帳には「片倉さんとプールへ」とも書かれていた。アニメ第2期のキャストクレジットでは「男子」表示。
正美（まさみ）
声 - 横沢啓子（1979.10）
のび太のクラスメイト。初期の原作漫画に登場。メガネをかけている男の子。名前は9巻「トレーサーバッジ」で確認でき、母親（声 - 横沢啓子〈1979.10〉）も登場している。
なお、『ドラえもん学』によると、登場話数は18話。その回数は全キャラクターの中で第15位にランクインしており、ドラミ、神成さん、のび郎、ジャイ子、のび太のおばあちゃんより上位である。そのため、『ドラえもん学』では「コミックス前半のスーパー脇役」と称している。
マナブ
声 - 峰あつ子（1989.11 - 1992.1）、くじら（1990.5）→ 森優子（2015.5）
駅前の15階建て高層マンション「メゾン・バベルトップ」の14階（テレビアニメ第2作第1期では12階）に住み、高層マンションの良さをのび太らに語った。ただし高所恐怖症である（本人曰く「普通に住んでいる分には問題ないが、高い所から下を見ると足がすくんでしまう」）。
体型は太めだが、野球は得意であり、そのためジャイアンズのメンバーとして試合に出たこともある。母親はいわゆる教育ママで、勉強に厳しい。
テレビアニメ第2作第1期では名前は野田まさしに変わっていた。
原作漫画連載時には1989年の小学三年生および、1990年の小学四年生に登場したのみで、都合1学年分にしか登場していない。
ガン子
声 - 黒須薫（1979.4）→吉田小百合（2005.7）→伊藤みやこ（2017.1）
近所に住む女の子。初期の話にて、ジャイ子の友達として数度登場。元は『パーマン』に登場するキャラクター。

### 1回のみ登場
近所の少年少女のうち、1回のみの登場人物を50音順に記す。アニメなどで似た顔が登場することがあったとしても、藤本の漫画で1回限りの登場だった人物はこの項目で扱う。

#### あ行
あばら谷 一郎（あばらや いちろう）
声 - 坂本千夏（2011.12）
5巻「重力ペンキ」に登場。6人兄弟の長男であり、母親（声 - 伊倉一恵〈2011.12〉）は造花作りの内職をしている（父親の存在は不明）。名前の通り絵に描いた貧乏暮らしであり、家は粗大ごみ置き場の横にありその屋根には石で重しがされている。ドラえもんたちを集めてクリスマスパーティを開く事になり、家の狭さから困難とされたが、「重力ペンキ」を使って壁や天井を床として利用した結果、彼の家族共々パーティを楽しむことができた。
テレビゲーム『ドラえもん3 のび太と時の宝玉』にも登場している。
二郎（じろう）
一郎の弟。何番目の兄弟かは不明。眼鏡をかけていて本をずっと読んでいる（外に出る時やパーティの時にも本を読んでいた）。またパーティの時に読んでいた本は「ゴーゴーマッカ」である。
犬山 三郎（いぬやま さぶろう）
声 - 佐藤ゆうこ（1998.1）→飯田友子（2014.10）
15巻「ポータブル国会」に登場。のび太から届いた年賀状の誤記（太と犬の字をあべこべに書く）を、スネ夫、ジャイアン、しずかといっしょに笑う。
父親の名前は、「犬山太郎」。上記のことで怒ったのび太によって勝手に名前を変えられてしまった。
裏成一夫（うらなり かずお）
声 - 丸山裕子（1981.4）→森田千明（2001.11）→伊吹茅紘（2022.6）
22巻「うつしっぱなしミラー」に登場。登場時は転校生だった。父親（声 - 井上和彦〈1981.4〉→藤本譲〈2001.11〉→渋谷茂〈2022.6〉）は船員で長旅に出ており、母親は病院で入院している。当初は父親に会えない寂しさで暗い性格をしていたが、のび太の計らいによりうつしっぱなしミラーに映った父親との会話で元気を取り戻した。
映画館の隣に引っ越した子
17巻「あちこち引っ越そう」などに登場。両親の趣味が引っ越しで、あちらこちらに住む。「店のカサが売れなくて困るんだ」とのび太に陳情に来たこともあった。
おさげの女の子
近所で、よく女の子同士で遊んでいる。
おしりにおできができた子
20巻「お医者さんカバン」に登場。お医者さんカバンでおできを治してもらった。
オドオドくん
声 - 広橋涼(2023.1)
プラス6巻「カッカホカホカ」に登場。
おじいさん（声 - 一条和矢<2023.1>）を恐れていた。のび太が貸した「カッカホカホカ」のおかげでおじいさんが怒らなくなり、オドオドくんは明るくなった。
のび太は家に入れないオドオドくんを見て「いつも、ビクビクオドオドしてる。かわいそうに」と語っている。クラスメイトかどうかは不明。
テレビアニメ第2期では家の表札から「小戸」という名字であることが判明している。
乙梨（おとなし）
声 - 能登麻美子（2022.6）
プラス6巻「うつしぼくろ」に登場。おとなしくて上品な女の子。

#### か行
カズ
プラス6巻「持ち主あて機」に登場。長身痩躯で牛乳瓶の底のような眼鏡をかけたガリ勉。父親は結構厳しい。飼い犬のヒロ（飼い主のカズと眼がかなり似ている）があちこちの家で靴や傘を盗んでしまった事で困ってしまうが、ドラえもんたちの協力で盗んだものを持ち主に返却し無事に解決できた。
金尾 ためる（かねお ためる）
声 - 青木和代（1980.4）
22巻「税金鳥」に登場。容姿は短髪時のはる夫に酷似。欲しい物も買わずに貯金することだけが楽しみだが、ドラえもんの次に税金鳥に目を付けられ、貯金箱から16132円、その後も取り立てられ合計91800円という、納税額が明かされた中では最高額を取り立てられてしまった（課税が7割だったので13万円以上所持していた計算になる）。
ガリベン
声 - 田中真弓（1983.8）→高城元気（2011.7）
30巻「真夜中の電話魔」に登場。出木杉に次ぐクラス2番の成績。出木杉がいる限りどうしても1位になれないと嫉妬して、彼から1位の座を奪おうと、毎回夜中にいたずら電話をかけていた。後に嫌がらせに悩む出木杉に協力を要請されたドラえもんたちにいたずら電話の正体を看破されたため、出木杉に全て白状してもうおしまいだと自暴自棄になって嘆いた。しかし「もう二度としないと誓うなら、いたずら電話のことはみんなには喋らない」と許されたことで、出木杉の懐の深さを知り改心した。
河井伊奈子（かわい いなこ）
のび太たちの隣のクラスの女子。18巻「ガールフレンドカタログ」の会話中に名前のみ登場（本人は一切登場しない）。のび太たちによると、学校一の美人と噂高く、彼女に近づこうとしてご機嫌をとるライバルが山のようにいるとのこと。スネ夫は彼女と将来結婚したいと発言している。
口が3の形をした少年
5巻「うつつまくら」6巻「ネッシーが来る」に登場。名前不明。
のび太が夏休みの宿題をすべて終わらせたのを疑った人物の一人。口癖は「最初から俺もそう思ってたぜ」（「ネッシーが来る」では不実にも、のび太のネッシー肯定論とズル木の否定論の両方にこれを言っていた）。
倉井（くらい）
声 - 不明（1992.1）
大全集17巻「空まです通しフレーム」に登場。メガネをかけている。以前は部屋の縁側で日なたぼっこができたが、「メゾン・バベルトップ」が建ってから、自宅がマンションの陰になってしまい、くもりの日は電灯をつけないと本も読めないほど暗くなってしまった。そのせいで、マナブを始めとするマンションの住人たちを快く思っていなかった（本人は「住んでる人たちのせいじゃないんだけど、つい…」と言っている）が、のび太から「空まです通しフレーム」をもらい、解決した。のび太が空き地に置き忘れた買い物かごを届けたことから、根は親切な人物であることが分かる。
クラス委員の女子
31巻「ためしにさようなら」に登場。もしもボックスで「アメリカに引っ越したい」と言い、アメリカに引っ越すことになった野比家。その時にクラス代表として、出木杉とともに、送別会の伝言を伝えに来た。
クラスで一番エッチな奴
声 - 井上和彦（1980.7）→高戸靖広（2007.6）→瀧本富士子（2018.4）
本名不明。34巻「フクロマンスーツ」に登場。女の子を見るといつも嫌らしいことをする。今回は女の子(立花)に宿題を教えてもらっていたため、嫌らしいことはやらなかった。のび太は彼がエッチなことをしたらヒーローよろしく止めるつもりだったが、一行にやる気配がないのでのび太が「見本」として女の子のスカートをめくってしまう。それを見た彼が逆にのび太に「なんてエッチなやつ」と怒っていた。
五郎（ごろう）
声 - 二又一成（1979.12）→宮田幸季（2009.10）→城内由茄子（2021.7）
「消しゴムでのっぺらぼう」に登場。絵が上手い。ひみつ道具でのび太の顔を格好よく描きかえた。それをうらやましがったしずか、ジャイアン、スネ夫も彼に顔をかわいく、かっこよく描きかえてもらおうとしたが、「手をけがしてしまい、しばらくは絵を描けない」というオチで、物語は締めくくられた。ママ（声 - カミヤ春佳〈2009.10〉→中田沙奈枝〈2021.7〉）もいる。
2021年のアニメでは、お化け屋敷のためにドラえもんたちの顔を迫力あるお化けに書き換えたが、元に戻そうとした時手をけがして元に戻せなかったというオチとなる。

#### さ行
しゃれ子（しゃれこ）
声 - 横沢啓子（1980.7）→桑谷夏子（2014.7）
「流行性ネコシャクシビールス」に登場する、流行に敏感な女の子。流行遅れの服装では外に出られない。ママ（声 - 加川三起〈1980.7〉）もいる。
スネ夫を応援していた女子
23巻「勝利をよぶチアガール手ぶくろ」に登場。普段からスネ夫にプレゼントをもらっていたために、スネ夫に味方した。

#### た行
タダシ
声 - 二又一成（1979.5）→不明（1992.5）→下和田裕貴（2005.9）→田村奈央（2022.3）
1巻「ペコペコバッタ」に登場。おとなしくて成績優秀なのだが、みんなが見ていないところでは色々なイタズラ（スカートめくりや落とし穴など）をしており、成績もカンニングによるもの。ペコペコバッタの効果で首を吊ろうとしたり（アニメでは自分の頭を叩いたり、川へ飛び込もうとしたりと描写が変更された）、自分の罪を告白して回ったりしたが、効果が切れた後どうなったのかは不明。
多目（ため）
声 - 井上和彦（1981.1）→沼田祐介（2008.7）→ 愛河里花子（2015.5）
23巻「ぼくよりダメなやつがきた」に登場したのび太のクラスメイトで転校生。タイトル名にある「ダメ」（駄目）の転訛からつけられた名前。勉強もスポーツものび太より下である。ただし、のび太とは対照的に向上心がある努力家であり、のび太が「一緒に忘れ物したり、0点取ったりしよう」といったところ「僕もなるべくなら忘れ物したくないし0点も取りたくない」と答えている。のび太からは利用され見下されている節があったが、それでものび太の事は親友だと思っている。のび太は自分が多目にどれだけ酷いことをしていたのかを知った際には、多目がのび太の代わりに参加した野球で負ける要因になって、ジャイアンとスネ夫に殴られそうになったために「多目くんを推薦した僕の責任だから、僕を殴れ」と代わりに殴られることで償いを見せた。この後、多目は再び転校することになり、引っ越しの際には、のび太の家まで別れの挨拶に来て、彼に感謝の言葉を伝える。
てつや
声 - 広橋涼（2021.5）
6巻「こいのぼり」に登場する少年。タバコ屋の息子であり、年齢はのび太たちより年下。父親は早くに他界し、現在は母親（声 - 國立幸〈2021.5〉）と2人で暮らしている。
スネ夫に鯉のぼりを自慢され、母親にこいのぼりを買ってとせがむが、母親はタバコ屋や内職で稼いでも、なかなかお金が貯まらず、来年まで待つように言われた。ドラえもんはスネ夫のこいのぼりを繁殖し、育てた数匹をてつやの家に送り、てつやたちは喜んだ。
伝書鳩を飼っている友達
プラス5巻「「合体ノリ」でハイキング」に登場。ドラえもんとのび太に伝書鳩を貸した。

#### な行
にくめない子
無意識にジャイアンをけとばしてしまったが、ジャイアンの怒りはすぐに消化された。ジャイアンが憎めない子。
のび太似の女子
18巻「ひい木」に登場。のび太と同様、宿題を忘れて廊下に立たされていた。
のび太の切手をなくした男子
8巻「うちでの小づち」に登場。のび太の切手のアルバムをなくし、それをわずか千円で弁償しようとした。

#### は行
ぼた子（ぼたこ）
声 - 黒須薫（1979.4）→梅田貴公美（2005.9-）
3巻「ああ、好き、好き、好き!」に登場。体格が横に大きく目が3の形をしており、見た目的にも中身的にも初期のジャイ子に輪をかけたような豪快な女の子である。ドラえもんを「のらえもん」と間違えていた。ドラえもんやのび太がぼた子の家に来た女の子にこっそり会いに行くと、ぼた子によって窓からバケツで水をかけられたこともあった。キューピッドの矢の効果でのび太を好きになってしまい（ドラえもんが矢を抜こうとするも投げ飛ばされ失敗）、野比家に上がり込んで台所を占拠し、豪快にお菓子を作っていたので玉子を困らせた。
原作では苗字は不明だが、テレビアニメ第2期では自宅の表札に「蕨田」と書かれている。
本山　しんいち（ほんやましんいち）
声 - 山本圭子（1981.12）→渕崎ゆり子(2024.12)
「ショージキデンパ」（FFランド1巻）に登場。本山（もとやま）くんと漢字が同じだが、別人である。嘘つきで卑怯な性格。のび太から又借りしたスネ夫の双眼鏡を壊したため、のび太が無くしたことにした。その後、のび太らが本当の事を白状させに行った際には母親（声 - 黒須薫〈1981.12〉）に居留守を使わせた。ショージキデンパの力を使っても中々自らの非を認めなかったが電波の出力を強化され（町中に影響が出るほどの出力）とうとう全てを白状している。
なお、スネ夫の母がショージキデンパの効果で喋った本音によると、「嘘つき」という悪評は親の間にも知れ渡っているようである。
同姓でほぼ同じ人物は『オバケのQ太郎』にも登場する。
テレビアニメ第1期では「もとやま」と読みが変えられており、下の名前が「しんいち」となっている。

#### ま行
ムス子（ムスこ）
声 - 青木和代（1979.8）→美名（2015.11）
15巻「表情コントローラー」に登場。黒のセーラー服を着ている。人付き合いが悪く非常に怒りっぽい性格。滅多に笑うことがなく話しかけてもムスっとしているので、のび太、ジャイアン、スネ夫からは嫌味を言われていた。のび太からスネ夫の家で行うスライドショーの誘いを受けるが、のび太の態度が上から目線だったので顔を引っ掻いて撃退した。その後もしつこく誘いを受けた時は「ゴマスリメガネ」とのび太を罵った。第2作第2期では、ややツンデレ風な言動に代わっており、引っ掻くなどの暴力行為は行っていない。
ドラえもんから借りた「表情コントローラー」の効果で笑顔を引き出させられ、なんだかんだ言いながらのび太と共にスネ夫の家にやって来る。しかし元来、笑わない性格だったため無理に笑わせられたことでアゴが外れた。
「あの子を笑わせろ!」（2015年11月27日放送）ではのび太たちのクラスに来た転校生となっており、笑わなかったのではなく、表情を変えずに口元の端だけ上げる笑い方だったため、笑わない人と思われていた。アゴが外れて帰ってしまうのは同じだが、その後、のび太が欲しがっていたマンガを貸し出しに野比家を訪れる。趣味が同じだったことでのび太から「無理してぼくたちに合わせないだけで、ぼくと笑いのツボが同じの普通の子」と評され和解した。
迷路のような家に住んでいる子
18巻「ホームメイロ」に登場。あまりの広さにのび太は家で迷子になった。
本山（もとやま）
声 - 中沢みどり（1991.10）
プラス1巻「ふろしきタクシー」に登場。メガネをかけている。のび太に多数の漫画本を貸した。ドラえもんとも仲が良く、非常に頼りにしている。

#### や行
矢部 小路（やぶ こうじ）
声 - 井上和彦（1979.7）
12巻「あいあいパラソル」に登場。あだ名は「コーシャク」。美男子でスポーツ万能で頭がいい。また、家は金持ちである。しずかと気が合い、スポーツ万能で頭がいいところは、出木杉に似ている。顔は出ておらず、手足が登場したのみである。テレビアニメ第2作第2期では出木杉に役割が差し替えられている。
山口（やまぐち）
声 - 太田淑子（1980.7）→村中知（2018.10）
13巻「合体ノリ」に登場。
のび太の友達の一人。おもちゃのヘリコプターを持っているが、コントロールが悪いらしく、宿題をやっていたのび太の部屋に飛び込んできた。
スネ夫などと違い、のび太におもちゃのヘリコプターを断りなく貸している。
おもちゃのヘリコプターでのび太は外で遊ぶが、茂みの中へ落としてしまった上、ドサクサにまぎれてスネ夫が持っていってしまい、親に言いつけようと走り去ったが、その後、ジャイアンがスネ夫から奪ったヘリコプターをのび太が奪還したことで、取り戻すことができた。

## その他の少年少女
隣町やよその町に住む少年少女（小学生以下）と、その関連人物を記す（50音順）。
小学生2人組
声 - 島田敏、鈴木富子（1985.3）→佐藤ゆうこ、天田有希子（2005.3）→高戸靖広、まるたまり（2008.8）
35巻「ドラえもんに休日を!!」に登場。太った少年と眼鏡の少年の2人組。のび太とぶつかった際に絡み、路地裏で痛めつけようとするが、のび太に加勢したジャイアンとスネ夫の登場により失敗に終わる。
テレビアニメ第1期（1985年）では、スネ夫から「評判の悪ガキ」と評されている。のび太が謝ったにもかかわらず、「他人にぶつかっといてそういう態度はないだろ!?」「ゴメンだけじゃ済まねぇんだよ!」と怒り、路地裏でのび太を痛めつけたが、のび太に加勢してきたジャイアンとスネ夫によって袋叩きにされた。
テレビアニメ第1期（2005年）では、顔が原作漫画と異なっており、それぞれ名前がつけられている。のび太が持っていた呼びつけブザーに興味を示し奪い取ろうとするが、のび太の肘が太った少年の顔に当たったため、「その持ってるものをよこさないと痛い目に遭わせる」と脅した。のび太に加勢してきたジャイアンとスネ夫によってピンチに陥るが、通りかかった中高生の兄（声 - 竹村拓）に助けを求めて、ジャイアンとスネ夫をいじめっ子として痛めつけさせた。のび太も痛めつけさせようとするが、突進してきたドラえもんにぶつかり、3人ともどこかに吹っ飛ばされた。
テレビアニメ第2期（2008年）では、のび太を河原の高架下まで連れて行き、その場で痛めつけようとするが、のび太に加勢してきたジャイアンとスネ夫に詰め寄られ、ばつが悪そうに逃げていった。
コントロールに自信がある少年
声 - 愛河里花子（2020.7）
本名不明。41巻「左、直、右、右、左…」に登場。コントロールに自信が有り、木についている枯葉を必ず打ち落とすほどである。進路アドバイザーが教えてくれた人物。トンカツが好物。頭が悪く、勉強が苦手。
のび太は彼を「ジャイアンズ」に入団させようとするが、ライバルチーム「チラノルズ」は漫画3冊で少年を買収しようとしていた。ジャイアンは少年を買収しようとのび太に向かわせるが、少年はお菓子や宿題を解いてもらうなど様々な要求をしてくる。しずかに咎められると「この子（しずか）がぼくの友だちになるなら、ジャイアンズに入る」とまで言い出し、堪忍袋の緒が切れたのび太に「もういい!!お前なんかこっちからお断りだ!!」と怒鳴られる。その後チラノルズへの入団が正式に決定するが、実は親戚の所へ遊びに来ていただけであり、初めからからかい目的だったためすぐ退団してしまった。
月形 まる代（つきがた まるよ）
声 - 野村道子（1979.8）→門脇舞以（2008.10）
18巻「ガールフレンドカタログ」に登場。「ガールフレンドカタログメーカー」で情報が出た女子の中でのび太が気に入った一人で、高校の同級生になる予定。現在は隣の小学校に通っていて、のび太の噂はよく聞いている。自宅に来たのび太に気さくに話しかけるが、噂というのが「遅刻や立たされなどの新記録を続々作っている」というろくでもないものだったため、のび太は恥ずかしくなって逃げ帰った。
月形まる代の祖父
声 - 戸谷公次（1979.8）→高戸靖広（2008.10）
月形家の庭に侵入したのび太を咎めた。
寺野（てらの）
声 - 茶風林（1990.6）→桜井敏治（2001.3 - 2004.1）→鈴木清信（2019.2 - ）
隣町のガキ大将。41巻「左、直、右、右、左…」、42巻「宇宙完全大百科」に登場。「チラノルズ」という野球チームのキャプテンで、ジャイアンズとライバル争いしている。コントロールのいい少年をチームに入団させるため、漫画三冊やお菓子などで少年を買収するが、夏休みで親戚の家に遊びに来ていただけで、すぐに退団されてしまい、ただからかわれていたことに激怒していた。大学生の兄がいる。
隣町のおっそろしいやつ
声 - 江川央生（2001.8）
大全集6巻「ジークフリート」に登場。隣町の少年。非常に腕っ節が強く乱暴。のび太たちの住む町にやって来てジャイアンを殴り合いの勝負で降参させた後、「今日から俺がこの町のボスだ」と暴力で脅した。その際に周囲から「おっそろしいやつ」という声が漏れた。スネ夫に使い走りをさせていた時、のび太を痛めつけようとするが、のび太はジークフリートの効果で不死身の肉体を得ていたため、暴力を加えても歯が立たず、逆に何度も立ち上がる姿に恐怖する。その後、のび太がジークフリートの効果が切れかかっていることをドラえもんから聞き、一旦帰宅した隙に町から逃げようとするが、のび太を殴り続けたことで蓄積した疲労によってジャイアンと鉢合わせしたと同時に力尽きて倒れた。
花賀 さき子（はなが さきこ）
声 - 横沢啓子（1979.8）→倖月美和（2008.10）
18巻「ガールフレンドカタログ」に登場。「ガールフレンドカタログメーカー」で情報が出た女子の中でのび太が気に入った一人で、就職時に同じ課の同僚になる予定。訪ねて行ったのび太はピアノを弾く姿に魅惑され部屋に侵入するが、気付かれて騒がれ、慌てて逃げ出した。
茂手 もて夫（もて もてお）
声 - 大塚瑞恵（1996.7）→佐々木望（2001.3）→高城元気（2006.7）→下野紘（2022.3-）
ジャイ子の友人で、隣町に住む漫画好きな少年。名前の通りモテモテでバレンタインデーにはチョコレートを100個近くもらった。ジャイ子は彼に好意を抱いている。
同人雑誌の編集長も務めており、ジャイ子に同人雑誌を出そうと誘う。
ママ（声 - 川島千代子〈2001.3〉→上村典子〈2006.7〉）も登場する。

## 教師
のび太の小学校の教師を以下に記す。
先生（担任の男性教師・我成栄一郎）
（詳細は「先生 (ドラえもん)」を参照。家族などは「先生 (ドラえもん)#関連人物」を、声優は「先生 (ドラえもん)#声優」を参照）
のび太たちの学級を受け持つ担任教師。宿題忘れや学業成績不振、授業中の居眠り、遅刻などが多いのび太を毎日のように厳しく叱る場面が多数描かれ、他の児童を含めても、宿題を忘れたり遅刻をしたりすると廊下に立たせる、恐ろしい量の宿題を出す、反省して掃除をさせるといった場面が描かれる。一方でのび太を気にかけて「目が前向きについてるのは前へと進むため」と励ましたり、自宅に呼んで勉強を教えたりする場面もある。
1年生時の担任の先生
15巻「人生やりなおし機」に登場。のび太が1年生の時の担任の先生。女性。テストの答案を返却していた。
校長先生
声 - 沢りつお（1979.6）→たてかべ和也（1979.12）→西川幾雄（1992.8）→岸野一彦（1999.2）→藤本譲（2002.8）→菅原淳一（2006.8 - 2015.4）→小形満（2018.11）→矢部雅史 (2025.7)
5巻「うつつまくら」、15巻「タイムマシンで犯人を」、カラー作品集4巻「植物歩かせえき」に登場。
眼鏡を掛けており、頭部は剥げているが こめかみと後ろ頭には灰色の髪があり、口が隠れる程の大きな灰色の髭がある。
体育の先生(1)
24巻「ションボリ、ドラえもん」に登場。丸々とした体型で、ハナヒゲをはやした体育の先生。ドラミのたすけもあってなんとかマラソンを完走したのび太をほめた。
体育の先生(2)
33巻「いやになったらヒューズを飛ばせ」に登場。マラソンで疲れて倒れたのび太を保健室まで運んだ。スパルタ教師。体育の先生(1)とは別人物。
保健室の先生
33巻「いやになったらヒューズをとばせ」に登場。マラソンで疲れて倒れたのび太を治療した。

## 近所の人物
近所に住む、日常生活に根ざした人物と、その関連人物を記す。
神成（かみなり）
声 - 田中崇（1981.3～9）→緒方賢一（1981.9）→兼本新吾（1985.2 - 1990.9）→渡部猛（1991.3 - 2005.3）→宝亀克寿（2005.7 - ）
声（少年期） - 菅原淳一（2002.8）
ドラえもんやのび太たちが遊ぶ空き地の隣に住んでいる老人。「神成」は名字で、実在する姓である。
趣味は盆栽で、植物をこよなく愛する。盆栽を見る目は確かで、ひみつ道具を使って選んだ一番良い盆栽を一目見て「いい盆栽だ」と言い当てている。
隣の空き地からボールや石、ラジコン飛行機などが誤って飛び込み、よく家の窓ガラスを割られ、自慢の盆栽を植木鉢もろとも壊される。そのたびに怒鳴り散らすため、子供たちからは「雷おやじ」として恐れられている。しかし鉢の移動や窓ガラス周辺の保護などはしたことがない（のび太にも窓に鉄板でも貼っておけばいいのにと言われている）。通常はジャイアンたちが逃げようとしたり、幼児にボールを取らせるなど、卑怯な手を使うために怒鳴りつけたり説教をしていることから、不正を決して許さない性格であることがうかがえる。逆に自分たちから素直に謝ってきた場合は、それに免じて許すこともある。ジャイアンリサイタルに対して苦情を言ったことはない。
27巻「本物電子ゲーム」（『小学五年生』1982年5月号）では、ジャイアンが大きな石を投げて家の窓ガラスを割ったことに激怒し、ジャイアンをめがけて額縁やヤカンなどの物を勢いよく投げつける場面が描かれた。
プラス3巻「一発逆転ばくだん」（『小学四年生』1984年7月号）では、ドロボウに縄で縛られ、のび太に助けられたため、家に飛び込んで来たラジコンをのび太に渡す場面が描かれた（いずれもドラえもんの道具の効果）。
元々は1964年連載開始の漫画『オバケのQ太郎』のレギュラーで、大原家の隣人という設定（詳細はオバケのQ太郎#神成を参照）。
2000年連載開始の漫画『ドラベース ドラえもん超野球外伝』には、顔がよく似た「稲妻さん」が登場する（Q太郎は神成のことを稲妻さんと間違えたことがある）。
映画は3作品に登場しているが、いずれもドラえもんの道具を破壊するという役回りである（『ドラえもん のび太の大魔境』（とそのリメイク作品）と『ドラえもん のび太と竜の騎士』）。
テレビアニメ第2作
第1期
1998年のテレビアニメ「レインボードロップ」では、そろばんを得意としていることが語られ、のび太たちを自宅に呼び、指導する場面が描かれた。
2004年のテレビアニメでは、のび太が遅刻して先生に叱られる原因を作った。
第2期
2010年のテレビアニメでは盆栽コンテストで5年連続優勝の記録を持っていることが語られている。
2014年のテレビアニメ「怒りのポップコーン」では将棋の名人であることが語られる回がある。スネ夫が自身の父親から聞いたところ「誰にも負けないと」豪語するほどの腕前とのこと。「将棋必勝法全10巻」を写した暗記パンを食べたドラえもんでもやっとのことで勝てた。王手を掛けられた際は怒りが膨らんだものの、素直に負けを認め「人間は負けることによって成長することができる。そういう時に腹を立ててはいけない」と語り、しずかに人間ができていると感激された。しかし、直後にドラえもんが誤って盆栽の枝を折った時はさすがに怒りが爆発した。
ミズエ
声 - 佐々木るん（1985.2）→渡辺久美子（不明）→福圓美里（2005.7 - ）
神成の、かわいい親戚の女の子。38巻「友だちの輪」に登場。
ブルじいさん
6巻「ダイリガム」、大全集4巻「タヌキさいふ」に登場。
庭にボールを投げ込まれたり、庭の柿を子供たちに取られたりしている。見かけはブルドッグのような怖い顔だが、実は優しく、素直に謝れば、庭に投げ込まれたボールをすべて返してくれる。「タヌキさいふ」では禿げているのを気にしている。
小池さん（ラーメンおじさん）
声 - 山崎たくみ（1995.7）→二又一成（1996.12）→拡森信吾（2001.5 - 2003.6）→後藤ヒロキ (2010年代 -)
いつも食事がラーメンという人。妻と子供がおり、同じ顔をしている。通称「小池」。のび太の家の近所の住民である。
26巻「おもかるとう」では、ラーメンではなくテレビを持って登場し、「重い」と言いながら道を歩いていた。
元々は『オバケのQ太郎』のレギュラー（詳細はオバケのQ太郎#小池を参照）。他の藤子作品（藤子不二雄Ⓐの作品も含む）にも多数登場している（詳細は小池さんを参照）。
本屋のおじさん
声 - 沢りつお（1979.6）→加藤正之（1980.4 - 5）→たてかべ和也（1981.4）→田中崇（1981.6）→塩屋浩三（1985.7）→加藤正之（1986.5）→加藤治（1987.5）→田口昂（1991.3-1995.3）→稲葉実（2000.9 - 2002. 2）→高戸靖広（2006.12）→菅原淳一（2009.12-2012.8）→長嶝高士（2014.2）→稲葉実（2016.12 - 2018.1）→麻生智久（2019.8）→ヤスヒロ（2020.10）
ドラえもんたちがよく立ち読みに行く本屋の店主。13巻「悪魔のパスポート」、22巻「税金鳥」、23巻「オキテテヨカッタ」、35巻「レプリコッコ」などに登場する。
立ち読みしに来るドラえもんたちを叱る。眼鏡と、前髪だけ盛り上がっているような髪型が特徴。彼の他にも何人か「本屋のおじさん」が登場したが、登場回数は原作漫画・アニメ共に彼が1番多い。またパーマンでも登場するシーンがある。
個人経営のいわゆる「町の本屋さん」。商品にビニール包装していないため、のび太を含む多くの子供たちによく立ち読みされている。作中ではしばしばはたきを用いての掃除を装って、立ち読み少年を追い出している。夜間割引も行っており、本の価格が10分の1になる。また一度、万引き被害に遭ったことがある。
目と口が3の形をしている警察官
大全集1巻「オーケーマイク」、2巻「アタールガン」などに登場。初期作品に複数回登場。ドラえもんの道具の被害を受けたことがある。
空き地の地主
川口（かわぐち）
声 - 塩屋浩三（1985.10）→桜井敏治（2008.10）
「レポーターロボット」に登場する近所に住む男性。
空野に片思いしている。それを知って面白がったドラえもんとのび太がふざけ半分で用意したレポーターロボットは空野にしつこく「川口をどう思うか」など質問しようとし、川口は電流を流されながらも体を張ってレポーターロボットを空野から遠ざけた。その姿が空野に認められ、後に空野と結ばれた模様。
空野（そらの）
声 - 鵜飼るみ子（1985.10）→久川綾（2008.10）
「レポーターロボット」に登場するのび太の近所に住む女性。
川口から片思いされていて、初めは川口に興味がない様子だったが、体を張ってレポーターロボットから自分を守ろうとする姿を認め、川口と結ばれた模様。
川畠（かわばた）
9巻「アソボウ」に登場。
野比家の向かい側に住んでいて、ドラえもんのひみつ道具の効力で家から出されている。
月形（つきがた）
37巻「かぐやロボット」に登場。
のび太の家の近所に住む老人。大柄で、満月のような丸顔。
（作中における現在から）15年前に娘を亡くしており、のび太がかぐやロボットで作ったかぐやにその面影をみいだし、ロボットであることを承知で養女にさせて欲しいと野比家に頼み込み、引き取った。
高級車を所有している。
のび太は近所の人にもかかわらず見知らなかった。月形まる代と同姓だが血縁者かは不明。

## 近所の動物
のび太の家の近所に住む動物と、その関連人物を記す。
のらネコのクロ
声 - 不明（1980.3）→高坂真琴（1982.4）→不明（1983.12）→不明（1984.3）→潘恵子（1985.3）→山田ふしぎ（2014.2）→花藤蓮（2017.5 - ）
のび太の町にいる野良猫でドラえもんの知り合い。3丁目の佐々木さん」に飼われているという設定。首輪はつけていない。第2作第2期では登場頻度が上がっており、出るたびに何かしらのトラブルを起こしたり、ドラえもんたちに協力したりする。またよく似たネコがモブキャラクターとして登場することもある。
夕飯どきに魚を盗むなどの行為から、要注意猫として近所ではあまりにも有名。食いしん坊らしく、台所の魚を盗んだり、ドラえもんのドラ焼きを盗み食いしたり（このとき、ドラえもんは自身がネコ型ロボットにもかかわらず「猫のくせに」と発言）、のび太が飼っていた金魚や、しずかが飼っていたカナリアを食べたこともある。また欲張りでもあり、ひみつ道具「運動神経コントローラー」でロボット化する代わりに「刺身十人前」を要求した事もあるが、説得の結果、煮干し一掴みとなった。
クロは、気に入った物を見つけると盗み出して、空き地の土管の裏に隠すという癖がある。
動物変身恩返しグスリで人間の少女の姿になったことがある。その際恩返しとしてのび太を叱りに来た玉子に対して引っ掻いて反撃したが、余計に彼女を怒らせてしまい火に油を注ぐような結果になってしまった。
映画『ドラえもん のび太の宇宙小戦争』にも登場し、誘拐されたしずかを助けるのに一役買った（単に利用されただけだが）。アニメ『キテレツ大百科』にもたびたび登場する。
のらイヌのクロ
名はクロ、もしくは名無し。ドラえもんやのび太たちの住む町一帯をうろつく雑種の野犬。少しオオカミのような風貌をしており、体毛の色は黒（テレビアニメ第1期では、黒っぽい灰色、藍色、焦げ茶色の時もある）。のらネコのクロと同様、野良系の中では登場回数が多く、のらイヌの代表的な存在の1匹。
のび太は彼のことを「いつも僕を噛むイヌ」と称するが大体の場合、原因はのび太側にあることが多い（よく尻尾を踏むなどしているため）。このため、彼はのび太のことをあまり良く思ってはいないらしい。テレビアニメ第2作第1期では、1980年代前半あたりから登場した。
テレビアニメ第2期「モーテン星」では飼い犬であるという設定となった。
ベソ
声 - 不明（1979.8）→不明（1987.10）→二又一成（2006.10）→島田敏（2012.5）
キョーボーの飼い犬。
「ドロン葉」に登場。しずかちゃん家の裏に住んでいる。1日中鎖に繋がれっぱなしで、散歩にも連れて行ってもらえず、ご飯も残り物でさえもらえないことが多い不幸な犬。
キョーボー
声 - 二又一成（1979.8）→竹村拓（1987.10）→江川央生（2006.10）→天田益男（2012.5）
声（幼少期） - 山下亜矢香（2006.10）
ベソの飼い主。あだ名通りの凶暴な学生。ベソを幼い頃は可愛がっていたが、今では餌もろくに与えず、気に入らないことがあるとバットで殴る蹴るなどして、八つ当たりしている。ひみつ道具「ドロン葉」でベソと立場が入れ替わり、殴られたり蹴られたりするベソの気持ちを理解し、「ドロン葉」の効果が切れたあとは互いに抱き合った。母（声 - まるたまり〈2006.10〉）が登場している。

## 外国の人物
外国に住む人物を記す。
ロッテ・ミュンヒハウゼン
声 - 横沢啓子（1979.7）→鷹森淑乃（1986.4）→桑島法子（2008.12）→ファイルーズあい（2023.9）
12巻「ゆうれい城へ引っ越し」に登場。
ドイツ人女性。500年以上前にミュンヒハウゼン城を創建したエーリッヒ・フォン・ミュンヒハウゼン男爵の末裔。年齢は不明だが、バイクを運転していることから18歳以上なのは確か。幼少の頃は城で育ち、両親が亡くなって城の主になったが、税金などの問題を掲げており、仕方なく城を手放そうと考えている。現在は城から約80km離れたマンハイムに住んでいるが、先祖である男爵を尊敬していることや城で過ごした思い出が残っているため、時折バイクで城に訪れている。男爵によると、ロッテは男爵の妻の若い頃とそっくりとのこと。
城を売ろうとするが、幽霊騒動で買い手が見つからず、城を購入しようと訪ねて来たドラえもんたちに城を自由に使ってほしいと勧めた。ドラえもんたちが帰った後、幽霊騒動の犯人が叔父のヨーゼフであることに気付き、彼の後を追うが、地下牢に閉じ込められてしまう。その危機を知ったドラえもんたちに救出され、タイムマシンで500年前からやってきた男爵から城の財宝と激励を貰い、城を売るのを辞め、ミュンヒハウゼン家の再興を決意した。第2期2作では中編として大幅にリメイクされて放送された。エピローグでヨーゼフが捕縛された後、「10歳の時から育ててくれた優しい叔父さん」と告げて彼の行いを許し、ヨーゼフも泣き崩れて改心するというエピソードが追加された。
原作漫画やテレビアニメ第1期や第2期では「ロッテ」という名前だったが、1期のリメイク版「ミュンヒハウゼン城へようこそ」では「クリス」という名前になっている。
ヨーゼフ
声 - 村瀬正彦（1979.7）→仁内達也（1986.4）→大川透（2008.12）→ 松山鷹志（2023.9）
ロッテの叔父であり、エーリッヒ・フォン・ミュンヒハウゼン男爵の末裔。職業は弁護士。先祖に対する尊敬は薄く、ミュンヒハウゼン城を「こんなボロい城をタダでもらっても、もて余す」と評している。姪のロッテからは快く思われておらず、「私の財産を狙っている」とまで言われている。
城に隠されているミュンヒハウゼン家の財宝を一人占めしようと企んでおり、夜中に城内を探し回ったり、甲冑を着て城の買い手を脅かして幽霊騒動を起こしている。城を買おうとしたドラえもんたちを脅かしたが、ロッテに自分の行動を見破られたため、彼女を隠し地下牢まで誘導し、閉じ込めた。財宝探しの途中、タイムマシンで500年前からやってきたエーリッヒ男爵に恐れをなして逃げ出すが、ドラえもんたちに問い詰められ、ロッテの居場所を吐いた。原作漫画およびテレビアニメ第2作第1期ではその後はどうなったのかは不明（ヨーゼフが行った行為は監禁であり、ロッテの失踪は新聞記事にもなっているため、捜査当局に逮捕された可能性がある）だが、第2期ではロッテが「両親の死後、私を育ててくれた肉親だから悪人ではない」と許しており、彼女の優しさに涙を流して懺悔した。
エーリッヒ・フォン・ミュンヒハウゼン
声 - 今西正夫（1979.7、1986.4）→藤本譲（2008.12）大塚芳忠（2023.9）
ロッテたちの先祖。ミュンヒハウゼン城の創建者。爵位は男爵で、ミュンヒハウゼン家の名に高い誇りを持つ。見た目は厳格そうだが、500年後の未来からやってきたドラえもんたちの言うことを信じたり、ロッテを自分の子孫と見抜いたり、ロッテに財宝の在り処を伝えるなど、柔軟な理解力と優しさを持っている。老齢であるが、甲冑を着た状態で自在に剣を振るい、巨大な岩を持ち上げるなど、体力は衰えていない。
寝室にいた際、タイムマシンに乗って来たドラえもんたちから子孫のロッテの危機を知り、ドラえもんたちに同行。ロッテを監禁して財宝を探していたヨーゼフの前に現れ、襲いかかってきたヨーゼフを振り払った。逃げるヨーゼフを追い詰め、ロッテの監禁場所を吐かせた。ロッテ救出後は彼女の心強さを気に入り、城の財宝を与え、ミュンヒハウゼン家を再興するよう励ました。

## 宇宙人
宇宙人と、宇宙のロボットを以下に記す。
火星人
声 - 不明（1979.8）→楠見尚己、高戸靖広、後藤史彦、茂呂田かおる、堀秀行、小林由美子（2005.5）
13巻「ハロー宇宙人」に登場。ドラえもんとのび太が火星のコケを進化退化放射線源で進化させることで創り出した、キノコのような形の小さな宇宙人。宇宙船で地球を探査し、地球に生命が存在し文明を築いていることを発見したが、地球の悪環境（汚れた空気や車の騒音）や地球人の凶暴な面を目の当たりにし（一部誤解を含む）、いつ地球人が火星へ攻めてくるか分からないと恐れ、火星を捨ててどこか別の星へ集団移住してしまった。
ハルバル
声 - 高戸靖広（2006.10 - ）
17巻「未知とのそうぐう機」に登場。地球より遥か遠くの星「ハルカ星」に住む宇宙人。アザラシのような姿をしている。のび太により未知とのそうぐう機で呼び出されたのがハルバルだった。地球までの燃料代が2000万円かかり、用件もなしに遠い星から呼び出されたことに怒っていた。
ハルバルは地球の食べ物（恐怖のジャイアンピザも含めて）を「うまい」と評していた。また、出身のハルカ星にはガラスが生産されないため、ビー玉が地球でのダイヤ以上の価値を持つという。
ドラえもん曰く、ハルカ星の連合艦隊はこれまでの宇宙戦争で負けたことがないらしい。
この作品中、ハルバルの言葉はモールス符号を用いて表記されている。また、テレビアニメ第2作第1期では声優ではなく、音波の如き声であった。
アーレ・オッカナ王女
声 - 横沢啓子（1981.1）→久川綾（2005.7）→内田真礼（2017.8）
19巻「天井うらの宇宙戦争」に登場。リリパット星の王女であり、顔は、しずかに似ている。故郷をアカンベーダー軍に侵略され、逃避行中に捕らえられるも、地球において、ドラえもんたちに救出される。王女らしく、高貴な振る舞いをするが、手柄を立てた者に勲章を授けたがる癖がある。
テレビアニメ第1期では、故郷の星に帰った後、R3-D3からの立体映像で近況を伝え、アカンベーダーの戦艦をジャイアンのホームランボールが撃墜したことから、ドラえもんから貰った野球の用具に身を包み、R3-D3の同型たちと共に野球の練習に励んでいた。
R3-D3 / RO-BO
声 - 井上和彦（1981.1）→高戸靖広（2005.7）→二又一成（2017.8）
アーレ姫の家来ロボット。テレビアニメ第2作第2期では、名前がRO-BOになっている。
アーレ姫と共にアカンベーダーに捕らわれながらも脱出し、アーレ姫を救出しようとするもアカンベーダー軍の宇宙船に再度捕まってしまうが、その宇宙船が、スペース・ウォーズゲームセットをしている最中ののび太を攻撃したことから、のび太のバットで叩き落されたことで脱出に成功。ドラえもんとのび太に事情を説明し、共にアーレ姫救出に向かう。
テレビアニメ第1期のエピローグでは、同型のロボットも登場。
2017年のアニメでは、電撃のようなもので敵に衝撃を与えることもできる。
アカンベーダー
声 - 井上和彦（1981.1）→楠見尚己（2005.7）→大友龍三郎（2017.8）
リリパット星を攻め、地球にも基地を造り征服を企む。とはいえスケールは小さく、『ガリバートンネル』で小さくなったくらいの大きさで、基地の場所は剛田家の天井裏。食事時間（剛田家の食卓から盗み食い）で留守の間に監禁していたアーレ姫を救出され、連れ戻すため全員出動する。母船でドラえもんたちを追い詰めていくが、ジャイアンのホームランボールに当たり、母船を撃墜され生死不明（2017年のアニメでは、小型船で逃げ去った）。
シンジケートの人々
21巻「行け!ノビタマン」に登場。
地球型惑星のギャング集団。巨大なビルがアジトになっている。その強大さ故に警察も安易に手を出せず、それをいいことに悪事の限りを尽くしている。
シンジケート追放運動の先鋒である新聞記者の暗殺を図るが、失敗する。その翌日、新聞記者の娘を誘拐し、「娘を返してほしければ、これ以上シンジケートと関わるな」と脅迫状を出した。アジトに乗り込んだドラえもんとのび太を射殺しようとするが、彼らの星は地球より引力が弱いため、その星に来たドラえもんたちは超人並の体力になっており、歯が立たなかった。ドラえもんとのび太によって娘は救出され、ビルも破壊された。その後、重い腰を上げた警察によってギャング団は全員逮捕され、シンジケートは壊滅した。

## 未来技術由来の生物
ひみつ道具や未来技術を使用したことにより登場した生物、生命体などを以下に記す。
悪魔
声 - 不明（1981.6）→宇垣秀成（2006.9）
22巻「デビルカード」に登場。ひみつ道具（アニメ第2作第2期では「悪魔ット」という名称）で召喚された悪魔。口が尖っており、がっしりとした体格でスーパーマンのような服装をしている。一見怖そうに見えるが、大人しい性格であり、「そんなに怖がらなくても」と泣いたり、新聞の勧誘員のようにサービス品（石鹸、タオル、ティッシュペーパー）を渡すなど、どこか人間臭い。仕事に関しては真面目であり、ドラえもんから「出したお金を返すから身長を縮めないでくれ」と頼まれても断ったり、のび太にデビルカードを使わせるといった妨害行為を行っていない。

### のび太たちの関与で生まれた生命体
ひみつ道具などによってのび太たちが作った生命体、誕生させた生命体などを以下に記す。のび太たちの影響により、意図せず作られてしまった生命体も含む。
フー子
声 - 横沢啓子（1979.10）→かないみか（2003.3）→渡辺菜生子（2007.10）→東山奈央（2022.4）
6巻『台風のフー子』に登場する。
台風のたまごによって誕生し、のび太によって世話される。巨大台風から家を守るために巨大台風と戦い、消えてしまった。
また、2003年公開の「映画ドラえもん　のび太と不思議風使い」にも登場している。
キー坊
声 - 島本須美（1984.4）→丸山詠二（1992.3）→吉越拓矢（2008.3）
第33巻「さらばキー坊」で初登場。ドラえもんのひみつ道具植物自動化液によって進化した生命体。
大長編『ドラえもん のび太と雲の王国』にも登場。成長して植物星の大使となっていた。
さらに、映画『ドラえもん 緑の巨人伝』にも登場。
地底人
23巻「異説クラブメンバーズバッジ」に登場。ドラえもんとのび太が動物ねん土で作った生命体。丸い体が特徴。作られた時は2体（男女1体ずつ）だけだったが、翌日には3体の子供が生まれ、日にちが経つにつれて数が増え、ジャイアンたちが訪れた時には数百体にまで増えた。ドラえもんたちから家の作り方や火の起こし方などを覚え、金塊や宝石を発見し、最終的には地底国は巨大なビルや車が作られるまでに成長した。しかし、テレビ局や不動産関係者に地底国のことをジャイアンたちが言いふらしたことから、土地や金塊や宝石を狙われる事態になった。ドラえもんが異説クラブメンバーズバッジとマイクをのび太の家の庭に埋めたことにより、地底国や地底人の存在は消えた。
テレビアニメ第2期「ようこそ、地球の中心へ」では、ドラえもんたちに作られた地底人の男性がピロン（声 - 阪口大助）という名前になっている。ドラえもんのひみつ道具のバナナを食べたことで人語が話せるようになり、地底国と地底人を作ったドラえもんたちに感謝している。地上に興味を持ち、ドラえもんたちと共に地上を見回っていたが、テレビ局や不動産関係者に地底国の存在を知られてしまう。ドラえもんたちのアイディアで異説クラブメンバーズのマイクを地底国に持って行き、地底国と地底人が存在しても地上と地底を行き来できない状態にした。別れる間際、のび太に感謝の気持ちとして手作りのブローチをプレゼントした。
怪物
のび太が動物ねん土で作った生命体。グロテスクな外見をしている。地底人を作る際、ドラえもんから却下され、その場に放置された。その後、地底人に襲いかかろうとするが、のび太の投げた石に当たり、逃げた。その後の行方は不明。
テレビアニメ第2期「ようこそ、地球の中心へ」では、のび太に石を投げつけられた後、悲しそうに泣いており、その姿に同情したのび太によって湖の真ん中の島まで運ばれそこで暮らすことになった。ジャイアンたちが地底国に訪れた時点では地底人と和解しており、地底人から金塊を奪おうとしたトップ屋を追い払っている。
アリ人間
45巻「ガラパ星からきた男」に登場。
のび太が依頼したことにより、ガラパ星進化研究所で生み出されたサムライアリの新生物。のび太はこれでどんなに働いても文句を言わないようにしようとしたが、利口で強くなりすぎてしまい、地球征服を企むようになる。生物に当てれば繭にさせる銃を装備している。仲間を増やそうとサムライアリを収集してガラパ星で進化させようとするが、のび太が未来デパートから届いた退化放射線発生ガンを発射し、元のサムライアリに戻った。

## 未確認生物
いわゆる未確認生物を以下に記す。
ツチノコ
声 - 不明（1979.9）→不明（2012.12）→瀧本富士子（2018.4）
未来から連れてこられたツチノコ。現代では未確認生命体であったが、未来ではペットとして広く飼われていた。
ドラえもんとのび太がタイムマシンにより未来から現代（1976年）へツチノコを連れてくる。しかし、ツチノコは逃げ出してしまい、それを見つけて捕まえたジャイアンがツチノコの発見者となる。
なお、このツチノコは上記のエピソードによりこの世に発生したわけではなく、元から山などに生息していた。
ヒマラヤ山脈の雪男
声 - たてかべ和也（1981.7）→大川透（2007.11）→天田益男（2023.2）
ドラえもんとのび太が発見した雪男。プラス4巻「雪男のアルバイト」に登場。
ヒマラヤ山脈において存在が噂される。ドラえもんは存在を信じていなかったが、のび太と共にどこでもドアでヒマラヤに向かったところ、さっそく目の前に出現した。空腹だったらしく、「どこでもドア」でも平気で食べようとした。ドラえもんから貰ったどら焼きを気に入り、それを報酬に矢麻奥山に来てヤマゴン役を演じることを引き受ける。
ヤマゴン
「雪男のアルバイト」に登場。矢麻奥山（やまおくやま）に出没した、雪男に似た未確認動物。実は近くの寒村の住民（声 - 加藤治〈1981.7〉→高戸靖広〈2007.11〉→松本大〈2023.2〉）が着ぐるみ着用で狒々役の芝居の稽古をしていた様子をハイカーに誤認され、噂が広まり観光客が激増。つい欲が出てしまった村人たちは、狒々の着ぐるみでヤマゴンを装うようになった。着ぐるみを脱いだところをドラえもんたちに見つかり、村人たちは「インチキがばれた以上また貧しい村に戻るしかない」と落胆するが、気の毒に思ったドラえもんはヒマラヤの雪男に時々どこでもドアを通じて矢麻奥山に来てヤマゴンを演じてくれるように頼み、村人たちには雪男へ報酬にどら焼きをあげるよう頼んだ。
テレビアニメ第2作第2期では、しずか、スネ夫、ジャイアンも同行し、スネ夫とジャイアンは、ヤマゴンの正体に怒って、テレビ局に訴えに行くが、しずかは、その後もドラえもんとのび太と行動を共にした。
ドンジャラ村のホイ
声 - 松尾佳子（1984.8 - 1992.3）→南央美（2007.12）→田村睦心（2022.3）
35巻「ドンジャラ村のホイ」で登場し、映画『ドラえもん のび太と雲の王国』にも登場。
小人族の少年。普通の人間（大人族）とは別に地球上で暮らしていた人種（小人族）であったが、大人族による環境破壊などで住みかを追われた。その後ドラえもん・のび太と出会い、アマゾン奥地へ移住したものの、そこにも開発の手が入り、天上人によって天上世界へ移住した。
テレビアニメ第2期（2007年版）ではドラえもんとのび太だけでなく、ジャイアン、スネ夫、しずかとも親交を深める。原作漫画と異なり、アマゾンも開発で住めない状態だったため、過疎化により人口が激減した村へ移住した。また、衣装も民族風に変更されている。
村と名前の由来は童謡「森の小人」の歌詞から。アニメ第2作第1期では小人族の「ドンジャラ祭」にこの歌が流れたが、第2作第2期ではオリジナルの歌に変更された。
父（声 - 村瀬正彦〈1984.8〉→山崎たくみ〈1992.3〉→松本保典〈2007.12〉→私市淳〈2022.3〉）と母（声 - 横尾まり〈1984.8〉→速見圭〈1992.3〉→三石琴乃〈2007.12〉→川崎芽衣子〈2022.3〉）、妹のクン（声 - 高田由美〈1984.8〉→神田朱未〈2007.12〉→小澤亜李〈2022.3〉）も登場した。

## 過去の人物
過去の時代に住む人物を記す。
モルグ・シティの町長
声 - 石森達幸（1981.2）→宮内幸平（1987.4）→玄田哲章（2018.1）
24巻「ガンファイターのび太」に登場。西部開拓時代のアメリカにあるモルグ・シティの町長。年老いているものの、一人になっても数十人のギャングに挑むなど、勇気と正義感がある。
モルグ・シティはギャングたちに荒らされており、保安官は全員殺され、町の住人たちは自己保身で引っ越したり、見て見ぬふりをする状態に陥ってしまった。のび太に対しては当初は家に帰らせたが、彼がギャングを退治した際は見直して保安官を任せた。
テレビアニメ第2期では若い頃、父親（ベスの祖父）と共に別の国からこの地に辿り着き、モルグ・シティを作ったことが語られている。何も協力せず口先だけの町の住人たちに対してのび太が「薄情な町（の人たち）だな」「肝心な時に見て見ぬ振りをして酷過ぎる」と叱咤するシーンがあり、ギャング集団全滅後に住人たちはそのことを反省し、モルグ・シティは安全で住みやすい町になったことがドラえもんの口から語られた。
町長の娘
声 - 横沢啓子（1981.2）→野村道子（1987.4）→三森すずこ（2018.1）
のび太に対しては当初は家に帰らせたが、彼がギャングを退治した際は見直して保安官を任せた。
原作漫画では名前は不明だが、テレビアニメ第2作第1期では、しずかと同じ顔立ちのシャーロッテ、第2期では、ベスという名前になっている。原作漫画の町長の娘や第1期のシャーロッテは大人しい風貌だが、ベスは身体を張って町や住人たちを守ったり、ギャングに立ち向かうなど、勇気ある少女として描かれている。
ギャング集団
モルグ・シティで強盗や暴力をはたらくギャングの集まり。止めに入った保安官たちを返り討ちにしている。30人で押しかけて町を襲おうとするが、ドラミからドリームガンを渡されたのび太によって、全員眠らされて全滅。
テレビアニメ第2作第1期（1987.4）では、ボスがジャイアンと同じ顔立ちのジャイゴ、腹心がスネ夫と同じ顔立ちのスネークという設定になっており、性格もどこか彼らに少なからず似ている。スネークはのび太の攻撃で銃と服を脱がされ、パンツ一枚の状態と化し、スネ夫のように許しを請いつつもそのまま眠らされ敗れる。ジャイゴは、ドラえもんから奪ったドリームガンを手にのび太との早撃ちに挑むものの敗北。
アニメ第2期（2018.1）では集団がワイルドパンチという名前になっており、ボスは目の下にクマがある男（声 - 山口太郎）という設定になっている。騙し討ちを仕掛けるが、のび太の乱射によって倒された。
町で住人を引きずり回していた2人組の部下はのび太によって捕まるが、倒され方が原作漫画やアニメでは異なる。原作漫画では拳銃で肩や横腹を撃たれ、負傷した状態で捕まった（一命は取りとめている）。テレビアニメ第2作第1期では、トムとジェリー（声 - 千葉繁、稲葉実）という名前が付けられており、プラスチックの弾を馬の鼻の穴に当てられ、馬から落ちた形で捕まった。第2期では、プッチ（声 - 後藤光祐）とキット（声 - 白石稔）という名前が付けられており、のび太に拳銃で銃を弾き飛ばされて撤退し、夜の襲撃で町長の娘を人質にとるが、のび太によってドリームガンで眠らされた（なお、この時ドラえもんに身体中落書きされた）。
お殿様
声 - 野本礼三（1980.12）→阪脩（1986.8）→佐藤正治（2007.11）→山野史人（2017.11）
24巻「二十世紀のおとのさま」に登場。ドラえもんたちが開いたタイムマシンの出入り口に落ち込み、現代の世界に来てしまった。傲慢でわがままな性格をしており、特に女性に対しては威張った態度を取り、玉子を刀で切りつけようとしていた。しかし現代の世界に来て色々なことを学び、成長していく（特に、家に泊めてくれた少年の「殿様はどうして偉いの」という問いかけや、その父と共に働いた時に考えさせられた模様）。そのことがきっかけで元の世界に帰った後は円満な性格となっていった。

## 未来の人物
未来の時代の人物や未来の組織に属する人物を記す。
未来のデパートの関係者
ドラえもんが利用している未来のデパートの関係者。作中では「新世界デパート」「22世紀デパート」「未来デパート」が登場している。
ドラえもんはひみつ道具を購入する際、これらのデパートから注文しているが、商品が欠陥品であったり、従業員が誤配してしまうなどのトラブルが多い。
タイムパトロール隊員
22世紀の「時間警察局」に所属しており、航時法を犯した犯罪者（時間犯罪者）の逮捕を主な仕事とする。警察官の制服・制帽姿で、制帽には「P」の前章が付いている。
殺し屋ジャック
大全集1巻「ドラえもん未来に帰る」に登場。
未来から逃亡してきた凶悪犯で、長い前髪の金髪と頬の傷が特徴の男。
未来の世界における全世界規模の指名手配犯で、22世紀に居場所がなくなったため、20世紀を対象とした時間旅行ツアーの客に紛れ込み、現代に逃げてきた。野比家に到着して以後は、玉子を家に暫く匿うよう銃で脅そうとしたが、ドラえもんの乱入でなし崩し的に失敗。その後、時間旅行ツアーの団体客が暴れまわる中でその正体を明かし、逆上して皆殺しにしようとしたが、駆けつけてきたタイムパトロールの一斉射撃で黒焦げにされダウンした。
未来世界の怪人
声 - 井上和彦（1979.6）→小杉十郎太（2009.3）→岡田雄樹（2023.10）
4巻「未来世界の怪人」に登場。
テンガロンハットをかぶった若い男性。その正体は22世紀の強盗であり、自分の秘密を知った者は子供であろうと容赦なく殺害しようとする。
22世紀で強盗を犯し、タイムマシンで20世紀（テレビアニメ第2作第2期では21世紀）まで逃げるが、四次元カバンを落としてしまう。四次元カバンを拾ったジャイアンによって罠にかかったのび太を助け、彼にジャイアンの案内を頼んだ。空き地でジャイアンを発見した際、タイムテレビで自分の素性を知られてしまったため、その場にいたドラえもんとのび太、ジャイアンを口封じで殺害しようとするが、間一髪のところでタイムパトロールに逮捕された。
第2作第2期（2009年）では、最新のひみつ道具を駆使して、空き地でドラえもんたちを追い詰めた矢先、ジャイアンを探していた母ちゃんが現れ、邪魔になったことから「ババア」と罵ったことで激怒した彼女に大根で殴られ気絶する。その後、原作漫画同様タイムパトロールに逮捕された。

## 職業
基本的に何回も登場することはない人物のうち、職業が特徴となっている人物を記す。

### 博士・研究者
博士や、特定の分野の研究者、マニアを記す。
江来（えらい）
声 - 藤本譲（1981.7）→菅原淳一（2006.9）→町田政則（2014.5）
「な、なんと!のび太が100点取った!」に登場する、偉い博士。特城大学の教授。のび太が100点を取ったことをクリストファー・コロンブスやアポロ11号に匹敵する偉業と評した。
化石発掘に打ち込む老人
声 - 井上和彦（1979.9）→岸野一彦（1996.3）→仲木隆司（2006.3）→鈴木琢磨（2019.3）
山の地層で化石を発掘しようとしていた老人。壊れた傘やリンゴの芯、魚の骨などのゴミを「タイムふろしき」で化石に見せかけるというドラえもんとのび太のいたずらを真に受けて未発見種の化石と思い込み、真相を知って落胆するが、ゴミの中にサンヨウチュウの化石がまぎれていたことを発見し、結局はドラえもんとのび太に感謝することになった。
テレビアニメ第2期では他の話（2019.11.30「ピクニックで先をこせ」など）にも登場。
老人の娘
声 - 横沢啓子（1979.9）→浦和めぐみ（1996.3）→久川綾（2006.3）→須藤沙織（2019.3）
父を応援している。
円番（えんばん）
声 - 不明（1979.8）→茶風林（2005.5 - ）→鈴木琢磨（2024.10）
近所に住むUFOマニア。13巻「ハロー宇宙人」に登場。スネ夫に偽のUFO目撃談を聞かされたりUFO写真を見せられたりして、それを信じてメロンをご馳走した。その後、地球を訪れた本物のUFOを拾い上げるが、小型だったためおもちゃと勘違いし、蹴り飛ばしてしまう。それを偶然撮影したスネ夫・ジャイアンの写真も信用しようとはしなかった。
原作漫画・アニメ第2作第1期では「ハロー宇宙人」のみの登場だが、アニメ第2作第2期では「未知とのそうぐう機」（2006年10月20日放送）、「宇宙人を追いかえせ!」（2009年11月13日放送）、「ジャイアンが1000人!?」（2010年6月25日放送）にも登場した。「ニセ宇宙人」（2012年5月11日放送）にも姿のみ登場している。

### 漫画家
フニャコフニャ夫（フニャコフニャお）
声 - 加藤正之（1979.11）→不明（1980.7）→田中康郎（1982.10 - 1990.2）→丸山詠二（1995.8）→矢田稔（2002.2）→緒方賢一（2005.10）→長嶝高士（2019.2）→中村大樹（2020.10）→利根健太朗（2025.4）
野比家の近所に住む人気漫画家。「フニャ子フニャ夫」「フニャコフニャオ」と表記されることもある。立派な邸宅に住んでおり、家の表札には「フニャコ」の文字があるため、名字の方は本名の可能性もあるが不詳。代表作は「ライオン仮面」「宇宙剣士バイロン」「モライモンとヒロイモン」「時空パトロール7」「ドラーマン」「エスパー君」などがある。多くの漫画雑誌に多数の連載作品をかかえているが、アシスタントが1人もおらず、一度ドラえもんがアシスタント代行をしたことがある。
彼の容貌は、原作者の藤本と安孫子を融合させたような顔。のび太は彼の顔を知らなかったが、ドラえもんは住所まで知っている。
漫画のアイデアはあまり先の方まで考えていないらしく、主人公がピンチの状態で終わらせることが多い。
提出期限を切らした原稿が多く、各出版社の担当者がフニャコ宅に押し寄せていた。
アイデアが浮かばないときには家から逃亡し、空き地の土管の中へ隠れたり、公園のベンチに座り込んだりする。ドラえもんに未来から自分の漫画作品を仕入れさせ、書かせたこともある。なお、これに関してはタイムパラドックスが生じている。
『パーマン』『21エモン』『バケルくん』など、他の藤子不二雄作品にも登場したことがある。『新オバケのQ太郎』ではQ太郎がO次郎に英才教育をしようとしたとき、フニャコがO次郎の落書きをヒントに漫画のキャラクターを考え付いた。
なお、1995年8月25日放送の「あやうし! タイガー仮面」（「あやうし! ライオン仮面」のリメイク）に登場した際は、外観こそフニャコと同じだが虹子（にじこ）（声 - 丸山詠二）という名前になっている。
ワンダーフェスティバル2012年夏では、メディコムトイからフニャコのフィギュアが限定販売されている。
ライオン仮面
フニャコの代表作。「あやうし！ライオン仮面」に登場。作中で明かされているあらすじは以下の通り。
最初の号では、終盤に、少女を連れた主人公のライオン仮面が悪の組織・くらやみ団の団員に取り囲まれ、窮地に陥る。2人が光線銃を手にしたくらやみ団員たちから怪光線を浴びせられる緊迫した場面で話は打ち切られ、次号へ続く。
次の号では場面が変わり、ライオン仮面の弟であるオシシ仮面が捕らわれた兄を救出すべくくらやみ団の本部に乗り込むが、兄と同様に捕らわれて火あぶりにされ、断末魔の悲鳴を上げる場面で前回と同じように次号へ続く（いわゆるクリフハンガー）。
その次の号では、オシシ仮面のいとこであるオカメ仮面がライオン仮面たちの救出へ乗り出すことになる。
以降の展開は作中では明かされず不明。
島山 あらら（しまやま あらら）
声 - 屋良有作（1982.10）
人気漫画家。ベレー帽を目深に被っている。31巻「まんがのつづき」に登場する。
「週刊少年ジャブン」に「Drストップ アバレちゃん」という漫画を連載している。他にも「少年キングコング」、「少年キャベジン」、「少年ホリデー」、「少年チャンポン」、「てれびさん」など多数の連載誌を抱えている。アバレちゃんの続きが見たいドラえもんたちの協力で、1年分の原稿を描き溜めした。

### 小説家
元高 角三（げんこう かくぞう）
声 - 龍田直樹（1979.8）→チョー（2008.9）→山田義晴（2022.2）
近所に住む小説家。12巻「ベロ相うらない大当たり!」に登場。のび太の「ベロ相」（実はタイムマシンで少し未来を見て来ただけ）を信じた人。小説がさっぱり売れない。ドラえもんたちがタイムマシンで見て来た未来の様子（相変わらずの貧乏）を伝えられて一度は小説家を諦めようと考えるも、その後も精力的に執筆を続けた。その結果、再びタイムマシンで5年後に行ったところ、小説が文学賞を受賞していた。

### 芸能関係者
アイドル歌手、俳優、レポーターなどの芸能関係者を記す（50音順）。
伊藤 翼（いとう つばさ）
声 - 不明（1982.12）→荘真由美（1985.11 - 1986.8）→深雪さなえ（1992.11）→池澤春菜（2003.3）→倉田雅世（2006.5）→茅野愛衣（2023.11）
大人気のアイドルで、歌手・女優業両方で活躍する。ドラえもんたちと直接絡むことはほとんどないが、劇中の至るところで名前や写真が出てくる。自身が乗った車がのび太に泥をかけてしまった時は、車から降りて謝るなど心の優しい人物。
ドラえもんやのび太たちも大ファンであり、ジャイアンは友達から貰った生写真を見せびらかし、スネ夫はファンクラブの幹部を務め、「つばさちゃんへのホットなレター」コンクールで優勝したりしている。ドラえもんやのび太たちの住む町内には、小学校時代の恩師の家がある。「アトカラホントスピーカー」の効果により、乗っていたハイヤーの故障でスネ夫の家で一度電話を借りたことがある。当初は誕生日パーティーの延期に泣いて駄々をこねるなど子供っぽい性格だったが、連載が進むにつれて次第に成長し、後半では知的な大人の女性に変貌している。
当初ジャイアンは翼の熱烈なファンだったが、後に「翼が歌手ならおれも歌手」と対抗意識と嫉妬心を燃やすようになる。
テレビアニメ第2期の「友だちになってチョンマゲ」では、「七人の知り合い」の効果によりのび太と知り合いになり、快く握手したりサインを送っている。なお、この回では恋愛ドラマと思しきワンシーンを撮影していた。しかし「へやこうかんスイッチ」では、「野比のび太という人は知らない」とコメントしている。またこの話では、翼の部屋を紹介する番組の放送中にもかかわらず、のび太が自分の部屋と交換してしまったため、ドラえもんやのび太の私物が翼の物として紹介されてしまった。このため彼女は大恥を掻かされてしまった。直後に部屋が元に戻されたので翼も司会者も困惑していた。
名前は伊藤つかさのパロディで、下の名前が「つばさ」とひらがな表記されていることもある。また29巻で名前が出た時、姓が「伊東」だった。
母親
声 - 近藤多佳子（1982.12）→今泉葉子（2023.11）
「宇宙ターザン」役の俳優
声 - 菅原淳一（2006.5 - ）
16巻「宇宙ターザン」、31巻「時門で長〜〜い一日」に登場。名は不明。のび太お気に入りの特撮番組「宇宙ターザン」の主演俳優で、長髪で筋肉質の青年。
「宇宙ターザン」では公園で偶然のび太と出会いサインをするが、番組が打ち切り寸前であることを吐露する。ドラえもんとのび太は白亜紀に行って「桃太郎印のきび団子」で恐竜を手懐け、「本物そっくりのセットとぬいぐるみを保有する撮影所」と称して制作会社に無償提供することを思いつく。この試みは成功し、番組は人気を盛り返した。
「時門で長〜〜い一日」では番組を見ていたのび太が「30分で終わらせずもっと見たい」と時門を閉めたため、6話分以上もの演技を繰り返しても終了時間にならず、しまいには過労で入院してしまった（通常、特撮番組は撮影編集したものを放送するが、この話では生放送のような描写になっている）。
落目 ドジ郎（おちめ ドジろう）
声 - 井上和彦（1980.4）→勝杏里（2016.12）
二枚目スター。19巻「影とりプロジェクター」に登場。
芸能週刊誌に星野スミレに関する事実無根のゴシップを書かせたり、彼女の自宅に勝手に上がりこんだりするなど、ストーカー行為を繰り返していた。怒ったスミレに拒絶されるももっと酷いことをすると脅したが、それを見咎めたドラえもんとのび太が作った大きな狼の影絵によって追い払われた。自称「星野スミレの恋人」（もちろんスミレ本人は否定している）。犬が苦手。24巻「めだちライトで人気者」では名字のみ登場。
川合 可愛（かわい かわい）
声 - 間嶋里美（1980.3）
プラス5巻「架空通話アダプター」に登場する。のび太やジャイアンが大ファンであるアイドル歌手。のび太が架空通話アダプターで彼女と1時間以上も楽しげに話したことがある。テレビアニメ第2作第2期では星野スミレが彼女の役割を担う形で登場している。
記憶喪失の男性
声 - 藤田安男（1979.8）→平野正人（2017.8）
「わすれトンカチ」に登場。のび太の街に迷いこんだ記憶喪失の男性。食事を提供してくれた玉子に「僕のお母さんですよね?」と口走り、「私はあなたよりずっと若いです!」と罵倒されてしまう。ひみつ道具「わすれトンカチ」で頭を殴られたときには貧乏そうな汚い家に住む姿や、宝物を持ち逃げする姿が思い出され、「僕、こんなことが趣味なんです…」「もしかしたらギャングだったかも…」などと不可解なことを言っていたが、正体は俳優であり、思い出した姿は映画やドラマで自らが演じたシーンだった。
芸能レポーター
声 - 坂東尚樹（1993.5）→宇垣秀成（2007.7）
24巻「めだちライトで人気者」に登場。名前は不明。星野スミレの秘密（熱愛など）を探ろうとしている。相手の事情を一切考えず、一度くいついたら離れないというしつこい性格。神出鬼没でスミレのいるところならどこでも出没。さらに足止めのため、スミレの車のキーをこっそり抜いて帰らせないようにするなど犯罪行為に近いこともやっていた。最後はのび太が持っていためだちライトによって、逆に周りの人から追い回される事態となった。
第2作第1期では、さらに陰湿で報道倫理を軽々しく無視する非常識な性格に描かれており、落目を「くん」、スミレを「ちゃん」付けし、原作漫画以上に馴れ馴れしい口調で迫るなど、ストーカー同然の態度をとっていた。最後はめだちライトによって、のび太共々音響スタッフとカメラマンを含めた周りの人たちに追い回された。
第2作第2期では、スミレとのび太を「さん」付けして終始敬語で迫り、車のキーは抜かずに音響スタッフとカメラマンたちと共に進路妨害をするなど、原作漫画・第1期ほどの行きすぎた行為はしていない。最後はめだちライトによって、音響スタッフとカメラマン、通行人の男性、子連れの女性、釣りに来ていた地元の男性たちを含めた周囲の人たちに質問攻めされた挙げ句、原作漫画・第1期同様に追い回された。
西条 ひろみ（さいじょう ひろみ）
声 - 上田敏也（1979.11）
9巻「ジーンと感動する話」（または「ジ〜ンと感動する話」）に登場した歌手。のび太の町でプロモーションビデオらしきもののロケをやっていた。2006年放送のアニメでは速水もこみちと相武紗季に、2020年放送のアニメでは加藤カケル（声 - KENN）という男性芸能人に変更されている。
真田 ヒモ行（さなだ ヒモゆき）
声 - 中田和宏（1993.7）
アクション俳優。30巻「人気スターが真っ黒け」で登場。港での映画ロケの最中、彼の人型をとろうとしたドラえもんとのび太に「人型スタンプインク」をかけられて激怒、2人を追いかけるが、用紙で型をとられた後は何が起こったのか分かっていない様子だった。
田野金平（たの きんぺい）
声 - 梶原岳人（2022.7）
人気男性タレント。25巻「四次元ポケットにスペアがあったのだ」で登場。のび太としずかは、1年ぶりの休みがとれて家にいる田野金平を訪問して、サインをもらった。1984年7月放送のテレビアニメ「四次元ポケットのスペア」では、シブ柿タイスケ（声 - 橋本晃一）に、2011年放送のアニメでは甘栗旬（声 - 小栗旬）に変更されている。
田原のトンちゃん
声 - 水島裕（1982.12）→山口智広（2023.11）
29巻「翼ちゃんがうちにきた」、36巻「神さまごっこ」などに登場する男性アイドル。しずかが大ファンであり、登場当初は初々しい好青年だったが、連載後期になると少し頬骨が角張った顏付きになっている。「神さまごっこ」ではお腹を壊してトイレを借りるため、突然しずかの家にお邪魔した。
千葉 県一（ちば けんいち）
声 - 玄田哲章（1982.12）→山口恵（2023.11）
ジャイアンが尊敬するアクション俳優で、29巻「翼ちゃんがうちにきた」で登場。「コピーとりよせ機」使用時は格闘場面の撮影中で、コピーと知らずに会いに来たジャイアンは格闘に巻き込まれ張り倒されたが、「けんかの個人教授を受けた」と喜んだ。「チョーダイハンド」（単行本未収録）では一番の宝物として興奮しながらサイン色紙をのび太に見せたことも。
でめきんトリオ
男性タレント3人組。29巻「翼ちゃんがうちへきた」で登場。テレビ局でスネ夫と並んで写真を撮った。
星野 スミレ
20代ぐらいの姿で幾度か登場。最後に登場した24巻「めだちライトで人気者」では、『パーマン』最終回の後日談を語っている。
松田なお子（まつだ なおこ）
アイドル歌手。26巻「テレビとりもち」で登場。しずかが大好きだということを聞いて、のび太が「テレビとりもち」でテレビから本人を取り出し、サインをもらった。アニメ第2作第2期では藤原聡（Official髭男dism）が彼女の役割を担う形で登場している。
丸師丸広子（まるしまる ひろこ）
人気タレント。29巻「翼ちゃんがうちへきた」で登場。テレビ局でスネ夫と並んで写真を撮った。
丸井 マリ（まるい マリ）
声 - 横沢啓子（1980.1）→野中藍（2016.2）
8巻「ぼく、マリちゃんだよ」に登場。ドラえもんは、丸井マリの大ファンでブロマイドを箱いっぱいにコレクションしていた。ドラえもんも熱中するほどの人気アイドル。しかし、母親（声 - 黒須薫〈1980.1〉→沢海陽子〈2016.2〉）の組んだ無茶なスケジュールのしわざで仕事に嫌気が差し、逃げ出したところをドラえもんたちに会う。トッカエ・バーでのび太と入れ替わり、マリとなったのび太が代わりに仕事に向かうが、のび太にアイドル稼業が務まるはずもなく、助けに来たドラえもんが差し出したトッカエ・バーでマリの母とのび太が入れ替わり、のび太の体のマリ、マリの体のマリの母、マリの母の体ののび太というややこしい展開となる。その後、マリになってしまった母は、自分がどれだけ娘に苦労させてきたのかを身を以って思い知り、反省。もう無理はさせないと約束した。その後、3人とも元の体に戻った。また、別の話では、飲料メーカーのCMのイメージキャラクターに起用されている（ポスターとして）。

## 不良・無法者
中学生以上の素行が悪い人物などを記す（50音順）。
飲酒運転男性3人組
大全集1巻「けんかマシン」に登場。
飲酒運転をしている男性3人組。
昼間から酒を飲みながら運転をしている時、飲酒運転を指摘したのび太に絡み、酒瓶でのび太の頭を殴った。けんかマシンを装備したのび太によって車を滅茶苦茶にされた上、入れ舌で脅し文句や悪口を言われ、のび太に殴りかかろうとするが、のび太はパワー手ぶくろをはめており、返り討ちに遭った。ボロボロの状態で逃げるも、いなずまソックスを履いたのび太に追いつかれ、殴られながら逃げる羽目になった。途中でのび太がマンホールに落ちたため、その後はどうなったかは不明。
げんごろう
プラス2巻「なぐられたってへっちゃらだい」に登場。
隣町の不良学生。通称「げんこつげんごろう」。スネ夫曰く「有名な暴れん坊」であり、ジャイアンを泣かせたり、素手で土管を壊すほどの腕っ節を持つ。ドラえもんやのび太たちの住む町にやって来てジャイアンを泣かせた後、ドラえもんたちを子分にしようと、暴力で脅した。のび太を痛めつけようとするが、のび太はがんじょうを飲んで体が硬くなっていたため、手を痛めてしまい、泣きながら逃げた。
スーパーカーの持ち主
声 - 加藤正之（1980.3）
44巻「ムシャクシャカーッとしたら」に登場。
サングラスをかけたチョイ悪風の男。子供に暴力を振るうなど、大人気ない上、乱暴な性格。スーパーカーを掃除している時、車に触ったジャイアンとスネ夫を殴った。スーパーカーにコンクリートのブロックを落としたのび太に怒ろうとするが、スーパーカーが何事もなかったかのように元通りになっており、それがムシャクシャタイマーの効果だと知ると、「悪戯の罰」としてのび太からムシャクシャタイマーを奪った。ムシャクシャタイマーが既に効果を失っていると知らずに、それをセットして「いっぺんこんなことやってみたかった」と言って大型ハンマーでスーパーカーを壊していた。
テレビアニメ第1期では顔が異なっており、サングラスをかけていない。のび太からムシャクシャタイマーを奪う際、のび太を殴っている。スーパーカーを壊した後、ムシャクシャタイマーをひっくり返すも、タイマーは壊れていてスーパーカーは元に戻らず、スーパーカーを壊してしまったことを後悔しながら泣き崩れた。
テレビアニメ第2期では巨大なロボットに変更されており、のび太がロボットに石を投げつけた後はドラえもんも「もっと壊さないと」とロボットを壊している。
不良学生
声 - 石井康嗣（1997.7）
45巻「トロリン」に登場。
スネ夫が見上げるほどの大男。乱暴な性格であり、のび太の近所では「おっかない奴」と恐れられている。住んでいるアパートでも家賃を取りに来たアパートの大家を2階から投げ飛ばしたり、ラーメン代を取りに来た男を暴力で追い出すなど、暴力で金を踏み倒している。ジャイアンのミスでスネ夫が手に入れた野球選手のホームランボールが頭に当たり、その罰としてボールを没収した。トロリンを飲んで部屋に忍び込んだのび太に襲いかかるがかわされ、その勢いで窓ガラスを突き破り、2階から転落した。
不良中学生2人組
声 - 松本健太、浅利遼太（STAND BY ME ドラえもん 2）
22巻「カチカチカメラ」に登場。出っ歯と富士額の少年。道端でぶつかったジャイアンとスネ夫をカツアゲしようとした。人目のつかない空き地に移動するが、土管にはカチカチカメラが設置されていたため、カメラの効果で勝てるように設定されたのび太によって成敗された。
『STAND BY ME ドラえもん 2』では学生帽の男も加わって、3人になっている。のび太（中身は大人ののび太）とぶつかり、「慰謝料を払え」と強要した（不良本人は「あくまで世間の常識」と称した）。のび太を河原まで追いつめ、のび太を助けようとしたしずかにも絡もうするが、のび太に止められ、ジャイアンとスネ夫の乱入によってボロボロにされた。エンディングでは出っ歯の男が缶を蹴飛ばした際、その缶に当たった野良犬に襲われていた。
不良中学生3人組
5巻「黒おびのび太」に登場。出っ歯と太め、眼鏡の男性の3人組で、学生帽を被っている。
ジャイアンとスネ夫を何らかの理由で絡み、人目につかない空き地でカツアゲするが、偶然ブラックベルトの効果で騒ぎを起こしてしまい、逃走の末にその場で座り込んでいたのび太に目撃され成敗された。
よさぶろう
大全集2巻「がんじょうぐすり」に登場。
隣町の不良中学生。通称「きらわれよさぶろう」。腕っ節は強く、ジャイアンを上回る。ドラえもんやのび太たちの住む町にやって来てジャイアンを相撲や空手で倒した後、のび太たちを子分にし、「親に告げ口すると痛い目に遭わせる」と暴力で脅した。のび太を痛めつけようとするが、のび太はがんじょうを飲んで体が硬くなっていたため、暴力を加えても歯が立たず、負けを認めて去った。なお、しずかたちはのび太を助けようと逃がしていたが、スネ夫だけはよさぶろうに取り入ろうと、のび太を差し出していた（よさぶろうから副隊長に任命された）。よさぶろうが去った後、スネ夫は掌を返してのび太を胴上げしようとしたが、のび太は鉄のように重くなっていたため、スネ夫はのび太に押し潰された。

### 犯罪者
泥棒、強盗、詐欺師、逮捕された者などを記す（50音順）。
石川五右衛門（怪人二十面相）
1巻「ペコペコバッタ」に登場。
駐在に変装していたが、ひみつ道具「ペコペコバッタ」で改心し、自ら檻の中に入っていた。
本人曰く、ベトナム戦争も、光化学スモッグも、物価の値上がりも、すべて石川五右衛門（怪人二十面相）のせいらしい。
大泥 望助（おおどろ ぼうすけ）
声 - 広瀬正志（1979.6）→稲葉実（1995.12）→宮﨑聡（2016.5）
4巻「お客の顔を組み立てよう」に登場。
空き巣強盗で前科53犯の指名手配犯。野比家に（恐らくは盗み目的で）来たが、玄関に入った直後にのび太が帰って来たので「ご両親に大事な用があったが、留守じゃしようがない」と言ってごまかし引き返した。正体を知りたいとドラえもんがのび太に『モンタージュバケツ』を使い顔を作る。交番に貼ってある指名手配写真で正体を知ったドラえもんに、土管に隠れていた所をのび太と間違われて顔を直そうと言われ、彼を石で殴りモンタージュバケツを横取りする。子分が見つけた顔を変えたのび太を尋問し、使い方を教わった。顔をハンサムに変えようとするが、子分がボタンを押し間違え、目と口の位置があべこべになり、喧嘩をしてしまう。その後どうなったかは不明。
第2作第2期では、顔を変える際にのび太を口封じに殺そうとするなど凶悪性が見られたほか、警官たちがアジトに踏み込んできた際には変装して誤魔化し、のび太を誤認逮捕させて難を逃れている。結局、原作漫画同様の末路を辿った上、道具を取り戻しにきたドラえもんとのび太を追って再び警官たちがアジトに踏み込んできてしまう。
大泥の子分
声 - たてかべ和也（1979.6）→宇垣秀成（1995.12）→志賀克也（2016.5）
大泥望助を「兄貴」と呼び、慕っている。モンタージュバケツで大泥の顔に変えたのび太を本物の大泥と間違えて見つけ、アジトへ連れ帰ってしまう。その後、本物が現れたことでのび太を縛り上げ、脅して道具の使い方を白状させた。しかし操作を誤ってしまったため大泥の顔がとんでもないことになってしまい、仲間割れしてしまう。
世界平和安全協会（せかいへいわあんぜんきょうかい）の会長と副会長
声 - 龍田直樹、たてかべ和也（1981.12）
大全集2巻「世界平和安全協会」に登場。
痩せ型と太めの男性2人組。所在不明のアパートが本部になっている。入会した子供たちをあらゆる災難から守ると述べているが、実際は子供から金を巻き上げ、入会を断ったり、大人に告げ口した者には闇討ちを仕掛けるという卑劣で悪辣な連中である。のび太の近所だけでも数人（しずか、ジャイアン、スネ夫も含まれている）が脅されて入会している。入会を拒否したのび太を痛めつけようとするが、ドラえもんから借りた安全カバーによって攻撃が通じず、のび太から金を取るのを諦めた。さらにのび太から「皆から取った金を返せ」と要求されて無視し続けるが、しつこく嫌がらせを受けて降参した。最終的には子供たちに金を返し、アパートならびに町から出る形で解散した（テレビアニメ第1期では、続いてジャイアンたちもドラえもんと共に安全カバーを被って抗議に押し掛けてきた）。
テレビアニメ第1期のサブタイトルが「世界平和安全バッヂ」となっているが、これはドラえもんのひみつ道具ではなく、世界平和安全協会が入会した子供に配っているバッヂのことである。
銀行ギャング
声 - 斉藤次郎（2011.12）
6巻「どこでも大砲」に登場。
サングラスを掛けソフト帽を被ってトレンチコートを羽織った銀行強盗。銀行から金を奪って逃走中の所、ドラえもんのどこでも大砲の存在を聞き付けて現れる。
外国へ逃亡するため、どこでも大砲で自身を外国へ飛ばせとドラえもんたちを拳銃で脅すも、（東京からは）外国まで届かないことを知り、外国行きの船に乗せるように変更。客船を見つけてそこへ向けて発射されたが、その客船は交番で警官が制作していたプラモデルであり、自身はその警官の机の上に着地してしまい、そのまま逮捕された。
強盗
1巻「コベアベ」に登場。
横縞模様の服を着た強盗。包丁を持っており、子供であろうと容赦なく襲いかかる。
しずかの家に押し入り、しずかとその母を縄で縛り、金目の物を探していた。のび太が訪ねて来たため、追い返そうとするが、コベアベの効果で逆にのび太を招き入れてしまう。のび太がコベアベの演奏を中断したことで正気に戻り、のび太に襲いかかろうとするが、コベアベの効果で自分の財布や服をのび太にあげてしまい、最終的には警察に自首させられる形で逮捕された。
土路 坊太（どろ ぼうた）
24巻「六面カメラ」に登場。
のび太の近所のビルに押し入った泥棒。防犯カメラには後ろ姿で写っていたが、のび太が『六面カメラ』で顔を知る。のび太に質問され、顔を知られたと思い連れ去った。ナイフを購入するまでボロアパートに監禁させるが、のび太が六面カメラでドアを撮影し、廊下側に貼られた名刺の写真の裏に手紙を書き、『空とぶ切手』を貼ってドラえもんに届けた。購入したナイフでのび太を殺害しようとするも、ドラえもんが呼んだ警官によって逮捕された。
浮浪者
18巻「コーモンじょう」に登場。
空き地の土管の中に住んでいる。「人を殺した経験がある」「俺の悪事を大人に告げ口したら殺す」と子供を恐喝しており、一日に20円を持って来させている。金の支払いを拒否したのび太に襲いかかろうとするが、のび太はドラえもんのひみつ道具「コーモンじょう」を飲んでいたため、のび太の名を聞いただけでひれ伏してしまった。その後、引っかからないよう耳に綿を詰めて襲おうとするも、のび太の名を聞いてひれ伏せてしまった警官がそばにいたため、襲うことができなかった。原作漫画では男がのび太と警官の様子を見た所で話が終わっており、その後の結末は不明であるが、アニメ第2作1期では原作漫画版のラスト場面の後も話が続き、再度のび太が浮浪者に追われてる所にたまたま歩いてたドラえもんがやってきて、のび太を助けるためにどこでもドアを出して、のび太にどこでもドアに入り、浮浪者が入ったら直ちに戻るように指示して、のび太が指示通りに戻ったらドラえもんがどこでもドアをしまい浮浪者が戻って来れないようにして、のび太が浮浪者をどこに送ったかを聞くと、ドラえもんは「あいつが仲良くなれる所」と答えて、浮浪者が送られた場所はアフリカの大草原であり、ライオンに追いかけられて「助けてくれ」と叫んで逃げる末路となった。
ライオンの飼い主
声 - 肝付兼太（1981.12）→後藤史彦（2007.8）→星野充昭（2019.5）
プラス5巻「イイナリキャップ」に登場。
ドラえもんやのび太たちが住む町の近所に住む男性。ベレー帽と尖った口が特徴。ライオン（声 - 大山高男〈1981.12〉→楠見尚己〈2007.8〉→江川央生〈2019.5〉）を近所に捨てるなど、非常識で無神経な性格。ライオンを小さい時から育てたが、育ちすぎたという身勝手な理由でライオンを近所に捨てた。のび太とジャイアンが襲われる事態になり、ライオンを捕らえた時に堂々と現れ、「育ちすぎたから捨てた」「欲しけりゃあげる」と発言した。事件の元凶であるにもかかわらず、反省の色を見せない態度に駆けつけた警官の怒りを買い、警察に連行され、ライオンは動物園に引き取られた。

## 他作品からの登場キャラクター
『ドラえもん』に登場するキャラクターで、もともとは別の漫画のキャラクターだった人物を記す。
前項までに記したキャラクター
- 星野スミレ - もともとは『パーマン』に出演。名前や容姿だけでなく、実際に『パーマン』の時と同一人物という設定。
- ガン子 - もともとは『パーマン』に出演。
- 神成さん - もともとは『オバケのQ太郎』に出演。
- 小池さん - もともとは『オバケのQ太郎』に出演。

### コラボ出演
バケルくん
『バケルくん』の主人公。9巻『ぼく、桃太郎のなんなのさ』に登場。9巻「ジ〜ンと感動する話」では、西条ひろみのロケの人の集まりの中には、バケルらしき姿が確認できる。
いずれも、当時の『小学四年生』のおまけコーナー「ドラとバケルともうひとつ」の一環としての出演である。
『ぼく、桃太郎のなんなのさ』は『ドラえもん』と『バケルくん』のコラボ作品であり、『バケルくん』の登場人物のみで話が進行するパートもある。

### ゲスト出演
1話、数コマ、1コマのゲスト出演。
つづれ屋の関係者（32巻「オンボロ旅館をたて直せ）
つづれ屋は『21エモン』にも登場するオンボロ旅館。以下のキャラクターは、正確には『21エモン』に登場したキャラクターではないが、それぞれ、18エモンは21エモンの曽祖父（20エモンの祖父）、19エモンは21エモンの祖父（20エモンの父親）にあたる。
18エモン
声 - 緒方賢一（1980.12）→不明（1986.12）→小形満（2015.12）
つづれ屋のオーナーとして登場。
19エモン
声 - 龍田直樹（1980.12）→不明（1986.12）→武内健（2015.12）
つづれ屋オーナーの一人息子として登場。『21エモン』では故人であり名前のみ登場した。
家業を嫌がって家出していたが、ドラえもんの道具・カムカムキャットにより帰ってきた。
空を飛んでいた人々（32巻「なんでも空港」）
- Q太郎 - 『オバケのQ太郎』の主人公。4コマのみ。
- 怪物くん - 安孫子単独作品『怪物くん』の主人公。また、ドラえもんの道具には、怪物くんぼうしというものもある。
- デンカ - 『ウメ星デンカ』の主人公。1コマのみ。
- 佐倉魔美 - 『エスパー魔美』の主人公。1コマのみ。

ゴンスケ
声 - 肝付兼太（1989.3）→龍田直樹（1995.4）→島田敏（2002.3）→龍田直樹（2009.3-）
多数の藤子作品に登場するイモ堀りロボット。アニメ『ドラえもん』への出演は複数回あるが、漫画『ドラえもん』には大長編『のび太と銀河超特急』で似た人物が小さく描かれているのみである。

## その他の人物
上記のいずれにもあてはまらない人物を記す。
虹谷　ユメ子（にじたに　ゆめこ）（偽名）
24巻「虹谷ユメ子さん」に登場した、のび太の文通相手。
静香と結ばれる未来に疑問を感じたのび太は、失恋した際の滑り止めにと、彼女から借りた少女雑誌の文通欄からガールフレンド候補を探す。「花と小鳥とケーキと漫画が好きです」という自己紹介から趣味が合いそうだと虹谷を選び、「もはん手紙ペン」を使って手紙を書き、「野比のび子」と名乗って女子のふりをして文通を始めた。
文通するうちに虹谷から「写真を送って下さい」と来た時、のび太は静香の写真を自分だと偽って「あなたも写真を送って下さい」と書き添えて送る。だが虹谷は写真は送らず、野比家を訪ねると返事して来た。実は虹谷は男子中学生で、のび太同様に女子のふりをした文通でガールフレンドを作ろうとしたことを謝るために訪ねて来た。野比家の前で見かけた静香をのび子と誤認して声を掛けた所、彼女に向って飛んで来たボールを捕球、野球部のキャプテンをやっていると語ってそこから会話が弾んできた。
結果としてのび太は恋敵候補を増やすような形になり、家の前で歓談する二人を見付け悔しがっていた（彼が虹谷だと気付いていたかは原作では不明。アニメ第2作1期では彼が本名「虹谷　ユメオ」を名乗っていたのを聞いて気付き、お互い様だったと苦笑した。アニメ第2作2期「拝啓、虹谷ユメ子さん」（2017年2月24日放送）では虹谷だと気付かず、泣きながらユメ子を探し回った）。

### 通行人
のび太に道を尋ねた男
声 - 加藤正之（1979.8）→宇垣秀成（2005.9）
14巻「家がだんだん遠くなる」に登場した初老の男。
ドラえもんが捨てる予定だったすて犬ダンゴを食べてしまい、思わず家の外に出てしまったのび太に対し、道案内をしてもらおうと引き止めた。断ろうとしたのび太に対し、「ちかごろの子どもは不親切だ」と嘆いて良心に訴え、道案内を強制した挙げ句、渡したメモの住所が分からず迷ったことに逆上して罵り、「ひとりでさがす」と切り捨てて去っていった。これによりのび太は迷子になり家に帰れなくなってしまったが、男の行動はすて犬ダンゴの効果によるものである。

## テレビアニメ第2作オリジナルキャラクター
帽子の少年
声 - 青木和代（1979.4）→台詞なし（2019.4）
1979年4月放送の第1期第1話「ゆめの町、ノビタランド」に登場。本名不明。青い帽子を被った長身の少年で、ジャイアンと対等の身長。
ドラえもんたちと同様主要メンバーのような立場だったが、登場はこの回のみで、次の回以降は登場しない。
出番が少ない上に、台詞も一言しか発していない。エンディングクレジットでは、キャラクター名は記載されておらず、ゲスト声優扱いであった。
2019年4月6日放送の第2期「ゆめの町、ノビタランド」（第2期での2度目のアニメ化）で40年ぶりに登場したが、セリフは一言も無かった。なお、この回では安雄との共演を果たしている。
ミイちゃん（ミーちゃん）
声 - 不明（1987.5.1 - 1992.8.28）→真柴摩利（1993.2）→麻見順子（1993.4）→渡辺久美子（1994.5 - 1995.8）→中沢みどり（1995.11 - 1996.10）→くまいもとこ（1997.12）→松本さち（1998.5 - 2005.3）、瀧本富士子（1998.12）、不明（2004.10.1 - 2004.12.10）→まるたまり（2009.5 - ）、不明（2014.2）
ドラえもんのガールフレンドのネコ。原作での「ミイちゃん」の名前のネコは、ぴっかぴかコミックス第5巻「なかまバッジ」、42巻「ふたりっきりでなにしてる?」に登場。14巻「すてきなミイちゃん」では、おもちゃのネコのことを「ミイちゃん」と呼んでいた。
ドラえもんとのデート中に、ドラえもんがのび太を助けるためにどこかへ行き、戻ってきたらミイちゃんはいなかったというストーリーが多い。そのため、のび太のことを「ドラえもんがいないと何もできない人」と評している。その一方でのび太に窮地を救ってもらったこともある。またのび太たちを乗せた道具が欠陥品で壊れることを知ってパニックになっているドラえもんに正論を告げて落ち着かせたりしている。実は黒猫の兄がいてテレビアニメ第2作第1期「ぼくのライバル」に登場している。その際ドラえもんに恋人だと間違われているほど兄とは大の仲良しである。
テレビアニメ第2作第1期では、2000年以降かなりの頻度で登場しており、第2期にも引き続き登場し、劇場作品『ドラえもん のび太とロボット王国』と『ドラえもん のび太のワンニャン時空伝』『ドラえもん のび太の人魚大海戦』にも登場した。

## テレビアニメ第2作第1期オリジナルキャラクター
ドラえもん（テレビアニメ第2作第1期）は26年の放送の末、アニメオリジナル作品およびアニメオリジナルキャラクターが大勢にいるため一部を筆記する。
トラえもん
声 - 山本圭子（1980.9）
放送初期に登場したキャラクター。
ドラえもんとほぼ同型のネコ型ロボットで、黄色いドラえもんに黒の斑点がついたトラ猫のような姿をしている。生意気な性格で、講談風の時代掛かった台詞回しを用いる。イタズラや金儲けが大好きで、常にトランクを持ち歩いている（タイムマシンの出入り口も兼ねている）など、かなり『男はつらいよ』の車寅次郎を意識している。有名になったドラえもんに嫉妬し、現代で彼になりすましてスネ夫にインチキ貯金箱を売りつけて金を詐取したり、しずかにマジックハンドでセクハラなどさまざまなイタズラを行ったり、路上で通行人に秘密道具を売りつけたりしていたが、野比親子に囲まれて絶体絶命かと思ったらドラえもんの優しさに心打たれて退散した。
なお、漫画『ドラベース ドラえもん超野球外伝』にも同名のキャラクターが出てくるが、関係はない。
ミイちゃん（ロボット）
声 - 太田淑子（1980.11）
ドラえもんがセワシと共に過ごしていた時にドラえもんが付き合っていたネコ型ロボットである。
未来の世界の緑ノ丘ハイツという土地に住んでいるカオリちゃんという女の子のもとで養われている。
ドラえもんの耳がなくなってしまうまでは仲の良いカップルだったが、ドラえもんの耳がなくなってしまった姿を見て爆笑し、後に別れてしまう。そのことを知ったのび太はドラえもんに会いにいくことを勧め二人で未来の世界のミイちゃんに会いにいく。しかしミイちゃんは既に故障しており旧型のため使える部品が無いという理由で修理不可能となっていた。ドラえもんとのび太は必死になってミイちゃんを修理し動けるようにはしたものの部品が古かったため記憶が全てバックアップされずドラえもんとの思い出は消え去ってしまっていた。また多少似てはいるがノラミャー子とは別型のロボットである。
エルザの飼い主
声 - 不明
「ターザンパンツ」（1988年1月29日放送）に登場。「エルザ」というライオンの飼い主で飼育していたライオンが逃げ出して騒動になった。なお原作でもライオンは登場し逃げ出すシーンが存在するが飼い主は登場してなかった。
泥棒
通称「つるつるおじさん」。「赤ちゃんほんやく機」（1993年12月17日放送）に登場した泥棒。盗みを働こうとするが、情に弱い。その後、「ラッキーカラー棒」（2004年5月14日放送）など、泥棒キャラクターが登場する際、何度か顔を出す。
テケテケ
声 - 渡辺久美子（1993.9）
「宇宙人がやってきた」（1993年9月24日）に登場。のび太が裏山で「未知とのそうぐう機」を誤って操作したせいで呼び出された宇宙人、毬のような体に足が生えて頭に手が一本生えている。
先生のお説教やジャイアンたちの虐めを挨拶と勘違いする位に世間知らず。
野比宅で宿題の手伝いに利用されながら、カップラーメンをごちそうになりそれに味をしめ町内を散策した後、のび太に握手を交わして自分の星に帰るがお土産代わりにカップラーメンをねだりに野比宅の庭に戻った。
ビショップ
声 - 中博史（1998.2）
「王様セット」(1998年2月13日放送）に登場するキャラクター。チェスの駒をモチーフにしたキャラクターで、王様セットの使用者である、のび太を王様とする従者。仲間にナイトとピエロがいる。王様（のび太）に対して何かと口うるさくしているが、それは真に王様のためを想ってのことだった。
恐竜ハンター
声 - 宝亀克寿（1998.4『ジュラ紀でドラミが大ピンチ』）
ドラミたちが訪れたジュラ紀で、恐竜を殺傷・捕獲し、未来人に売りさばいていた密猟者。
親子のウルトラサウルスの狙撃を目撃したドラミたちを口封じのために始末しようとしたが、ドラミたちを追いかけてきたアロサウルスに蹴り飛ばされたことにより未遂に終わる。定期健診を終えて駆けつけて来たドラえもんが、狂時機で時間を止め桃太郎印のきびだんごでアロサウルスを森に帰した後、自分の邪魔をしたアロサウルスに悪態をついたためにドラえもんの怒りを買い、御用セットで拘束された。狙撃した母親のウルトラサウルスがお医者さんカバンの力で復活した際、自分の悪行を棚に上げてドラえもんたちにごまをすり、終始睨み返された。そのまま放置され、数頭のウルトラサウルスに至近距離で見つめられる恐怖を味わいながらタイムパトロールに助けを求め、ドラえもんが事前に通報したことで現れたタイムパトロールに引き渡された。
モデルは、原案エピソードで恐竜をはじめとした絶滅動物を殺傷・捕獲し、シノグナータスを射殺しかけた密猟者（こちらは、目撃した凡とリームを口封じのために始末しようとしたところを、ブヨヨンを追いかけてきたアロサウルスに踏み潰されて死亡し、シノグナータスも急所が外れていたためリームの手当てによって助かっている）。
アネーゴ、チョビ、ゴーリ
声 - 松井菜桜子（アネーゴ）、山崎たくみ（チョビ）、石井康嗣（ゴーリ）（1998.12『サンタバックでクリスマス』）
22世紀でタイムパトロールが指名手配中の武器商人の3人組。露出度の高い服装の女がリーダーのアネーゴ、デモキンに似た小柄な男とフランケンに似た大柄な男が子分のチョビとゴーリ。拳銃や大砲、石器時代の斧などの大量の武器を密造し、過去の時代に売り飛ばしていた。
故障していたドラえもんのサンタバックをミニドラが誤って修理した結果、彼女の秘密工場が偶然繋がることになり、迷い込んだジャイアンとスネ夫、ミニドラと遭遇する。秘密工場を知られたこととジャイアンに「おばさん」呼ばわりされたことで激怒し、彼らを捕まえようとする。中世の鎧型ロボットを大量に従えており、それでジャイアンとスネ夫を捕らえて過去の時代に飛ばそうとしたが、ミニドラに手を噛まれたことで失敗。ミニドラ探知機で場所を探っていたドラえもんたちも現れ、全ての鎧型ロボットを率いて応戦するが、スーパー手ぶくろとスーパーシューズを身につけたのび太によりまとめて倒された鎧型ロボットの下敷きになり、最後はのび太によって武器を製造する機械も破壊され、駆け付けたタイムパトロールに3人とも逮捕された。
その際タイムパトロールは、彼女たちの逮捕に協力した褒美としてドラえもんたちにクリスマスプレゼントを渡した。
ミニドラに大量のキャンディで応戦されたり、玉子にサンタバックをゴミ袋に使われてゴミの下敷きになるなど、他の時間犯罪者に比べてコミカルな面が目立った。
中学生
声 - 菅原淳一（1999.5）
「カニツメッター」（1999年5月21日放送）に登場する隣町の中学生で、名前は不明。柔道を習っており、ジャイアンを圧倒するほどの腕前を持つ。ジャイアンの本名と同名の幼稚園児の弟（声 - 大塚瑞恵）がいる。
スネ夫が空き地でラジコンを飛ばしていた時に偶然通りかかったところを、彼の操縦ミスで頭に当たったために注意した際、通りかかったジャイアンと喧嘩をし、風邪を拗らせていたこともあって返り討ちにする。
後日ジャイアンと決着をつけるために公園で勝負し、後一歩のところまで追い詰めるが、その場を目撃した弟から、事前にジャイアンが幼稚園が火事になった時にカニツメッターで自分を救助したことを聞かされ、恩人として感謝して礼を言い、ジャイアンと仲直りした。
クイズ大魔王
声 - 飯塚昭三（2001.3.23『春だ!元気だ! ドラえもん スペシャル』）
宇宙からやって来た大魔王。ドラえもんを人質にのび太たちにクイズを出すが、全て答えられてしまい降参。ドラえもんを返した後「この次はもっと難しいものを用意してくる」と言い残し去って行った。
ジャック、バット、サム
声 - 青森伸（ジャック）、中村大樹（バット）、神奈延年（サム）（2002.3『謎の四次元カバン（「未来世界の怪人」のリメイク）』）
22世紀で銀行強盗を働いた3人組で、原作の未来の犯罪者をアレンジしたキャラクター。金髪で長身の男がリーダーのジャック、恰幅のいい男が子分のバット、貧相な風貌の男が下っ端のサム。ジャックとバットは子供であろうと容赦なく殺害しようとする非情な性格で、サムは気弱で、無関係な人間を巻き込むことを嫌う善良な性格。
銀行強盗で大金を奪ったが、大金を持ち逃げしたサムを追いかけてドラえもんやのび太たちが住む21世紀にタイムスリップする。その後、サムは裏山に不時着し負傷するが、ドラえもんたちの手当てを受けて治され、ジャックたちに狙われないよう「時間旅行をしていた」と誤魔化し、持ち逃げした大金を、しずみ玉を使って地中に埋めて隠した。タイムマシンを修理している際、ジャックたちがジャイアンとスネ夫を連れてきて現れ、人質にとられた2人を助けるためにジャックたちを取り押さえようとするも失敗。彼らに始末されそうになるが、タイムテレビで事情を知ったドラえもんとのび太の協力によってジャックたちを取り押さえることに成功する。その後サムは、隠した大金とジャックたちと共にタイムパトロールに連行される際、ジャイアンとスネ夫に「自分たちを命懸けで助けようとしてくれたから悪者じゃない」と弁護され、「自分は銀行強盗だから悪者だ」と言い返しつつ、親切にしてくれた皆を巻き込みたくなかったからと身分を隠したことを後悔して反省し、のび太とジャイアン、スネ夫に涙しながら「本当は捕まってほっとしてる」と感謝の意を述べた。
ルナ
声 - 御崎朱美（2002.4）
「スネ夫のロマンス」（2002年4月26日放送）に登場する、外国の映画スター。金髪ツインテールの少女。富士山に行きたいため、仕事を抜け出してスネ夫と行動した。英語しか話せなかったが、ほんやくコンニャクによって日本語（若干片言になっている）も話せるようになった。当初は自分がスターなのをいいことにスネ夫を散々振り回したが、マネージャーに連れて行かれそうになったところをスネ夫に助けてもらったことで念願の富士山を見ることができ和解した。
たもつ
声 - 摩味（2003.5）
「カウンセリングノート」（2003年5月2日放送）に登場する北海道在住の男の子。スネ夫の家族である骨川一家が北海道旅行に行ってそこで知り合った。その後、東京に遊びに来た。
スカンクル
声 - 石井康嗣（2003.10『ツアーロボット』）
タイムマシンの故障で、魔の谷と呼ばれるアマゾン奥地の谷底に不時着した22世紀の男。
空想動物たちを22世紀で売りさばこうとしていたが、動物商を生業としていたのか、たまたま空想動物を手に入れて儲けようとしたのかは不明。
現地の村での診療を終えて帰る途中だった医者であるベティ（声 - 川田妙子）の父親（声 - 大滝進矢）と助手のジャック（声 - 檜山修之）の前に現れ、ベティの父親が医者だと知ると、怪我や病気で弱っていた動物たちの治療を命じた挙げ句、動物たちを解放してほしいという要望に激怒。過労で体調を崩しているにもかかわらず、地下牢に閉じ込めた。
その後、タイムマシンを修理して全快した動物たちと共に22世紀へ帰る準備をしていたが、ベティとドラえもんたちにアジトに乗りこまれると、ベティを人質にとり、彼女の父親とジャックの3人と共に22世紀へ逃げようとするが、ドラえもんたちの活躍でタイムマシンを撃墜され、ツアーロボットが秘かに呼んでいたタイムパトロールに逮捕された。
タイムマシンや電撃を放つ光線銃の他に、目玉型の監視用メカ（声 - まるたまり）や、瞬間的にタイムマシン内からアジト内を移動できるタイムベルトに似た装置を所持している。
ボス
声 - 飯塚昭三（2004.4『ゴム・カム・カンデー』）
地球系惑星・ゴミラス星の住人で、「ゴミックスカンパニー」の社長。
表向きはゴミラス星のゴミを回収して綺麗にしているが、裏では回収したゴミを分別せず、ゴミを砲丸状に丸めて宇宙に飛ばして捨てている。また、ゴミラス星の警部とグルになっており、彼が捕らえたポイ捨て犯をゴミックスカンパニーで強制労働をさせている。
ポイ捨ての罪で捕らえたジャイアンとスネ夫を工場で強制労働させ、警部に大金を渡すが、その秘密をドラえもんたちと少女・マイに知られてしまったため、ロボットでドラえもんたちを追い詰めようとするが、ドラえもんにゴム・カム・カンデーを食べさせられ、警部や部下諸共宇宙に飛ばした砲丸状のゴミに襲われる羽目になった。最終的には警部や部下たちと共に警察に逮捕され、ゴミを分別して正しく捨てる作業をすることになった。
警部
声 - 若本規夫（2004.4『ゴム・カム・カンデー』）
地球系惑星・ゴミラス星の住人で、警察官。
表向きはゴミラス星でゴミをポイ捨てした人を捕まえているが、裏ではゴミックスカンパニーのボスとグルになっており、捕まえたポイ捨て犯をゴミックスカンパニーに連行し、強制労働をさせている。さらにその悪事を黙秘しており、ボスから多額の報酬を貰っている。
道端でゴミをポイ捨てしたジャイアンとスネ夫を捕らえてゴミックスカンパニーに連行し、ボスから大金を貰うが、その秘密をドラえもんたちと少女・マイに知られてしまったため、ドラえもんたちを追い詰めようとするが、ドラえもんたちにゴム・カム・カンデーを食べさせられ、宇宙に飛ばした砲丸状のゴミに襲われる羽目になった。最終的にはボスや部下諸共警察に逮捕され、ゴミを分別して正しく捨てる作業をすることになった。
マイちゃん
声 - 松岡由貴（2004.4）
「ゴム・カム・カンデー」（2004年4月2日放送）に登場する女の子。「ゴミラス星」という星に住んでいる。なお、「ゴム・カム・カンデー」というひみつ道具は番組が行ったアイディア募集企画「ひみつ道具大募集」において、大賞を獲得した視聴者からのアイディアが基となっていて、それの考案者がモデルとなっている。
暴走族
声 - 田中一成、鳥海勝美、岸尾だいすけ（2004.4『七色変化だま』）
ドラえもんやのび太たちの住む町の近所でバイクを乗り回し、我が物顔で暴走行為を繰り返していた4人組。少なくとも学校から帰宅途中ののび太としずか、散歩をしていた野良猫が危うく轢かれそうになっており、事情を聞いたドラえもんとのび太によって、七色変化だまでバイクを様々な動物に変えられて成敗され、恐れをなして逃げていった。
男性2人組
声 - 江川央生、川中子雅人（2004.9『昆虫変身スーツ』）
裏山にゴミを不法投棄していた2人組。色黒でボサボサ頭の男が兄貴分、痩身でストレートヘアの男が子分で軽トラックの運転手を務める。家庭ゴミや電化製品などの粗大ゴミを軽トラックに大量に積んでは裏山に行き、不法投棄を繰り返していた。崖下には彼らが今まで捨てたゴミが山積みになっており、投棄していたところを昆虫に変身して遊んでいたドラえもんたちに目撃され、徹底的に打ちのめされた挙げ句、今まで自分たちが投棄してできたゴミの山に軽トラックごと突っ込み昏倒。最後はミツバチに変身したスネ夫と彼が連れてきたミツバチの群れによって誘導された警官に逮捕された。
ナマズ
声 - なし
本編には登場せず、11代目エンディングテーマ「ああ、いいな!」に登場するナマズ。ドラえもんに好意を寄せている場面が度々見られる。

## テレビアニメ第2作第2期オリジナルキャラクター
侍大将
声 - 佐藤正治
「ぼく、桃太郎のなんなのさ2008」に登場する。
ドラえもんたちがタイムマシンで訪れた637年前の時代の侍大将。鬼（オランダ人の船長）討伐のために家来を率いて村に陣取っており、討伐と共に住処としている島（鬼ヶ島）の宝をせしめようと目論んでいた。普段は強気だが、罠にかかったドラえもんたちを鬼の仲間として自ら始末しようとして怖がって逃げたり、家来の背後で縮こまって怯えるなど、小心者な一面もある。
その後、鬼ヶ島に出発し、ドラえもんたち諸共船長を始末しようとするが、ひらりマントで矢を悉く返された挙句、モンスターボールで出現した巨大な赤鬼の前に家来より真っ先に逃げていった。
立ち位置は原作・旧作に登場する村長にあたる。

### 宇宙関連
| 宇宙関連オリジナルエピソード | 放送日                           |
| ---------------------------- | -------------------------------- |
| 行け!ノビタマン              | 2006年12月31日                   |
| 宇宙ガンファイターのび太     | 2008年2月8日 - 2月15日（前後編） |
| 七夕の宇宙戦争               | 2008年7月11日                    |
| 宇宙人を追いかえせ!          | 2009年11月13日                   |
| 七夕の空が落ちてきた         | 2011年7月1日                     |
| 真夜中の巨大ドラたぬき       | 2013年9月13日                    |

リリアン
シズラー、ジャイラー、スネラー
声 - かかずゆみ、関智一、木村昴（2006.12-）
「行け!ノビタマン」、「宇宙ガンファイターのび太」に登場する3人組の賞金稼ぎ。髪型と性格が若干異なることを除けばしずかやスネ夫、ジャイアンに瓜二つである。卑劣な性格であるが、どこか間の抜けた一面もある。
「行け!ノビタマン」ではブーデに雇われる形でドラえもんたちと敵対するが、結局は敗北する。
「宇宙ガンファイターのび太」ではローリエの賞金を狙う形で再登場し、その過程でイデアの依頼を受け、モルグシティを訪れる。その後、混乱に乗じて町の金を奪おうとするが、最終的にはドラえもんたちに協力してゲバルトたちを撃退する。
ブーデ
声 - 石井康嗣
「行け!ノビタマン」に登場するドラえもんとのび太が宇宙救命ボートで訪れた星にある街の有力者。表向きはギャング撲滅を訴え、街の住民からもヒーロー的な扱いを受けているが、実際はギャングのボスで、大量の武器を製造して街の実権を握ろうとしていた。しかし、自分の計画をドラえもんたちに妨害され続け、彼らを排除するために賞金稼ぎを雇うが、最終的にはドラえもんたちに成敗される。
イデア
声 - 井上喜久子（2008.2）
「宇宙ガンファイターのび太」に登場する惑星カメリアに住む少女。のび太が一目惚れするほどの美貌を持つ。星にある唯一の街モルグシティを脅かすならず者・ゲパルトを追い出してほしいとドラえもんたちに依頼する。
ローリエ
声 - 石井康嗣（2008.2）
「宇宙ガンファイターのび太」に登場する惑星カメリアに向かう途中でドラえもんたちが出会った緑髪の青年で、植物星人。腕を植物のつた状にしたり、口から種子のような物を飛ばして戦う。危機にさらされた自身の星を救うために賞金稼ぎをしており、さらに数多くの惑星で森林の伐採地を破壊して来た経歴を持ち、現在は100万宇宙ドルの懸賞金が掛かり、数多くの賞金稼ぎや宇宙警察から追われている。モルグシティでのび太を庇い、ゲパルトの銃弾を受けて重傷を負ってしまうが、モルグシティのはずれにある荒野に唯一立つ巨大樹からエネルギーを分け与えられたことで復活する。
ゲバルト
声 - 郷里大輔
「宇宙ガンファイターのび太」に登場するモルグシティを狙うならず者の頭目で、爬虫類のような風貌の宇宙人。モルグシティの外れにある森を狙っており、頭取と組んで町民を追い出そうと画策する。その後はドラえもんたちを圧倒し、ローリエに重傷を負わせるも勇気を取り戻したのび太に部下を全滅させられ、彼と一騎討ちをする。その後、体から触手のようなものを出して圧倒するもローリエが復活したことで形勢が逆転し、のび太に敗北する。
メタボン
声 - 高戸靖広（2008.2）
「宇宙ガンファイターのび太」に登場するモルグシティの市長で、イデアの父。町を守るためにドラえもんたちを雇うが、彼らがゲバルトを怒らせてしまったことでその責任を追及され、市長を辞任する。しかし、ゲバルトがのび太に敗れた後は再び市長になる。
頭取
声 - 菅原淳一
「宇宙ガンファイターのび太」に登場するモルグシティの実力者。表面上は友好的な人物を演じており、町民たちからも慕われているが、裏ではゲパルトと組んで町を乗っ取ろうとしており、後に失脚したメタボンに代わって市長となるが、ゲバルトから貰った金で他所の星へ逃亡しようとしている話をのび太に聞かれ、さらには町民たちに暴露されたことで失脚する。
ピゴモン
声 - 佐久間レイ（2008.7）
「七夕の宇宙戦争」に登場する。
姫
声 - 久川綾（2008.7）
「七夕の宇宙戦争」に登場する。
ネタミン（2008.7）
声 - 高戸靖広（2008.7）
「七夕の宇宙戦争」に登場する。
ソネミン（2008.7）
声 - 渋谷茂
「七夕の宇宙戦争」に登場する。
ヤギオ
声 - 若本規夫（2009.11）
「宇宙人を追いかえせ!」に登場するのび太が使用した「未知との遭遇機」によって呼び出されたヤギのような容姿をした宇宙人。本物のヤギ同様に草や紙を好んで食す。のび太の部屋で偶然見つけた0点の答案の味を絶賛し、もっとないのかとしつこく要求した後に一度は母星に帰還したが、今度は仲間を大量に連れて再びやって来る。その後、100点の答案を食したが、「この世のものとは思えない味」と酷評して帰って行った。
織姫
声 - 豊口めぐみ（2011.7）
「七夕の空が落ちてきた」に登場する。
彦星
声 - 檜山修之（2011.7）
「七夕の空が落ちてきた」に登場する。
ニーナ
声 - 坂本真綾（2013.9）
「真夜中の巨大ドラたぬき」に登場する宇宙船から脱走した害獣モングを追って地球に降り立った宇宙警察の少女隊員。キツネをモチーフにしたスクーター型のマシンに搭乗しているが、稀に故障してしまうのが欠点である。大人気ヒーロー「パーマン」の大ファンとして同じくパーマンに詳しいのび太と出会い、親しくなる。
ドラたぬき
声 - 水田わさび（2013.9）
モングに体を乗っ取られたドラえもんが眠っている間に変化を遂げた姿。目も体色も尻尾もモングのようになり、その姿は狸そのもので、また鳴き声は「モング〜」である。街に出てあらゆる物を食べてどんどん巨大化し、最終的には山の遠くからでも見えるほどの大きさになった。その後、ニーナはカチカチ弾という当たったものを固める武器で捕らえ、ドラえもんからモングを切り離そうとしていたが、「カチカチ弾はロボットにやると壊れてしまう」という理由でのび太に止められ、最後にはドラミの作戦やパーマンの協力によって無事にドラえもんの体内からモングが捕獲されたことで元の姿に戻った。
モング/宇宙害獣237号
声 - 山田ふしぎ
「真夜中の巨大ドラたぬき」に登場するアメーバ状の体にタヌキのような尻尾を生やした宇宙害獣。過去二度に渡って宇宙刑務所を脱獄した宇宙害獣であり、寄生された宿主は眠っている間に活動を始め、地球のあらゆる物を食べ尽くしていくが、目を覚ますと一時的に元に戻ることができる。先述のようにアメーバ状の体を持っているため、凍らせない限り捕獲は極めて困難であり、しかも寄生して3日経つと完全に宿主と同化し、宿主を元の状態に戻せなくなるという非常に厄介な性質も持つ。
ニーナの操縦する宇宙船の格納庫に監禁されていたが、宇宙船が流星に衝突した際に脱走し、そのまま地球へと飛来した。その後、ドラえもんがテレビとりもちでテレビ画面から取り出したドラ焼きの中に潜み、そのままドラえもんの体内へと寄生したが、最後はドラミから借りた「水手ぶくろ」を装備したのび太やニーナ、テレビとりもちで取り寄せたパーマン1号によって捕らえられ、氷漬けになった状態で再びカプセルに封じ込められた。
ドラヤキ星人
声 - 水瀬いのり(司令官)、森川智之(通信士)、小松未可子(先遣隊)、前野智昭(先遣隊)
ドラえもん誕生日スペシャル「どら焼きが消えた日」に登場するどら焼きに触手状の器官が生えたような姿をした宇宙人。触手は変幻自在で、先端部をドリル状にまとめることでアスファルトを溶かすほどの熱線を放つことができるが、身体能力はそれほど高くはなく、地球人の物理攻撃は普通に効く。
地球侵略を目論み、日本時間の9月3日（ドラえもんの誕生日）に送り込んだ先遣隊2名からの情報で「どら焼き」の存在を知り、それが自分たちにとって大きなエネルギー源になることを知って侵略計画を実行に移す。その過程でドラミたちがドラえもんの誕生日のサプライズのために用意した「どら焼きタワー」の存在を知るとそれを狙って裏山に降り立ち、そこに駆け付けたドラえもんたちと対峙するも彼らに追い込まれ、通信士がどこからか調達してきたどら焼きを食べ、司令官を中心に合体して巨大怪獣と化す。強力な熱線を放ち、ドラえもんたちを窮地に追い込むが、彼らの身体にとってどら焼きが過剰なエネルギーであることが仇となり、直後に司令官が体調を崩してしまったことで合体を解除され、最終的には撤退を余儀なくされて地球から去って行った。

### 地底関連
| 地底関連オリジナルエピソード | 放送日                            |
| ---------------------------- | --------------------------------- |
| 地底の国探検                 | 2007年2月16日 - 2月23日（前後編） |

バッツ
声 - 大川透（2007.2）
「地底の国探検」に登場する。
サルマ
声 - 桑島法子（2007.2）
「地底の国探検」に登場する。

### 海底関連
| 海底関連オリジナルエピソード | 放送日        |
| ---------------------------- | ------------- |
| 眠る海の王国                 | 2008年6月27日 |
| のび太の人魚伝説             | 2010年3月5日  |

ジキム
声 - 澁谷武尊（2008.6）
「眠る海の王国」に登場する南の島に古くから伝わるウンナーナと呼ばれる種族の少年で、その正体はウンナーナ星と呼ばれる星から来た宇宙人。何らかの理由から地球に残っているために当初はのび太にしか見えず、彼と共にウンナーナ星へ帰還するために自身の居城である海底遺跡に連れて行く。しかし、ドラえもんとのび太たちの絆の強さを目にしたことで自ら宇宙船の非常停止ボタンを押し、オジイと共に遺跡に残ろうとするものび太やオジイの説得によって一人でウンナーナ星に帰ることを決意し、宇宙救命ボートでウンナーナ星に帰還した。
オジイ
声 - 藤本譲（2008.6）
「眠る海の王国」に登場するジキムの祖父。老人の容姿をしているが、コンピュータホログラムのため触ることは不可能。
ジキムと共に海底遺跡で暮らしていたが、遺跡の崩壊が迫っていたために彼をウンナーナ星へ返そうとし、また自身は遺跡のバランスを保たねばならないため宇宙船に乗れないという理由でジキムと一緒に来たのび太を宇宙船に乗せようと画策する。のび太を追いかけてきたドラえもんたちを牢に閉じ込める、その後、牢から脱出し、のび太のところへ向かおうとするドラえもんたちの前に立ちはだかり、ドラえもんたちに攻撃を仕掛ける。ジキムが止めようとするのもかかわらず、ドラえもんたちを圧倒するもジキムが宇宙船の非常停止ボタンを押したことにより失敗に終わる。その後は最後の力を使ってジキムやドラえもんたちを崩壊する遺跡から無事に脱出させ、自身は崩壊する遺跡に残り、海底へと沈んで行った。
ヨハン
声 - 浪川大輔（2010.3）
「のび太の人魚伝説」に登場する。
ミカエラ
声 - 皆口裕子（2010.3）
「のび太の人魚伝説」に登場する。

### 海賊関連
| 海賊関連オリジナルエピソード                | 放送日        |
| ------------------------------------------- | ------------- |
| 海賊大決戦 〜南海のラブロマンス〜           | 2007年6月29日 |
| 南海の大冒険 〜キャプテン・シルバーの財宝〜 | 2015年7月24日 |

ケネス
声 - 小西克幸（2007.6）
「海賊大決戦 〜南海のラブロマンス〜」に登場する海賊。弱い者には優しい義賊として慕われており、そのために部下や村の人たちからの信頼も厚い。モッケ率いる海賊との戦闘の際に窮地に陥ったところをドラミやしずかに助けられ、二人を自分の船に招き入れる。
ドノバン
声 - 楠見尚己（2007.6）
「海賊大決戦 〜南海のラブロマンス〜」に登場する。
ケール
声 - 高戸靖広（2007.6）
「海賊大決戦 〜南海のラブロマンス〜」に登場する。
モッケ
声 - 飯塚昭三
「海賊大決戦 〜南海のラブロマンス〜」に登場するケネスと敵対していた海賊のボス。彼らとの戦闘に割って入ってきたドラミたちに復讐するために偶然自身の船と遭遇したドラえもんたちを味方のふりをして自身の船に乗せ、特殊な催眠術で操って自身の部下にする。その後、ドラえもんたちを使ってケネスを追い詰めるもしずかによって催眠術を発生させる宝石を破壊され、自身はスモールライトで小さくされてしまう。
キャプテン・シルバー
声 - 佐藤正治
「南海の大冒険 〜キャプテン・シルバーの財宝〜」に登場する左目に眼帯をしている海賊。「七つの海をまたにかける海賊」を自称しているが、ドラえもんのひみつ道具に振り回されたり、橋から足を踏み外して川に転落するなどの間の抜けた一面が目立つ。
バスコ・ダ・ガマの宝（当時の貴重品である胡椒）を手に入れようと航海していた途中で敵の海賊船の襲撃に遭い、イカダで漂流していたところをドラえもん一行に助けられ、共に宝島を目指すことになるが、この時には宝を独り占めにしようと企んでおり、宝を山分けにしようと表向きは言いつつもドラえもん一行を利用する。その後、宝島の秘密の神殿の宝を共に目指して最後の仕掛けへと辿り着き、ドラえもん一行が神殿の罠によって散り散りになって、のび太としずかの2人になったところで本性を露わにし、2人を持っていた銃で脅して宝の部屋を開けさせたが、実は裏を書いたトラップだった罠によって遺跡から追い出されて海へと転落し、最終的にはサメに追われながらドラえもん一行に助けを求める姿が描かれた。なお、2018年公開の映画『ドラえもん のび太の宝島』にも同名の人物が登場するが、関係性はない。

### 未来関連
| 未来関連オリジナルエピソード        | 放送日                           |
| ----------------------------------- | -------------------------------- |
| ドラえもんが生まれ変わる日          | 2007年9月7日                     |
| ドラえもんVSドラキュラ              | 2008年5月9日 - 5月16日（前後編） |
| ドラえもんの青い涙                  | 2008年9月5日                     |
| のび太を愛した美少女                | 2009年6月26日                    |
| ドラえもんの長い一日                | 2009年9月11日                    |
| 決戦!ネコ型ロボットvsイヌ型ロボット | 2010年9月3日                     |
| 走れドラえもん!銀河グランプリ       | 2011年9月9日                     |
| アリガトデスからの大脱走            | 2012年9月7日                     |
| 地底100マイルちょっとの大作戦       | 2014年9月5日                     |
| ドラミの生まれた日                  | 2014年12月5日                    |
| 恐竜ハンター                        | 2015年2月6日                     |
| 空想動物サファリパークと約束の笛    | 2016年3月11日                    |
| 天才のび太の飛行船ゆうえんち        | 2016年9月2日                     |
| 未来の迷宮おかし城                  | 2019年9月6日                     |

パワえもん
声 - 真殿光昭（2007.9 - ）
「ドラえもんが生まれ変わる日」「決戦!ネコ型ロボットvsイヌ型ロボット」「走れドラえもん!銀河グランプリ」に登場したドラえもんのロボット学校時代の同級生。ロボット学校を最も優秀な成績で卒業しており、卒業後は総理大臣の息子の世話をしている。キザでプライドが高い性格で、落ちこぼれだったドラえもんをバカにしているが、本当はドラえもんを認めている。
ドラえもんの現在のパートナーで、ドラえもん以上に落ちこぼれであるのび太については、当初は一切認めておらず、「のび太の存在がドラえもんをさらに駄目にしている」と指摘し、徹底的に見下していたものの、工場長がドラえもんとのび太の友情を認めた後はこのような面が薄れている。また、ノラミャー子とも仲が良く、ドラえもんが誘拐された際はドラミやノラミャー子たちと共にドラえもんを助けに行った。
誕生日はドラえもんと同じ2112年9月3日であり、ドラえもんの同メーカーの同製品である。
工場長（2007.9 - ）
声 - 菅原淳一
「ドラえもんが生まれ変わる日」に登場するマツシバロボット工場の工場長。ドラえもんの記憶をリセットして9月3日に優秀なロボットへ更生させようと企み、ドラえもんを拉致する。その真意は、ドラえもんを製造中にネジが抜けていた事実を見落としたことを後悔しているためであり、単純な悪役とは言い切れない。
物語の終盤で改造を始めようとしたが、別れを惜しむドラえもんとのび太の絆を目の当たりにしたことで、本当に大切なネジが外れていたのは自分の方だったと気付かされて改心し、ドラえもんの改造を中止した。同時に、ドラえもんがのび太と抱き合い喜ぶ姿を見て、「子供と一緒に成長する子守ロボットは素晴らしい」という思いを新たにした。
2009年3月20日放送のSPにて「ドラえもんが生まれ変わる日」が「心に残るお話30」の1位にランクインされたため再登場し、「ドラえもんは最高のロボットで、のび太は最高の友人」と称した。
ヴァン・ヘルシング博士
声 - 菅原淳一（2008.5）
「ドラえもんVSドラキュラ」に登場する。
ドラキュラロボの開発者。元々はライバル会社のロボットをおかしくするためにドラキュラロボを開発したが、逆に地下牢に投獄されてしまう。その後の消息は不明である。
ドラキュラロボ（2008.5）
声 - 宇垣秀成
「ドラえもんVSドラキュラ」に登場するヘルシング博士によって造られたドラキュラ型ロボット。本物のドラキュラのように振舞い、22世紀の世界を支配しようと目論んで開発者である博士を地下牢へ投獄し、ドラミをはじめとする22世紀のロボットたちをドラキュラウイルスに感染させることで仲間を増やし、セワシをはじめとする人間たちを監禁した。またメロンパンが大好物で独り占めするべく仲間にしたロボットには見ると苦しくなるようプログラムしていた。最終的にはジャイアンの歌声としずかのバイオリンが合わさった壮絶な音色に苦しめられ、最期は太陽の光で灰となって消滅した。
ベル
声 - 折笠富美子（2008.9）
「ドラえもんの青い涙」に登場する女性の猫型ロボット。ガシルの組織に奪われた自身の彼氏の心臓部である「青い涙」と呼ばれる宝石を見つけるために普段は未来の町で花屋として働きつつ、夜は怪盗となって宝石を探して続けていた。しかし、ドラえもんの誕生日の日に宝石が本物かどうかを見分けることができる鈴を落としてしまい、偶然未来でドラえもんの誕生日を祝っていたのび太に拾われてしまう。その後はのび太の跡を追って何とか見つけるが、その鈴はドラえもんの誕生日プレゼントの首輪に付いていて外せなかったためにドラえもんを連れて宝石探しを再開した。その後、宝石を取り戻し、ガシルたちが逮捕された後は意識を取り戻した彼氏と結婚した。
ガジル
声 - 飯塚昭三（2008.9）
「ドラえもんの青い涙」に登場する22世紀の大富豪。ベルの彼氏の心臓部である宝石を盗み出し自宅のケースに保管、たびたび屋敷へ盗みに入るベルを罠に嵌めるために宝石を爆弾が仕込まれたニセモノと入れ替えた。本物の宝石を持って移動する際にベルの襲撃を受け、部下たちと共に彼女を追い詰めるもドラえもんの妨害によって失敗に終わり、最後は部下共々警察に逮捕された。
ルリィ
声 - 釘宮理恵（2009.6）
「のび太を愛した美少女」に登場する22世紀の未来デパートが販売する少女型お世話ロボット。型番は、B-0625。子供の世話を行う。怒るとき以外は優しく接し、基本的には丁寧な言葉を使うが、甚大な腕力を備えているために小学生児童2人（ジャイアンとスネ夫）であれば容易に投げ飛ばすことができる。足に飛行用のジェット噴射装置があり、新幹線よりも速い。
ルリィシリーズは多大な人気を博し、初日で完売したが、後に行動様式に不具合や欠陥があったために販売元の未来デパートには返品や賠償を求めるクレームが相次ぎ、市場に出回ったルリィシリーズは全て返品回収された。だが、そのうちの1体は未来の国の犯罪者ワルサーが盗んで改造し、のび太を抹殺するために送り込まれる。何も知らないまま、のび太と仲良くなるが、ワルサーに操られてのび太に襲いかかり、ドラえもんとドラミを倒すが、のび太の説得で本来の人格を取り戻す。それも束の間、ターリネーナーの粘着式時限爆弾を浴びせられ、のび太共々、爆発しそうになるが、最後の力を振り絞って、のび太を助けた後、爆弾と共にターリネーナーに特攻した。事件後、のび太を守るために取った勇敢な行動が22世紀でも話題になり、ルリィシリーズは廃棄されず、修理されることになる。ルリィの死で意気消沈していたのび太も自分の前に現れた青い鳥がルリィの生まれ変わりだと信じ、立ち直った。
ワルサー
声 - 山口勝平（2009.6）
「のび太を愛した美少女」に登場する犯罪者。スキンヘッドで目の周りにクマが付いており、小柄な容姿をしている。
先祖が果たせなかった世界征服の野望を実現させるために廃棄処分にされたルリィの一体を盗み出して改造し、野望失敗の直接の原因であるのび太を始末するために送り込む。その後、本来の人格を取り戻したルリィをのび太と共に始末するために、巨大ロボ・ターリネーターに乗り込んで現代に現れ、2人を後一歩のところまで追い込むもルリィの捨て身の行動によって、作戦は失敗に終わり、タイムパトロールに逮捕された。
事の発端である先祖はワルサーに瓜二つの容姿をしており、世界征服のためのミサイルの設計図を作り上げながらものび太が蹴った小石が鳥に運ばれ、その小石がカフェテラスの女性のコーヒーの中に落ちて、コーヒーがノートパソコンに飛び散り、パソコンを拭き取った際の動作がコンピューターウイルスとなって、ワルサーの先祖のコンピューターに送られてきて、ミサイルのデータを喪失。子孫のワルサーはのび太を暗殺することで先祖の計画を成功させようとするが自身の行いが小石に繋がり、先祖の計画を台無しにしてしまったという皮肉な結果になった。
ゴンド
声 -田中亮一（2009.6）
「のび太を愛した美少女」に登場する犯罪者。ワルサーの部下の大男。「ワルリンチョ」が口癖。ワルサーと行動を共にし、最終的には逮捕される。
デンジャ
声 - 玄田哲章（2009.9）
「ドラえもんの長い一日」に登場する22世紀の未来のロボット犯罪者。成人の2倍程度の大きさで、紅く鋭い目つきに赤く逞しいボディを持つ。見た目相応のパワーがあり、警備ロボットをパンチやキック一発で破壊できる上に拘束具さえ壊し、木を投げ飛ばすこともできる。3丁の空気砲を合体させての攻撃も披露。パートナーである人間に捨てられたことが原因で犯罪に手を染めるようになったが、動物を轢き殺しそうになったときに思わず避けると、根っからの悪人というわけではない。野球が大好きで小学生が相手とは言え全打席でホームランという功績を見せた。
ドラえもんの誕生日の日に未来で銀行強盗を行って警察とカーチェイスになり、秘密道具を巧みに使って振り切りかけたが、道路上に1匹の犬を見つけて無理に避けたところで壁に激突して車が爆発し、そのまま警察に捕まる。その後、爆発のショックで音声機能が外れて壊れた上に、壊れかけで意識がなくなったために機械病院へ搬送され、たまたま定期健診で来たドラえもんと同じ病室に送られたことで直後に意識が戻り、ドラえもんのポケットからドラミとのいざこざで使った入れかえロープが飛び出ていたのを見つける。その後は体を拘束されていながらも指からワイヤー状の手を伸ばして入れかえロープの両端を掴むことに成功し、ドラえもんの体を得る。
その後、ドラえもんの性格や口調が分からずに現代（デンジャ本人にとっては過去）に帰ってきた時にはのび太との会話で勘付かれないように無理矢理口調を変えたり、甘い物が嫌いながらもどら焼きを頑張って食べたり、例によって野球に活躍できなかったのび太に打ち方を教えるなど、悪者ながらいつものドラえもんのような苦労を見せていたが、後にのび太が自身（ドラえもん）と遭遇した際には自身（ドラえもん）に押され、本物のドラえもんが分からないのび太に助けられて反撃に成功し、2丁の空気砲で執拗に攻撃しようとしたところをのび太に止められる。その後は自身の中身がドラえもんだと気付いて構わずに自身（ドラえもん）に話しかけに行ったのび太を見たドラえもん（自身）は行いを反省し、自分がデンジャだと自首する。その後、元の姿で連行される際にはのび太の優しさに触れて涙を零した。
ケーブ
声 - 大塚芳忠（2009.9）
「ドラえもんの長〜い一日」に登場する刑事。デンジャを追っている。
ワンダフル
声 - 置鮎龍太郎（2010.9）
「決戦!ネコ型ロボットvsイヌ型ロボット」に登場するD.Gコーポレーションが製造し、ダックスが自社のロボットを売り出すためにのび太のもとに送り込まれたイヌ型ロボット。骨を見ると飛びついてしゃぶってしまうという犬の特性以外にも飛行能力などを持ち、勉強や料理などの様々な分野でネコ型よりも優れた機能を持つ。当初はダックスの指示でドラえもんを追い出し、のび太の信頼も得ていくが、のび太の絵日記からドラえもんとのび太の友情の強さを見たことで彼らに協力してネコ型ロボットを救出する。事件解決後は自身を含めたイヌ型ロボットはロボット管理協会の長老たちによって新しい主人の元へ行くことになる。
のび太のもとに送り込まれたワンダフルは「のび太の宿題を終わらせる」のが使命であり、ドラえもんの救出ものび太に宿題をやらせるために行った。そのため、事件解決後はのび太に宿題をやらせた。
「アリガトデスからの大脱走」には別個体がアリガトデスの囚人として登場している。
ロボット管理協会長老（2010.9）
「決戦!ネコ型ロボットvsイヌ型ロボット」に登場する22世紀のロボットの性能を調べるために五人の老人たちから構成されているロボット管理協会の最高責任者。ダックスの持ち込んだレポートからネコ型ロボットの性能の低さを指摘され、止むを得ずにイヌ型ロボットとの交換を指示する。
その後、のび太の説得で彼と同じ年の子供の頭脳を平均化したロボット「ヘイキン君」との学力試験を行うもダックスがその映像を無断で放映したことで彼に利用されていたことに気付き、さらにはワンダフルからのび太の絵日記を見せられたことでネコ型ロボットと人間の絆の強さを知り、ネコ型ロボットのスクラップ処分の中止を指示する。事件解決後はイヌ型ロボットの新しい主人を探すことを約束する。
ダックス・フンドスキー
声 - 小杉十郎太（2010.9）
「決戦!ネコ型ロボットvsイヌ型ロボット」に登場するイヌ型ロボットの製造や販売を行うD.Gコーポレーションの社長。自社のロボットを売り込み、会社の利益を上げるためにのび太の堕落っぷりの映像をロボット管理協会の長老たちに見せてネコ型ロボットの信頼を落とさせ、イヌ型との交換を強引に決定させる。
その後は順調に自身の作戦を進めていくも、のび太とヘイキン君との学力試験の映像を独断で全国に放送したことで悪事が露見する。その後、のび太の日記を読んだ管理協会がネコ型の処分を中止を指示し、さらには試験の様子を見たネコ型の所有者が一斉に会社に押し寄せたことでネコ型を自らの手で強引にスクラップ処分にしようとするもドラえもんやのび太、ワンダフルによって阻止され、最後は警察に逮捕される。
ベソえもん
声 - 神代知衣（2010.9）
「決戦!ネコ型ロボットvsイヌ型ロボット」にパワえもんと共に登場するドラえもんのロボット学校の同期。パワえもんやドラミたちと共にダックスによって処分されそうになるが、ドラえもんやのび太たちによって助け出される。
誕生日はドラえもんと同じ2112年9月3日であり、ドラえもんの同メーカーの同製品である。
カワえもん
声 - 野中藍（2010.9）
「決戦!ネコ型ロボットvsイヌ型ロボット」にパワえもんとベソえもんと共に登場するベソえもんと同じくドラえもんのロボット学校の同期。
誕生日はドラえもんと同じ2112年9月3日であり、ドラえもんの同メーカーの同製品である。
デポン・アレックス
声 - 三木眞一郎（2011.9）
「走れドラえもん!銀河グランプリ」に登場するギャラクシーカーレースに出場したネコ型のレーサーロボットで、前大会の優勝者。優勝候補の一角と言われ、ファンも多い。耳のないドラえもんを馬鹿にしたことで対立するが、後にドラえもんやのび太がカレンたちの罠に掛かりそうになった時には助けると共に「子守ロボットならレースに勝つより大事なものがあるだろ」と活を入れた。その後はベンガルによって走行妨害の疑いをかけられ彼に唆されたジャイアンによってリタイアとなるが、ドラえもんが庇ったことで和解し、「ベンガルにネコ型ロボットの意地を見せろ」とドラえもんやのび太にレースの優勝をするよう託した。最後はドラえもんとのび太の優勝を祝福している。
カレン
声 - ならはしみき（2011.9）
「走れドラえもん!銀河グランプリ」に登場するギャラクシーカーレース主催者の娘。ベンガルとは相思相愛だが、親からは何らかの理由で結婚を反対されている。
親にベンガルとの結婚を認めさせるためにレースで彼と手を組み、主催者の娘という立場を利用して様々な妨害工作を仕掛け、さらにはデポンを陥れる目的としてデポンのようなネコ耳がないというドラえもんの複雑な思いを利用し、レースに誘った。その後、ベンガルの追跡を始めたドラえもんやのび太を妨害したが、我を忘れて周囲に正体をバラすという失態を犯し、最後はベンガルと共に新婚旅行へ向かうように空き缶が付いたパトカーで警察へ連行された。
ベンガル・リッチーネ
声 - 藤原啓治（2011.9）
「走れドラえもん!銀河グランプリ」に登場するお金持ち。冷静沈着ではあるが、落ち着きを失うと性格が荒れる。また、レース用の車を多数所有しており、その中の一台を貸したことでジャイアンやスネ夫からも信頼されていた。
恋人のカレンと結婚するためにギャラクシーカーレースで他の選手に様々な妨害工作を行い、デポンに走行妨害の罪を着せる。しかし、追跡を始めたドラえもんたちをミサイルや花火などで妨害するも結局は失敗に終わり、最後はカレンと共に警察に逮捕される。
チャン、リン、ポン
声 - 永澤菜教、今井由香、金田朋子（2011.9）
「走れドラえもん!銀河グランプリ」に登場するギャラクシーカーレースの参加者。チャイナ服状の服装で語尾に「〜アル」を付けるなど中国語訛りの話し方をする三姉妹。
ダイス・チョボイッチ
声 - 堀之紀（2011.9）
「走れドラえもん!銀河グランプリ」に登場するギャラクシーカーレースの参加者。モヒカンヘアでパンクファッションを着飾る大柄な男で、見た目相応の怪力と豪快な性格の持ち主だが、激昂したジャイアンを諫めるなど冷静さも持っている。
マジメー
声 - 中尾隆聖（2012.9）
「アリガトデスからの大脱走」に登場する未来のロボット収容所・「アリガトデス」の所長。アリのような外見が特徴で、教育ジャーナリストを先祖に持つ。また、身だしなみを整えるため櫛を常備しており、戦闘時にはそれをブレード状に変形させて戦う。
タイムテレビでのび太が叱られない世界を実現させたことを知ると現代の野比宅に訪れ「のび太さん、“もしもボックス”があると現在の世界が消滅する恐れがありますよ。だから私が預かっておきます」と「もしもボックス」をアリガトデスに持ち帰り、叱り現行犯で脱走を試みたドラえもんや助けに来たのび太たちを石像型でラジコン式の巨大ロボットで襲撃するが、ジージたちの手助けにより囚人たちが全員解放され、ロボットは彼らの総攻撃に耐え切れず海に沈没、その後、ドラえもんと互角の戦いを繰り広げて追い詰めるものび太の飛ばした靴が自分の前髪を乱された際に怒りを発してしまい、それが原因で収容所の警備システムによって捕縛されるという哀れな結末を迎えた。
エピローグでは、先祖は以前のような固いだけではない人間になっていた。
イッコク
声 - 小形満（2012.9）
「アリガトデスからの大脱走」に登場する22世紀の未来でドラえもんが出会った小学校の先生ロボット。外見はのび太の担任の先生に近いが、性格は至って温厚である。
もしもボックスによって出来た世界でマジメーの先祖が唱えた「子どもを叱ってはならない」という意見を尊重して様々な問題を起こす生徒たちを耐えつつも見守ってきたが、ドラえもんと接触事故を起こした教え子のガンタが横暴な態度で反省の色を一切見せず、さらにはドラえもんを「ネコ型ロボットのくせに耳がない」と馬鹿にしたことで遂に堪忍袋の緒が切れ、彼にお仕置きを下したためにドラえもんと共にロボット収容所・アリガトデスに投獄されてしまう。しかし、終盤では罪悪感から反省したガンタと和解する。
ガンタ
声 - 竹内順子（2012.9）
「アリガトデスからの大脱走」に登場する。
22世紀の未来の小学校の生徒で、イッコクの教え子の一人。性格はわがままで、生意気である。友達2人と悪ふざけで遊んでいた際にドラえもんと接触事故を起こし、謝りもしなかったが、担任のイッコクが自分のせいで捕まってしまったことには深く反省し、終盤でアリガトデスから脱獄したイッコクと和解した。
ジージ
声 - 清川元夢（2012.9）
「アリガトデスからの大脱走」に登場するロボット収容所・アリガトデスに長く幽閉されている老人型ロボット。マナーの悪い人間に注意したことで捕まった。脱獄するために自分のいる牢屋に穴を掘り続けていた。その後、ドラえもんやイッコクのように叱ったことで投獄された囚人ロボットを解放させ、マジメーとの戦いに乱入させた。
ガラクータ
声 - ゆきじ（2012.9）
「アリガトデスからの大脱走」に登場するジージと同様にロボット収容所・アリガトデスに長く幽閉されているガラクタロボットで、ジージの相棒的存在。自分を大切にしない人間に文句を言ったことで捕まった。ガラクタで出来たようなボロボロな外見が特徴である。また、頭部が外れるようになっており、中に色々な物を入れている。
ドンパ
声 - 楠見尚己（2012.9）
「アリガトデスからの大脱走」に登場するロボット収容所・「アリガトデス」の教官で、マジメーの部下。常に不気味な笑みを浮かべており、また怒った者に対して制裁を加えるなど乱暴な一面を見せる。収容されているロボットたちに収容所拡大のための労働と称してダイヤの鉱脈を発掘させて私腹を肥やしていたが、後に脱走したドラえもんたちを追跡中にドラえもんたちが仕掛けた罠（ドラえもんに取り付けた追跡装置付きの鉄球を「天才ヘルメット」と「技術手袋」改造した爆弾）に掛かり、爆発に巻き込まれた。その後の消息は不明である。
タッつぁん
声 - 坂東尚樹（2012.9）
「アリガトデスからの大脱走」に登場するドラえもんたちと同じ時期に連行されたピンク色のタコ型ロボット。怒りやすい性格で、ハチマキを巻いている。収容所からの脱獄を試みるも警備システムにより捕縛される。その後、ジージたちの協力で他の囚人たち共々解放された際にはアリガトデスの巨大ロボットの眼部に墨を吐いて視界を暗ませた。関西弁で話す。
ラピス・スピネル
声 - 田村ゆかり（2014.9）
「地底100マイルちょっとの大作戦」に登場する謎の少女。第325代王位継承者。好きなものは甘いもの。嫌いなものはオバケと暑苦しいこと。
未来の博物館にあったペンダントを盗んだため、警備隊に追われていたところをドラえもんやのび太たちが暮らしている21世紀にやってくるが、ドラえもんやのび太と出会った際は自分を「テルル銀河のガーネット星系から来た天才科学者」と名乗り、宝探しに同行させた上で自分を追って来た警備隊を「宝を横取りする悪い奴ら」だと語る。盗んだペンダントは実は自分のものであり、昔星々の研究の帰りに地球に立ち寄ったときになくしてしまい、助けを待っている間にペンダントが美術館に展示されていたが、返してもらえず止むを得ず取ったという。そのことを知ったドラえもんたちの協力もあって探していた宇宙船を見つけ出し、最後はドラえもんたちに感謝の言葉を言い残し、宇宙へと飛び去って行った。
博士
声 - 山野史人（2014.12）
「ドラミの生まれた日」に登場する老人。本名不明。耳を失ったドラえもんのためにドラミを作った。
ガイドのロボット
声 - 愛河里花子（2015.2）
「恐竜ハンター」に登場するロボット。ハンティングセンターから送られてきた。少々口が悪い。その後、2017年5月12日放送「四次元くずかご」にてなぜか四次元くずかごに捨てられたものとして一瞬登場した。
ヒツジ
声 - 佐武宇綺（9nine）（2015.9）
「のび太特急と謎のトレインハンター」に登場するひみつ道具「DX列車セット」の羊型の車掌兼運転士指導員ロボット。運転士見習いののび太を厳しく指導しながら、共に終点のドラえもんの誕生日パーティー会場を目指す。列車がモサロに奪われた後は、のび太に協力し列車を取り戻しドラえもんたちを助けるために戦う。少々ドジな一面もある。
モサロ
声 - 諏訪部順一（2015.9）
「のび太特急と謎のトレインハンター」に登場する列車コレクター。「コレクション!」が口癖で、栗のような髪型をしており、眼鏡を掛けている。あらゆる列車を見つけては「交換」と称して強奪して異次元の車庫に格納している。DX列車セットで列車に変形した野比家を奪って格納しようとしたが、線路を追跡したドラえもんたちに見つかり、車内から捕虜にされたドラえもんやしずか、ジャイアンに逃げられ、サブコントローラーを奪ったドラえもんにお気に入りの蒸気機関車をマジックハンドで掴まれて「みんなを解放しないと、君のコレクションの保障はしないぞ!」と脅されたことで「勝手にしろ!」と逃がした。
その後、出し抜かれた怒りから諦めずにドラえもんたちを追跡するが、終点に着いてタヌキの姿から元に戻って四次元ポケットが使えるようになったドラえもんによって懲らしめられ、最終的にはドラえもんが呼んだタイムパトロール隊によって逮捕された。
ワッチ、ノッチ
声 - 桜井敏治（ワッチ）、勝杏里（ノッチ）（2015.9）
「のび太特急と謎のトレインハンター」に登場するモサロの手下のロボット。人型のロボットがワッチ、板状のロボットがノッチ。ワッチはモサロのことを「様」付けで呼んでいる。ノッチは空を飛ぶことができる他、落ちそうになったしずかを助けるなど、根っからの悪人というわけではない。
DX列車セットで列車に変形した野比家を奪って格納しようとしたが、線路を追跡したドラえもんたちに見つかり、取り戻された。
その後、モサロと共にドラえもんたちを追跡するが、タヌキの姿から元に戻って四次元ポケットが使えるようになったドラえもんによって懲らしめられ、最終的にはドラえもんが呼んだタイムパトロール隊によって逮捕された。
サブ
声 - 玄田哲章（2016.3）
「空想動物サファリパークと約束の笛」に登場する空想動物サファリパークのベテランパークレンジャー。厳格な性格をしているが、反面ではドラえもんが一通り仕事を終えた際には頑張りを褒めた上で労うなど根は優しい一面を見せている。ドラ焼きを買うための資金稼ぎのアルバイトを始めたドラえもんの指導係を受け持つが、腰痛持ちであるために急な痛みで動くことができなくなり、ドラえもんに全てを任せることにした。
コニー
声 - 加藤英美里（2016.9）
「天才のび太の飛行船ゆうえんち」に登場する22世紀の遊園地「コニーパーク」の跡取り娘。自分が造った遊園地のアトラクションの素材を度忘れするなどの天然な面もあるが、一方ではジェスターの部下であるロボットたちがいる中を強行突破で駆け抜けるなどの勇猛果敢な一面も見せる。「ジェスターランド」の社長であるジェスターの策略によりコニーパークを閉鎖に追い込まれ、それが原因で両親が亡くなってしまうが、両親の死後は閉鎖したコニーパークを引き継ぐ。その後、空間を移動していた最中にアベコンベで天才になったのび太が放り投げた遊園地の設計図を拾い、その1年後に巨大飛行船遊園地「ノビドッグパーク」を開園させるが、直後にそのことを知ってノビドッグパークの乗っ取りを図るジェスターに襲撃される。その後は捕らえられるが、落雷により何とか逃れ、直後に墜落しそうになったノビドッグパークを止めるためにドラえもんたちと共に奔走した末に墜落を食い止めることに成功した。騒動後はノビドッグパークをお客が多く訪れるような楽しい遊園地にすることを決意し、最後にドラえもんたちと楽しく遊んだ後は22世紀に帰って行った。
『映画ドラえもん のび太と空の理想郷』（2023年）ではドラえもんが「タイム新聞」で取り出した「日本未来新聞」に「コニーパーク」に関する記事が登場（記事内では「コニーランド」と表記）。人気が年々高まっており、（遊園地の）3号機が施工予定と報道されている。
ジェスター
声 - 石塚運昇（2016.9）
「天才のび太の飛行船ゆうえんち」に登場する22世紀の遊園地「ジェスターランド」の社長。かなりの守銭奴で、金を稼ぐためならライバルの遊園地からアイディアを盗んだり、卑劣な策略で閉鎖に追い込むなどの手段を厭わず、また自分の遊園地に訪れるお客も金を搾り取るだけの存在としか見ておらず、お客の金は自分だけのものとも公言しているが、そんな強気な性格や態度とは裏腹に雷に弱いという弱点があり、音を聞くだけでも泣いて逃げ出してしまうほどである。また、かつて「コニーパーク」を閉鎖に追い込んでコニーの両親が亡くなるという原因も作っており、それ故にコニーとの因縁もある。
コニーが巨大飛行船遊園地「ノビドッグパーク」を21世紀で開園したことを知り、ノビドッグパークを乗っ取るために部下であるプテラを21世紀に送り込み、作戦を遂行したプテラの手引きでノビドッグパークを襲撃、ドラえもんたちやコニーを捕らえたが、直後に発生した落雷に遭ったことで恐れをなして逃げ出してしまう。その後はプテラを促して22世紀に帰ろうとしたが、落雷のショックでおかしくなった部下のロボットたちにそれを邪魔され、そのままプテラと共に湖に落ちて行き、騒動後は落下した先の湖でプテラと共にボート乗りの商売で金を稼ぐハメになり、同時に「早く元の時代に帰りたい」とも泣き叫ぶ様子が見られた。
『映画ドラえもん のび太と空の理想郷』（2023年）ではドラえもんがタイム新聞で取り出した「日本未来新聞」に顔写真で登場。好調な「コニーパーク」とは反対に「ジェスターランド」は来場者が大幅減で立ちゆかず、閉園寸前となっていることが報じられている。
プテラ
声 - 鈴村健一（2016.9）
「天才のび太の飛行船ゆうえんち」に登場するジェスターの秘書兼部下のピエロ型ロボット。ジェスター一味のピエロロボットの中では唯一の自我を持っており、またジェスターが部下を切り捨てて22世紀に戻ろうとした際に動揺していたことから同じピエロロボットへの仲間意識は強いことが窺える。また、一度見て覚えた者の姿に変身することができ、それによりその人に成り済ましたり、その人が持つ力を発揮できるが、他にも自らを人形に擬態することも可能である。
ジェスターの命令で真っ先に21世紀を訪れ、そこで人形に擬態してしずかに自らを拾わせることで、そのまま巨大飛行船遊園地「ノビドッグパーク」に侵入することに成功し、さらにはジェスターの侵入を手引きした上で罠を張ってドラえもんやのび太、コニーを捕らえた。その後、落雷で恐れをなしたジェスターに促される形で22世紀に帰ろうとしたが、落雷のショックでおかしくなった部下のロボットたちに邪魔されてしまい、そのままジェスターと共に湖に落ちて行った。騒動後は落下した先の湖でジェスターと共にボート乗りの商売をするハメになり、金を稼いでいる姿が見られた。
キャンディ
声 - 雨宮天（2019.9）
スイーツ工房「おかしキャッスル」のガイドで、天才パティシエであるミスターマキャロンの助手のネコ型ロボット。元々はゴミ捨て場に捨てられていたが、後にマキャロンに拾われ、彼の助手となる。マキャロンの夢を支える一方で、自分の誕生日を未だに祝ってもらっていないことを苦痛に感じ、いつかはマキャロンにお祝いしてほしいと願っていたが、後に訪れたドラえもんが自分と同じネコ型ロボットであるにもかかわらずのび太たちに祝ってもらえているのを目の当たりにしたことで嫉妬し、ドラえもんの誕生日を台無しにしようと考え、ドラえもん専用のオカシックレコードを壊してそれを作動させた。その後、ドラえもんたちが音波の狂いでロボットに襲われた際助けに駆け付け、それにより自分の行動を反省してオカシックレコードを止めようとしたが、誤って持っていたひみつ道具『無生物しきぼう』をオカシックレコードに付けてしまい、お菓子の怪獣を誕生させるきっかけを作ってしまう。マキャロンやドラえもんたちに本心を明かした後は、マキャロンが持っていたのび太の手紙を読んで彼のドラえもんへの思いを知り、またマキャロンの夢を改めて頭に思い浮かべたことでオカシックレコードを止めるために立ち向かう決心をし、最終的にはドラえもんたちの協力もあってオカシックレコードを止めることに成功した。騒動後はマキャロンとドラえもんたちからお祝いの言葉を掛けられ、またマキャロンから手作りの誕生日ケーキを用意してもらったことで喜びを露わにした。
ミスターマキャロン
声 - 速水奨（2019.9）
スイーツ工房「おかしキャッスル」を経営している天才パティシエ。腕前はかなりのもので、特別なレシピデータが記録されている「オカシックレコード」を作成し、一人でおかしキャッスルを作り上げているが、一度インスピレーションが湧くとキッチンに籠ってしまうという癖がある。また、「自分の作るお菓子でたくさんの人を笑顔にしたい」という夢を持っているなどプロ意識も高く、またどんな時でもラップを披露するなど楽しさに磨きもかけている。キャンディの行動によってお菓子の怪獣が誕生してしまい、訳を聞いた際にキャンディの本心を知る。騒動後はキャンディにお祝いの言葉を掛け、さらには手作りの誕生日ケーキを用意した。
モンブラン
声 - 長嶝高士（2019.9）
キャンディのペットであるライオン型ロボット。廃棄されたお菓子の余りを食べているうちに虫歯になっていたが、やって来たドラえもんたちの助けで完治し、お礼として彼らを出口まで運んだ。その後、キャンディの口笛で駆け付け、彼とのび太を乗せてお菓子の怪獣に立ち向かった。

### 中世関連
| 中世関連オリジナルエピソード  | 放送日        |
| ----------------------------- | ------------- |
| 王子を守れ!伝説のドラミ三剣士 | 2007年12月7日 |

ジョルジュ
声 - 皆川純子（2007.12）
「王子を守れ!伝説のドラミ三剣士」に登場するマスカール国の王子だが、実は女の子である。かつて先代の国王である父が隣国と平和的に接するために男として育てられ、以降は家臣や国民からは王子と思われて生きてきたが、後に森で獣に襲われていたドラミたちを助けたことで彼女たちと親しくなる。その後、バルトとの戦闘の際に秘密を暴露されてしまうが、ドラミの助言で国民の信頼を勝ち取り、バルトを撃破する。
バルト国王
声 - 石塚運昇（2007.12）
「王子を守れ!伝説のドラミ三剣士」に登場するジョルジュと敵対するバルデス国の国王。剣術の腕も高く、ジョルジュと互角に渡り合うほどの実力を持つ。また、予定の時間よりも早く奇襲を仕掛けたりするなど、卑劣な性格である。娘とジョルジュを結婚させようとしていたが、ジョルジュが女装したのび太を婚約者と発表したのに腹を立ててのび太を誘拐する。その後、ドラえもんやドラミたちにのび太を奪還された際にジョルジュの秘密を知ったことでマスカール国を征服しようと戦争を仕掛け、さらにはジョルジュが女の子であったという秘密をマスカール国民に暴露するが、最終的にはジョルジュに敗北する。
マリー姫
声 - まるたまり（2007.12）
「王子を守れ!伝説のドラミ三剣士」に登場するバルト国王の娘で、ジョルジュの許嫁。
ルガルデ
声 - かかずゆみ（2007.12）
「王子を守れ!伝説のドラミ三剣士」に登場するバルデス国に所属する黒三剣士と呼ばれる三人組の一人。

### 古代関連
| 古代関連オリジナルエピソード   | 放送日       |
| ------------------------------ | ------------ |
| 謎のピラミッド!?エジプト大冒険 | 2017年9月1日 |
| クジラとまぼろしのパイプ島     | 2018年9月7日 |

ネムセス二世 / ネムセスJr.
声 - 田村睦心（2017.9）
「謎のピラミッド!?エジプト大冒険」に登場する古代エジプトの国の王子。王である父・ネムセス一世の死後、大臣であるワルエヘブによって国を乗っ取られ、自身はピラミッドに閉じ込められていたが、タイムスリップでやって来たドラえもんとのび太に助けられる。その後、ドラえもんたちの協力を得て、再びワルエヘブに挑み、一度は窮地に陥るが、苦難の末にワルエヘブを打倒した。騒動後は改めてネムセス二世として王に即位し、そこで「平和な国を作ること」を誓い、ドラえもんたちとの別れ際ではのび太と握手を交わして現代に戻る彼らをティティと共に見送った。
ティティ
声 - 佐倉綾音（2017.9）
「謎のピラミッド!?エジプト大冒険」に登場する古代エジプトの国の王女で、ネムセス二世の妃。夫がいない間はワルエヘブのもとにいるが、それでも彼が戻ってくることを信じており、ワルエヘブの要求にも逆らい続ける。その後、ドラえもんたちの協力を得た夫と一度は再会を果たしたが、直後にワルエヘブが持つあらかじめ日記の効力に操られ、正気を失ってしまう。その後は操られるがままにワルエヘブの言う事を聞いていたが、最終的にはのび太によってあらかじめ日記が燃やされたことで無事に正気を取り戻す。騒動後は王に即位した夫の傍におり、現代に戻るドラえもんたちを夫と共に見送った。
ワルエヘブ
声 - 小杉十郎太（2017.9）
「謎のピラミッド!?︎エジプト大冒険」に登場する古代エジプトの国の大臣。ネムセス二世をピラミッドに閉じ込めて国を乗っ取り、のび太が落とした「あらかじめ日記」を拾うことで預言書として自由自在に記して民衆を信用させ、さらにはひみつ道具を使えなくした上でドラえもんを脅して新たにピラミッドを建て、自分の名を未来永劫残すように仕向けた。
その後は用済みとなったネムセスを始末しようとするが、あと少しの所で失敗に終わり、さらにはのび太が放った空気砲によりあらかじめ日記を吹き飛ばされてそのまま炎で焼失、ネムセスとの対決では実力で圧倒し、今度は自らの手で彼を殺そうとしたが、ドラえもんが『とびだしライト』で飛び出させた壁画のネムセス一世に捕らえられ、そのままネムセス一世と共に壁画にされた。彼のピラミッドもその壁画以外はドラえもんによって原料の砂に戻され、後世には残らなかった。
ピト
声 - 朴璐美（2018.9）
「クジラとまぼろしのパイプ島」に登場する7千年前の島に住む少年。実は元々この島の住民ではなく、さらに文明が発達した別の世界から脱出ポッドに乗ってクジラのゴニーと共に今の島にやってきた別世界の住人である。自分を育ててくれた育ての親や島の住民に対する恩返しから島を守ることに人一倍尽力しており、常に島の状況を見張っていたり、ゴニーを使って調査も行っているが、激しく没頭し過ぎているためにナーナや周囲からは気に掛けられている。ゴニーを送り届けに来たドラえもんたちに窮地を救われたことで仲良くなり、またのび太には対話の中で実の両親のことで未だに未練があって独自に調べていることを明かす。その後、マグマによって島が海に沈むことを知り、のび太と共に一時的な対処として島を凍結させ、それでも出入口が塞がったことで出られずにいたが、駆け付けたドラえもんやナーナ、ゴニーに救助された。騒動後は島の最期を見届け、ドラえもんから新天地となる場所を教えて貰った後は自分を心配するのび太に対して気丈に振る舞って両親に対する未練も絶ち切り、最後には元の時代に帰るドラえもんたちを見送った。その後、ナーナや住民たちと共に新天地に辿り着いて新しい国を築き上げており、ドラえもんたちが住む現代では一つの島国として発展していることが判明した。
ナーナ
声 - 茅野愛衣（2018.9）
「クジラとまぼろしのパイプ島」に登場する7千年前の島に住む少女。普段はピトの助手として彼の研究を手伝っているが、反面では没頭し過ぎているピトを常に気に掛けている。また、踊ることが好きなようで、ドラえもんたちの歓迎会では他の踊り子に混じって踊りを披露していた。島がマグマによって海に沈みそうになった際はドラえもんたちと共に住民全員を避難させることに尽力し、さらにはドラえもんやゴニーと共にピトやのび太の救出に駆け付け、彼らの救助に成功した。その後、島の最期を見届けた後はドラえもんから新天地となる場所を教えて貰い、最後には元の時代に帰るドラえもんたちを見送った。
ゴニー
声 - 三田ゆう子（2018.9）
「クジラとまぼろしのパイプ島」に登場する7千年前の島に住むクジラ。ピトが乗っていたポッドを運んだまま今の島にやって来たため、恐らくはピトと共に別の世界から来たとされている。海底で調査を行っていた際に岩崩れに巻き込まれ、辛うじてピトが組み込んでおいた装置の働きで凍結したために助かったものの、7千年の間眠り続ける。7千年後は、凍結から目覚め、海を彷徨っていたところを偶然おざしき釣り堀でのび太が釣り上げたオカリナ（ピトが以前海で無くした）の音に反応し、ドラえもんたちと出会う。その後、ドラえもんたちによって7千年前の世界に送り届けられ、ピトと再会を果たす。その後もピトの研究を手伝って調査をしていたが、後に島がマグマによって海に沈みそうになった際はドラえもんやナーナを乗せてピトやのび太に救出に駆け付け、彼らの救助に成功した。

### 現代関連
トップ屋
声 - 江川央生
「ようこそ、地球の中心へ（後編）」に登場する。
フリーの記者。目的のためなら手段は選ばす、子供を利用するなど卑劣な性格をしている。「地底国に行って金塊を持ってきた」と友達に自慢しているジャイアンたちに目を付け、彼らから金塊を奪って道案内をするよう頼んだ。バッジを付けて地底国に行き、写真を撮ったり、金塊を奪おうとするが、のび太が作った怪物に襲われそうになり、逃げ出した（金塊が入ったバッグとカメラを置いていってしまい、カメラは怪物に壊された）。
その後、フエルミラーでバッジを増やし、テレビ局や不動産関係者を多数呼び出して地底国に向かおうとするが、ドラえもんたちによって入口は塞がれてしまい、テレビ局や不動産関係者たちから嘘つき呼ばわりされて彼らに追い回された。
外見は23巻「異説クラブメンバーズバッジ」に登場したサクラテレビの関係者である。
浅間 けんじ（あさま けんじ）
声 - 高戸靖広（2009.6）
のび太のクラスメート。ドラえもんの秘密道具の「七人の知り合い」で「アーサー・マッケンジー」と会おうとしたら、のび太の家に本を返してもらおうとしていた。のび太曰く「勉強が嫌い」らしい。
ワルサーの祖先
過去の世界（ドラえもんやのび太たちの住む現代）でのワルサーの先祖。
よっちゃん
声 - かないみか（2010.1）
「大パニック!スーパー赤ちゃん」（2010年1月15日放送）に登場する玉子の友だちの赤ちゃん。玉子たちの買い物の際にドラえもんやのび太に預けられ、中々あやせなかったのび太から机に置いてあった未来デパートから誤送された舐めている間にあらゆる部分の力が100万倍になる「強力ウルトラスーパーデラックスキャンディー」を与えられたことで調子に乗って大暴れし、空き巣（シャルル〈声 - 拡森信吾〉とミッシェル〈声 - 島香裕〉）も巻き込むほどの騒ぎになるが、ドラえもんやのび太によってキャンディーを吐き出した。
福山 雅秋（ふくやま まさあき）
声 - 梁田清之（2010.9）→福山雅治（2011.2）
「ほんもの3Dテレビ」（2010年9月17日放送）に登場する人気シンガーソングライター。
しずかが大ファンであり、「MUSIC STAGE」（元ネタはミュージックステーション）に出演。しずかが手を出してしまったため、しずかの家に現れサインをしてもらった、その後道具の性質上で戻れなくなりタクシーで帰ることになった際も温厚にふるまい3人に「応援、よろしく」と話していた。
元ネタは福山雅治。モデルとなった福山はラジオ番組『福山雅治のオールナイトニッポンサタデースペシャル・魂のラジオ』でドラえもんに自分が出たこととしずかが自分のファンであることを喜び、声も自分でやりたかったと発言、後に自らが吹き替えた登場シーンが「冬の大感謝祭」で流された。また2011年には福山のFM番組『福山雅治のSUZUKI TALKING F.M.』（JFN系）内に、福山扮する雅秋による「スター☆雅秋の相談室」というコーナーが設けられている。
映画『ドラえもん 新・のび太と鉄人兵団 〜はばたけ 天使たち〜』（2011年3月5日公開）にも登場。
福山雅治は、『ドラえもん のび太と奇跡の島 〜アニマル アドベンチャー〜』（2012年3月3日公開）の主題歌「生きてる生きてく」を担当。テレビでの放送内、福山雅秋が再び登場した。
課長
声 - 亀井三郎（2010.12-2013.4）→秋元羊介（2013.12 - ）
野比のび助が勤めている会社の課長。のび助とはよく飲みに行くなど、とても親しいようである。
引道 仁（いんどう じん）
声 - 島田敏（2010.12）
「恐怖のジャイ子カレー」（2010年12月3日放送）に登場するカレー界の権威にして評論家。紫色のスーツにターバン姿で独特な口調の日本語で話す。スネ夫が驚くほどの有名人で彼が褒めないカレーはカレーじゃないと言われている。
ジャイ子がドラえもんたちにカレーを振舞ったキャンプ場に居合わせ、ジャイ子のカレーを一口で「上手い」と褒め称え国宝級のカレーと絶賛した。
ボロ
声 - 神代知衣（2011.3）
「ロボット・ボロよ、永遠に」（2011年3月4日放送）に登場するロボット。のび太が万能改造ドライバーを使って物置にあったガラクタで作った。顔が鍋蓋やライト、腕がコード、胴体がラジカセとバネ、下半身が車の玩具になっている。頭が良く、手強い相手でも機転でピンチを乗り切っている。宇宙に興味がある。親であるのび太を慕っており、スネ夫以外の友人からも慕われている。
サングラスの男から太陽系外の探査ロケットに搭乗するロボットを探していることを聞き、宇宙に行くかどうか悩んでいたが、のび太の後押しで行くことを決意。のび太に下半身を車から2足歩行に改造してもらい、友達と楽しい思い出を作った後、宇宙へと旅立った。
サングラスの男
声 - 天田益男（2011.3）
「ロボット・ボロよ、永遠に」（2011年3月4日放送）に登場する男性。サングラスと分厚い唇が特徴で、怪しげな行動をとっている。その正体は宇宙関係の仕事に就いている研究員であり、太陽系外の探査ロケットに搭乗するのに必要な優秀なロボットを探していたところ、ボロに目を付けた。当初はのび太に断られたが、ボロが宇宙に行くことを望み、最終的にボロを引き取った。
若者
声 - 谷山紀章（2011.3）
「ロボット・ボロよ、永遠に」（2011年3月4日放送）に登場する男性。ロボットやヘリコプターなどのラジコンをコレクションにしており、のび太が作ったボロを自分の者にしようと企んでいる。そのためなら手段を選ばず、ミサイルで相手を傷め付けようとすることもある。ドラえもんたちからボロを奪おうとするが、ドラえもんのひみつ道具やサングラスの男の妨害によって失敗に終わった。
ユータ
声 - 堀川りょう（2011.5）
「カワウソのび太の大冒険」（2011年5月27日放送）に登場するカワウソ。
キュー
声 - 神田朱未（2011.5）
「カワウソのび太の大冒険」（2011年5月27日放送）に登場するユータの妹のカワウソ。
たかこ
声 - 新谷良子（2011.6）
「新曲発表!ジャイアンにボエボエ?」（2011年6月11日放送）に登場するのび太たちの隣の学校に通っている女の子。走り高跳びをしており、大会の選手に選ばれるほどの実力を持っている。昨年の大会で失敗してからは思うように結果が伸びずにいたが、今年の大会ではジャイアンの応援により大会で新記録を出すことに成功する。ジャイアンの歌を絶賛した数少ない人物で彼のファンクラブの結成にも唯一ノリノリであるという奇妙な人物である。しかし歌声が好きな理由は以前飼っていた犬の鳴き声に似ているから。
甘栗 旬（あまぐり しゅん）
声 - 小栗旬（2011.7）
スネ夫の知り合いであり憧れのアイドル兼俳優。モデルは俳優の小栗旬で、声も本人である小栗旬がゲスト出演して演じた。
映画『ドラえもん のび太と奇跡の島 〜アニマル アドベンチャー〜』（2012年3月3日公開）にも登場。
ミーア
声 - 冬馬由美（2011.9）
「ドラえもんたった一日の恋」（2011年9月2日放送）に登場するアイドルネコ（動物タレント）。かなりの高飛車かつ我儘な性格で、当初はドラえもんとも衝突していた。のび太が書いたあらかじめ日記によってドラえもんと一緒に過ごすことになるが、のび太があらかじめ日記に「ゆかい」を「ゆうかい」と書き間違えたことで本当に誘拐されてしまう。その後はドラえもんによって助け出され、さらにはのび太が日記に内容を追加したことで誘拐犯も逮捕され、ドラえもんとの時間を過ごしたのち、無事スタッフのもとへ戻っていった。
育ての親のおばあちゃんがおり、アイドル活動のため離れたあとも健在であることが明らかとなった。
アッちゃん
声 - 谷井あすか（2012.5）
「人よけゴールデンウィーク」（2012年5月4日放送）に登場するアイドルグループ・アカンベー48のメンバー。近所の公園で撮影をしていたが、ドラえもんやのび太が近くで見るために人よけジャイロを使用したため、ジャイロの影響でスタッフまで近づけなくなり、撮影を続けられなくなる。
チカ
声 - 金田朋子（2012.5、2022.5）
「ポケットの中のしずかちゃん」（2012年5月25日放送）に登場する少女。
マジメーの先祖 / 本気目（まじめ）氏
声 - 中尾隆聖
過去の世界（ドラえもんやのび太たちの住む現代）でのマジメーの先祖で、教育評論家。のび太がもしもボックスで叱られない世界を実現させた際には子孫と同じサングラスを着用しながら「子供を叱っても世の中のためにならない」と悟ったが、元の世界に戻った後は穏やかな雰囲気に眼鏡をかけ、「人は叱られて成長するもの」と唱えている。
向井 おさる（むかい おさる）
声 - 向井理（2013.3）
「最強!ころばし屋Z」（2013年3月1日放送）、映画『ドラえもん のび太のひみつ道具博物館』（2013年3月9日公開）に登場する22世紀申年生まれのアクションスターであり向井理の子孫でもある。「転ばし屋Z」の最初の犠牲者となった。映画ではワンシーンのみの出演である。
山田 平助（やまだ へいすけ）
声 - 長嶝高士（2014.2）
九州に住むのび助の友人。のび太に小遣いをたくさんくれるらしい。
アーサー・メッシ
声 - 森田樹優（2014.6）
「のび太イレブン」（2014年6月20日放送）に登場するのび太のサッカーチームと対決するためにスネ夫がアルゼンチンのチームから加入したサッカー少年。「これぐらいアーサーメッシ前（朝飯前）」が口癖である。ドラえもんとのび太のサッカーチームを相手に一時は俊敏な動きで翻弄したが、ドラえもんのひみつ道具「からだポンプ」で頭を巨大化させたドラえもんによってシュートを跳ね返され、それに驚愕した。
アヤトリオ
声 - 町田政則（2014.12）
「家元かんばん」（2014年12月12日放送）に登場する老人。あやとりが得意で、「コイの滝登り」ができる。のび太と勝負をしたが、最終的にのび太のあやとりを見て降参し帰っていった。
ビル・マネー
声 - 渡辺明乃（2015.2）
「スネ夫より金持ちがやってきた」（2015年2月20日放送）に登場する少年。父親の仕事の都合でのび太たちのクラスにやって来た転校生。スネ夫以上の金持で、本物の飛行機や潜水艦、ドイツ・スイス・インドに城を所有しているほどである。外の景色をゆっくり眺めたいという理由でリムジンに乗ることはあまり好んでいない。さらにスポーツ万能で自分が金持ちなことを鼻にかけることもない性格でドラえもんやのび太たちとすぐに友人になるも、数日後に再び転校していってしまう。
宇佐美ポルト
声 - 池澤春菜（2016.5）
「NSワッペンで運動会」（2016年5月20日放送）に登場するのび太たちと同じ小学校に通う足の速い少年。のび太たちの隣のクラスの5年4組所属。運動会のクラス対抗リレーの50メートル走で、選手に選ばれたのび太と対決する。のび太は彼にNのワッペンを貼り付けて彼の後を付いて走りゴール直前でワッペンをはずして、追い抜こうとしたがはずれたワッペンが大玉に貼り付いてしまい失敗に終わり、彼の所属する5年4組がリレーに優勝した。
平井堅
声 -平井堅（2017.2）
「拝啓、虹谷ユメ子さん」（2017年2月24日放送）に登場。歌手で、作品内ではテレビ内で「僕の心をつくってよ」を歌った。のび太のママは「堅ちゃん」と呼んでいた。
大熊カツオ
声 - 丹沢晃之（2016.11）
「熱血ドッジボール」（2016年11月4日放送）に登場。町内会のドッジボール大会で、ドラえもんやのび太たちのチーム・ジャイアンズと対決する相手チーム・スーパードッジーズのキャプテンで、ビッグベアボールというすごい必殺技を使う少年。決勝戦のジャイアンVSスーパードッジーズの試合の際には彼の必殺技ビッグベアボールがのび太の顔面に当たってアウトになり、外野のジャイアンが打ったボールに当たってジャイアンズに敗れる。家が商店をやっており、同じく商店をやっているジャイアンとは商売敵である。
モモちゃん
「葉っぱ探偵のび太」（2017年11月10日放送）に登場するドラえもんの友達のネコ。
ホドホ
声 - 柿原徹也（2018.3）
「ほどほど宝島」（2018年3月9日放送）に登場するイルカ。ひみつ道具の「ほどほど宝島」の案内役を務めている。難易度がソフトの場合は物腰が柔らかい性格であるが、ハードになるとワイルドな性格になる。帽子の中にひみつ道具が書かれたくじが入っている。
杉下右京
声 - 水谷豊（2018.11）
「あい棒」（2018年11月9日放送）に登場した。
冠城亘
声 - 反町隆史（2018.1）
「あい棒」（2018年11月9日放送）に登場した。
シャレー二世
声 - 佐倉綾音（2019.4）
「ダジャレーランド」（2019年4月19日放送）に登場。ダジャレー王国第15代国王の息子。数人の付き人と共に廃園寸前の遊園地「ハッピーランド」を訪れ、ドラえもんたちがダジャレイガンで楽しんでいる姿を見て感銘を受けたことから父親にハッピーランドの資金援助を申し出た。
ニャン太郎（ニャンたろう）
声 - 松本健太
「ねこっかぶり」（2019年10月5日放送）に登場。ひみつ道具「ねこっかぶり」で猫の姿となったのび太が出会った猫。
国王
声 - 遊佐浩二
「ヴェルサイユのママ」（2019年11月16日放送）に登場。古代ヴェルサイユの国王。
モアイ像
声 - 木村雅史
「イースター島のモアイ」（2019年12月14日放送）に登場。
子猫
声 - 奥野香耶、堀川さつき、松下真緒
「ネコになったドラえもん」（2020年2月22日放送）に登場。空き地で迷子になっていたところをのび太たちに見つけられた。ひみつ道具で一時的に住む場所を作ってもらい、数日後、飼い主が見つかった。
試験官ロボ
声 - 福島潤
「ドラえもんが受験生!?」（2020年3月7日放送）に登場。
広瀬ベル
「ハリ千本ノマス」（2020年3月28日放送）に登場。芸能人。元ネタは広瀬すず。
加藤カケル
声 - KENN
「ジ〜ンと感動する話」（2020年10月17日放送）に登場。芸能人。
Official髭男dism
声 - Official髭男dism
「テレビとりもち」（2021年1月16日放送）に本人役として登場。しずかが大ファン。
タダ将暉
声 - 逢坂良太
「ちく電スーツ」（2021年12月18日放送）に登場。芸能人。のび太の街でドラマの撮影をしていた。元ネタは菅田将暉。
ひかせ太郎
声 - 葉加瀬太郎
「しずかの焼きイモ交響楽」（2024年3月16日放送）に登場。しずかと一緒にバイオリンを弾いた。モデルはヴァイオリニストの葉加瀬太郎。
田中エイ
声-田中圭
「シャシンシャベール」に（2024年11月23日放送）に登場。人気俳優。
ペドロ
声-河村梨恵
「年越しはスペインで」に（2024年12月31日放送）に登場。

#### レギュラークラスメイト
テレビアニメ第2作第2期にはレギュラーで登場するクラスメイトが8人いる。似た顔の人物が藤本の漫画にも登場する場合があるが、名前は固定されていない。声優は当初は特に決まっていなかったが、2010年代頃からはほぼ安定している（台詞が一言など、少ない場合は、その回の出演者が代役で担当することはある）。ここでは、2020年6月現在主に担当している声優を太字で表記する。
男子1（山田〈やまだ〉）
声 - 高木礼子、梅田貴公美、まるたまり、仲村水希、加川三起（1979.10）、堀越真己（2003.8）、金元寿子ほか（2005 - 2012）、佐藤利奈（2010.4）→川上千尋（2014.6 - ）、池田果奈子（2016）、慶長佑香（2019）、久保田ひかり（2020）、小野将夢（2020）、慶長佑香（2020）
下の名前は不明。原作20巻「お医者さんカバン」に登場したお尻にできものができた男子がモデル。9巻「トレーサーバッジ」にて名前が登場。同話でジャイアンに殴られていた。2020年放送「つくれーるマイレール」の路線図では落合と表記されている。
男子2（吉田進〈よしだ　すすむ〉）
声 - 福圓美里、林沙織ほか（2005 - 2012）→花藤蓮（2013.6 - ）、半場友恵（2020）、慶長佑香（2020）
顔にそばかすがある。母親（声 - 神田みか〈2019.6〉）もいる。
男子3（鈴木〈すずき〉）
声 - 梅田貴公美、小林由美子ほか（2005 - 2016）→半場友恵（2017.1 - ）、慶長佑香（2020）、野中藍（2020.10）
眼鏡をかけている。「つくれーるマイレール」の路線図に名前が載っている。
女子1（立花〈たちばな〉）
声 - 高野直子、倉田雅世、まるたまり、大本眞基子、堀越真己ほか（2005 - 2015）→神田朱未（2015.10 - 2017.4）→野中藍（2017.5 - ）、ふじたまみ（2019.12）、かかずゆみ（2020）
アニメでは薄黄色の服とオレンジのスカートを着用している事が多い。「つくれーるマイレール」の路線図に名前が載っている。
女子2（中村〈なかむら〉）
声 - 瀬那歩美、倉田雅世、戸田めぐみ、安西英美ほか（2005 - 2015）→岩橋由佳（2015.10 - ）、ふじたまみ（2019.12）、野中藍（2020.10）
身長が高い。ジャイアンのディナーショーが行われたときは、「歯が痛い」と言って休んだ。「つくれーるマイレール」の路線図に名前が載っている。
女子3（関口佳子〈せきぐち よしこ〉）
声 - 原田ひとみ、深田愛衣ほか（2005 - 2016）→村瀬迪与（2017.6 - ）、ふじたまみ（2019.12）、岩橋由佳（2020）、野中藍（2020.10）
太っている。アニメではピンク色の服とスカートを着用している事が多い。「つくれーるマイレール」の路線図に名前が載っている。
女子4（悦子〈えつこ〉）
声 - まるたまり、若菜よう子、福圓美里、後藤麻衣、桑原由気ほか（2005 - 2016）→飯田友子（2016.4 - ）、ふじたまみ（2019.12）、岩橋由佳（2020）、慶長佑香（2020）
眼鏡をかけている。リボンの付いている服を着用している事が多い。
女子5（川村〈かわむら〉）
声 - 桃森すもも、原田ひとみほか（2005 - 2015）→畑中万里江（2015.4 - ）、ふじたまみ（2019.12）、野中藍（2020）、かかずゆみ（2020）
カチューシャを付けている。映画『のび太の新恐竜』で先生に名前を呼ばれたことがある。

### 歴史上の人物
武蔵坊弁慶
声 - 内海賢二（2009.12）→丹沢晃之（2016.1）
「どら焼き伝説を追え!」（2009年12月31日放送）と「ドラドラ源平合戦〜しずかちゃん御前を救え!〜」（2016年1月15日放送）に登場する歴史上の人物。
「どら焼き伝説を追え!」ではどら焼きを発明した人物として紹介されドラえもんとのび太が真相を確かめにいっている。
牛若丸/源義経
声 - 下和田裕貴（2009.12）→佐々木望（2016.1）
「どら焼き伝説を追え!」（2009年12月31日放送）と「ドラドラ源平合戦〜しずかちゃん御前を救え!〜」（2016年1月15日放送）登場する歴史上の人物。
「どら焼き伝説を追え!」では牛若丸として登場。ドラえもんとのび太が鍛えなければ武蔵坊弁慶には負けていた。
「ドラドラ源平合戦〜しずかちゃん御前を救え!〜」では源義経として登場。ウマタケとのび太の行動を見て奇襲を成功させる。